# Liste von Persönlichkeiten aus Locarno
Diese Liste enthält in Locarno geborene Persönlichkeiten und solche, die in Locarno ihren Wirkungskreis hatten, ohne dort geboren zu sein. Die Liste erhebt keinen Anspruch auf Vollständigkeit.

## Persönlichkeiten
(Sortierung nach Geburtsjahr)

### Geistliche und Theologen

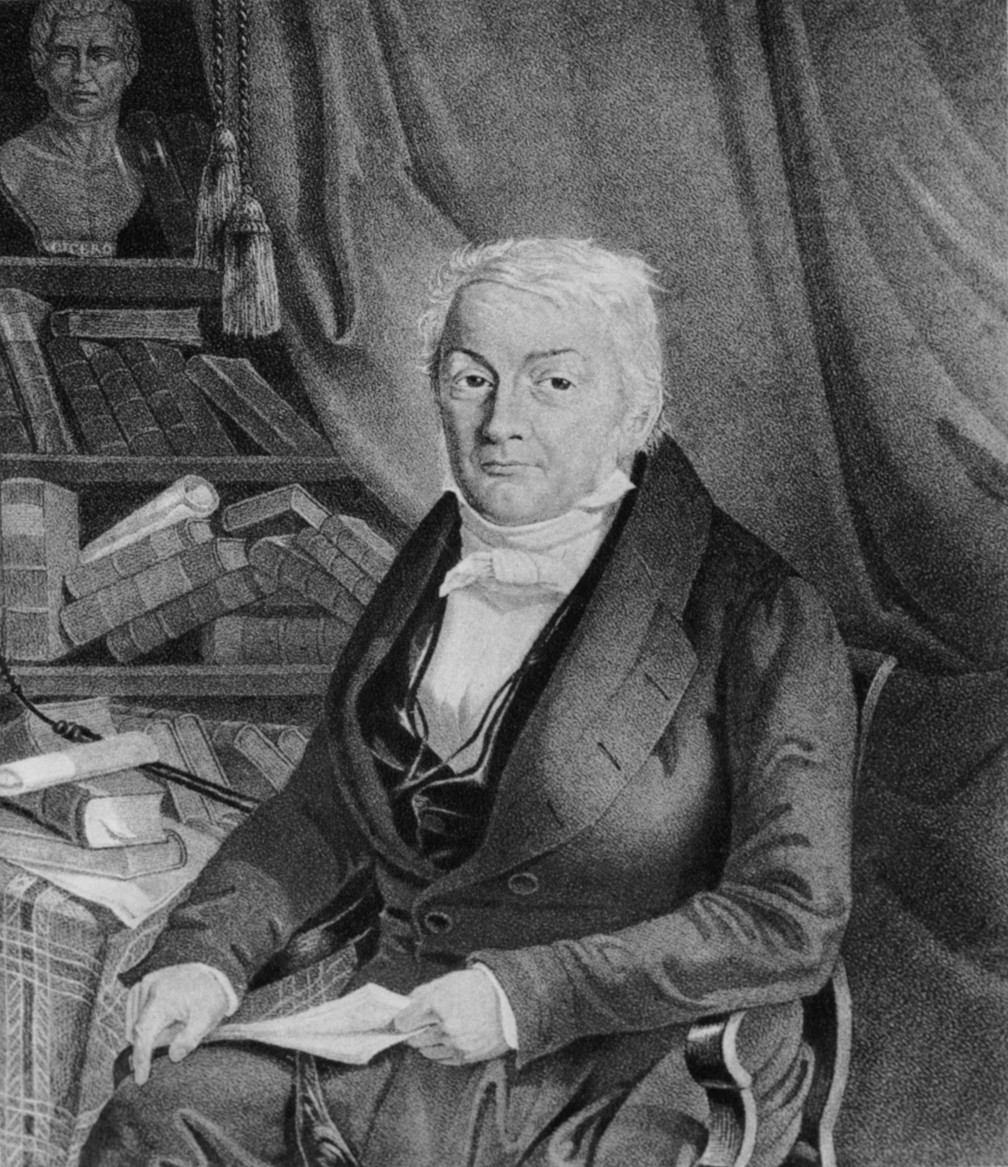
Johann Caspar von Orelli. Porträt, gezeichnet von Ludwig Wegner

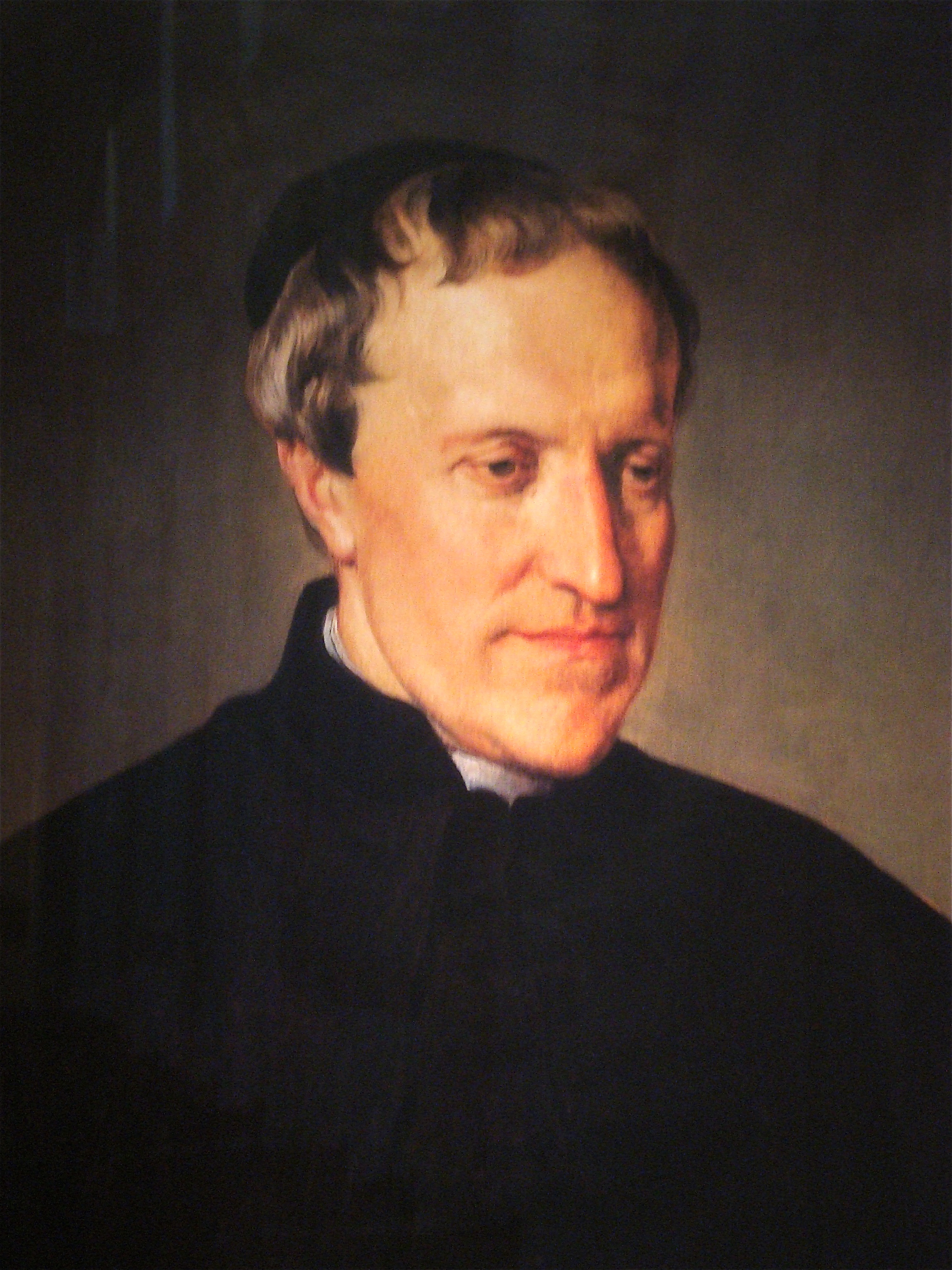
Porträt von Antonio Rosmini (Francesco Hayez)

- Adelsfamilie Muralt, Muralti, Muralto.  Edles Geschlecht von Locarno, das seit dem 12. Jahrhundert erwähnt wird und wahrscheinlich langobardischer Herkunft ist. Die Muralt gehörten zur Korporation der capitanei von Locarno und waren Reichsvasallen, sowie Vasallen des Bischofs von Como, von dem sie um 1190 die Türme von Muralto (nach denen sie sich benannten), einen Teil des Schlosses San Biagio oder castello maggiore von Locarno und zahlreiche Besitzungen in Mendrisio, Capriasca, im Veltlin, sowie

Patronatsrechte in der Stiftskirche San Vittore von Locarno-Muralto und im Dom zu Como zu Lehen erhielten.
- - Locarnus (* um 1150 in Locarno; † nach 1182 ebenda ?), ist der erste bekannte Muralto und wird 1182 als Grundbesitzer in Coglio erwähnt[1]
  - Honrigalus (* 1288 in Locarno; † vor 1337 ebenda), Urenkel von Locarnus, war 1313 mit Guido Orelli, Vikar der Pieve Locarno[1]
  - Airoldo Muralti (* um 1300 in Locarno; † nach 1363 in Desio ?), Priester, Chorherr, Propst der Stiftskirche Santo Stefano von Desio[2]
  - Johannes Petrus Muralti (* 1418 in Locarno; † 1453 ebenda), Podestà der capitanei 1453[1]
  - Luigi Muralto (* um 1420 in Locarno; † nach 1493 in Como), Adel, Domherr von Dongo und Domherr der Kathedrale von Como[3]
  - Franciscus Muralti (* 1447 in Locarno; † 1473 ebenda), Neffe von Johannes Petrus, Protonotar, Podestà der Muralto 1471, des Generalrats und Arzt des Gerichtsbezirk von Locarno 1473[1]
  - Galeazzo Muralto (im 15. Jahrhundert–1557), Sohn des Battista und der Jacobina de Bossis, erstmals erwähnt 1491, war ein Schweizer Adliger, Kanoniker, Geistlicher und Erzpriester
  - Laurentius Muralti (* 1486 in Locarno; † vor 1532), Sohn von Franciscus, Arzt des Herzogs von Mailand von 1492 bis 1498, lange Jahre Mitglied des Generalrats von Locarno[1]

- Alberto de Novazzano (* um 1180 in Novazzano; † nach 1239 in Locarno), Domherr der Kirche San Fedele in Como, Erzpriester von Locarno[4]
- Giovanni von Cremona (* um 1310 in Cremona; † nach 1375 in Locarno), Erzpriester von Locarno[5]
- Giovanni Andrea von Locarno (* um 1330 in Locarno; † nach 1390 ebenda), Erzpriester von Locarno[6]

- Adelsfamilie De Capitani.  Ihr altes Wohnhaus war in Belvedere[7]
  - Marco De Capitani (* um 1400 in Locarno; † nach 1447 in Alessandria), Priester, Bischof von Alessandria[8]
  - Tommaso De Capitani (* um 1450 in Locarno; † nach 1508 in Cervia), Dominikaner, Doktor der Theologie, Bischof von Cervia[9]
  - Francesco Girolamo De Capitani (* um 1600 in Locarno; † 1650 in Como), Abt der Kongregation des Heiligen Hieronymus, Abr des Klosters von San Carpoforo in Como[10]

- Adelsfamilie Rusca. [11]
  - Alberto Rusca (* um 1400 in Bedano; † vor 25. November 1475 in Locarno), Erzpriester von Locarno seit 1444 bis zu seinem Tode[11]
  - Francesco Rusca (* um 1460 in Locarno; † 1528 ebenda), Erzpriester von Locarno[11]
  - Felice Rusca (* 1766 in Locarno; † 10. April 1835 ebenda), Erzpriester von Locarno 1826[11]
  - Carlo Rusca (* 16. August 1772 in Locarno; † 1. April 1851 ebenda), Sohn von Giovanni Antonio, Chorherr der Chiesa nuova von Locarno von 1800 an, wo er eine Patronatschorherrenstelle für seinen Neffen Giovan Antonio und dessen Nachkommen gründete; Politiker, war wahrscheinlich 1803–1813 Tessiner Grossrat[11]
  - Giovan Antonio Rusca (* um 1798 in Locarno; † 1843 ebenda), Neffe von Carlo, Chorherr von Locarno von 1830 an, apostolischer Kommissär[11]

- Giovanni Tomani (* um 1480 in Locarno; † 1540 ebenda), Franziskaner (OFM), Professor der Theologie im Kloster Santi Apostoli in Rom, Rat des Papstes Clemens VII. (Papst)[12]
- Leonardo Bodetto (* um 1510 in Cremona; † nach 1560 in Veltlin ?), versuchte in Locarno die Reformation einzuführen[13]
- Benedetto da Locarno (* um 1510 in Locarno; † nach 1560 ? in Tirano), Franziskaner (OFM), Professor der Metaphysik an der Universität Bologna, er versuchte in Locarno die Reformation einzuführen[14][15]
- Ambrogio Abbondio (* um 1510 in Ascona; † nach 1558 in Locarno), Sohn des Bernhard Quondam Paulo, Priester, 1555 Schullehrer in Ascona und 1558 in Locarno wohnhaft, wo er rector et praeceptor ludi litterarij war.[16]
- Giovanni Beccaria (1508 oder 1511–1580), Priester, Lehrer und Reformator
- Francesco Ballarini (um 1569–1627), ein Italiener Chorherr, Geistlicher, Protonotar, Pfalzgraf und Erzpriester von Locarno
- Giovanni Franzoni (* um 1630 in Locarno; † nach 1669 in Novara ?), Priester, Generalvikar der Diözese Novara, Wohltäter, machte Vergabungen zu Gunsten der Stiftskirche Sant’Antonio von Locarno 1697.[17][18]

- Familie Trevano. [19]
  - Francesco Antonio Trevano (* um 1680 in Locarno; † nach 1730 in Wien ?), Priester, Kaplan am Wiener Hofe 1730[19]
  - Andrea Francesco Trevano (* um 1680 in Locarno; † 1744 ebenda), Priester, Erzpriester von Locarno 1713–1744, Dekan und apostolischer Kommissär[19]
  - Cristoforo Maria Trevano (* 1713 in Locarno; † 1772 ebenda), Sohn des Josephus Peregrinus, Priester, Koadjutator 1740, dann Erzpriester von Locarno 1744–1772, Dekan und apostolischer Kommissär[19]

- Gian Giacomo Pancrazio Bustelli (* 8. März 1716 in Locarno; † 9. Oktober 1771 in Vogorno), Priester, Pfarr von San Barolomeo, Missionär in Novara und Bistum Como; Superior der Diözesanmissionare Lazaristen[20]. Als Priester tat er viel zur Herstellung des Friedens im Val Verzasca, in den Onsernone und Craveggiatälern[21][22]
- Giovanni Battista Muggiasca (1721–1789), Bischof von Como besuchte 1769 die Stiftskirche von Locarno[23]
- Antonio Bonenzi (* 1742 in Locarno; † 1712 in Orselina), Franziskaner (OFM) von Locarno, Professor der Theologie, Guardian des Klosters San Francesco in Mailand, Zensor der Inquisition, lebenslänglicher Definitor seines Ordens[24][25]

- Familie Orelli. [26]
  - Emmanuele Maria Giuseppe Orelli (* 30. Mai 1749 in Locarno; † 1830 ebenda), Chorherr in Locarno, apostolischer Kommissär der Nuntiatur von Luzern. Kaiser Joseph II. (HRR) bestätigte ihm 1787 seine Adelsrechte. Mitglied des Patriziats von Mailand[27][26]
  - Giovanni Battista Orelli (* um 1755 in Locarno; † 14. Juli 1831 in Vira (Gambarogno)), Priester, hervorragender Theolog, Professor der Rhetorik in Locarno, während fünfzig Jahren Pfarrer und Chorherr von Vira Gambarogno[26]
  - Johann Caspar von Orelli (1787–1849 ebenda), evangelischer Priester und Philologe.

- Filippo da Locarno (* um 1670 in Locarno; † 1709 in Albanien), Geistlicher, Kapuziner, Missionär in Albanien[28]
- Felice Bustelli (* 1775 in Locarno; † 1846 ebenda), Pfarrer von Piazzogna, dann Kapuziner unter dem Namen von Gian Francesco, Provinzialdefinitor, Oberhaupt der rätischen Mission[29]
- Antonio Rosmini (1797–1855), Graf, Priester, Ordensgründer und Philosoph
- Luigi Imperatori (* 26. Juni 1844 in Pollegio; † 12. Juli 1900 in Mendrisio), Priester, Pfarrer von Mairengo, Pädagoge, Rektor des Lehrerseminars von Locarno[30]
- Isidoro Fonti (* 28. Dezember 1846 in Miglieglia; † 5. Juni 1911 in Locarno), Erzpriester von Locarno, Gründer der Instituten Santa Caterina und Sant’Eugenio (für Staubstümmer) in Locarno[31][32]
- Guglielmo Buetti (* 1. April 1863 in Muralto; † 27. November 1832 in Locarno), Priester[33]
- Antonio Giovanni Battista Padlina (* 6. November 1867 in Brione sopra Minusio; † 22. August 1958 in Locarno), Priester, Domherr von Stiftskirche Sant’Antonio von Locarno, ehemaliger Administrator der Pfarrei Sant’Antonio[34]
- Carlo Roggiero (* 25. Januar 1868 in Locarno; † 9. März 1939 ebenda), Priester, Pfarrer von Cevio, Domherr von Locarno, Gönner der Gazzetta del Lavoratore[35]
- Johanna van der Meulen (* 1. Januar 1874 in Amsterdam; † 1. Januar 1959 in Palermo), christliche Mystikerin, Anthroposophin[36]
- Rinaldo Fontana (* 2. Oktober 1905 in Castel San Pietro; † 2. Januar 2000 in Orselina), Erzpriester von Locarno[37]
- Ettore Gobbi (* um 1910 in Solduno; † 8. März 1990 ebenda), Redner, Dozent im Lehrerseminar von Locarno, Erzpriester von Locarno, Fürsprecher der Chiesa e Centro della Sacra Famiglia in Locarno[38]
- Pio Snider (* 21. August 1920 in Locarno; † 31. März 2004 ebenda), aus Cavagnago, Priester und Domherr der Stiftskirche Sant’Antonio von Locarno[39]
- Antonio Crameri (* 4. Januar 1969 in Locarno), Apostolischer Vikar von Esmeraldas in Ecuador.

### Bildende Künstler

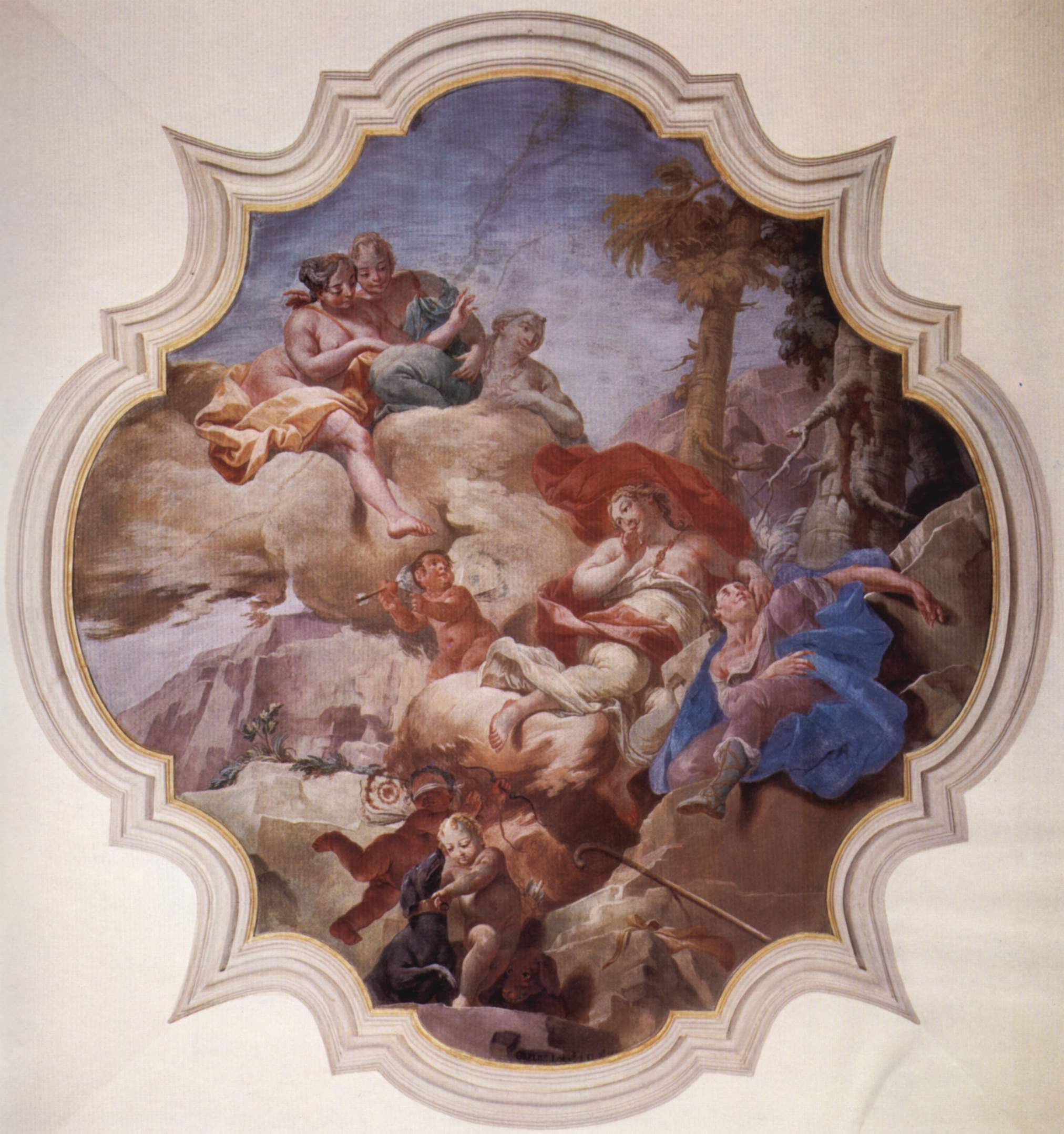
Giuseppe Antonio Felice Orelli: Selene und Endymion, Deckenfresko, Palazzo Riva di Santa Margherita, Lugano

- Antonius de Murinis (* um 1410 in Locarno ?; † nach 1442 ebenda ?), Wandmaler. Laut einer Inschrift aus dem Jahr 1442, Autor eines Wandgemäldes, das den heiligen Christophorus in der Kirche Santa Maria in Selva bei Locarno darstellt[40]
- Jacobinus de Vaylate (* um 1415 in Vailate; † nach 1476 ebenda ?), Maler tätig in der Kirche Santa Maria in Selva bei Locarno[41]
- Antonio da Tradate (* um 1450 in Tradate ?; † nach 1510 in Locarno ?), Maler, Wandmaler. Vertreter der spätgotischen Malerei, tätig zwischen dem 15. und 16. Jahrhundert im Gebiet des heutigen Kantons Tessin, in Graubünden und an den lombardischen Ufern des Lago Maggiore, tätig auch in Locarno, Ronco sopra Ascona (1492) und Curaglia (1510)[42][43]
- Jacobino de Malacridis (* um 1470 in Como ?; † nach 1505 in Sitten ?), Künstler, Schnitzer und Bildhauer aus Como, Autor der Decke im Haus Supersaxo in Sitten (1505). Ihm werden auch die Decken des Vicedomini-Palastes in Como, des Schlosses in Locarno und des alten Muggiasca-Hauses in Bellinzona zugeschrieben.[44][45]
- Giovanni Taddeo Antonio da Tradate (* um 1475 in Locarno; † nach 28. April 1508 ebenda), Künstler. Wandmaler, der in der ersten Hälfte des 16. Jahrhunderts an der Spitze der von seinem Vater Antonio da Tradate in Locarno gegründeten Werkstatt stand; er schuf Fresken 28. April 1508 in der Kirche San Michele in Arosio[46]
- Giovan Pietro Baddi genannt Pietro de Badis (* um 1520 in Locarno; † nach dem 13. September 1568 ebenda), Glasermeister in Locarno[47]
- Giulio Quaglio (il Vecchio) (* 1601 in Laino; † nach 1658 in Wien), Maler, Dekorationsmaler, Bühnenbildner, tätig auch in Locarno[48][49][50]
- Tommaso Fiorina (* um 1640 in Locarno; † nach 1676 ebenda), Maler des Freskos Taufe Christi in der Kirche von Palagnedra[51]
- Francesco Torriani (* um 1645 in Mendrisio; † nach 1690 ebenda), Künstler, Tessiner Bildhauer, 1672 schuf er eine Figurengruppe in der Chiesa Nuova in Locarno und 1685 zusammen mit Paolo Antonio Pisoni einen Reliquienschrein für die Stiftskirche Sant’Antonio[52]
- Giovan Pietro Zezi (* um 1650 in Locarno; † nach 1690 ebenda), Glockengiesser, er goss 1690 die grosse Glocke der Pfarrkirche von Brissago[53]
- Carlo Giuseppe Zezio (* um 1655 in Locarno; † nach 1697 ebenda), Holzschnitzler, er schuf 1697 das mit 17 Statuen geschmückte Tabernakel der Pfarrkirche von Loco.[54] In den Jahren 1691–1694 schuf er zusammen mit Paolo Pisoni den Hochaltar der Pfarrkirche von Quinto[55]
- Giovanni Battista Ronchelli (* 1. Februar 1715 in Castello Cabiaglio; † 24. Januar 1788 ebenda), Porträtmaler[56]
- Domenico Pimpa (* um 1675 in Terre di Pedemonte; † nach 1727 ebenda ?), Bildhauer an der Stiftskirche Sankt Antonio in Locarno[57]

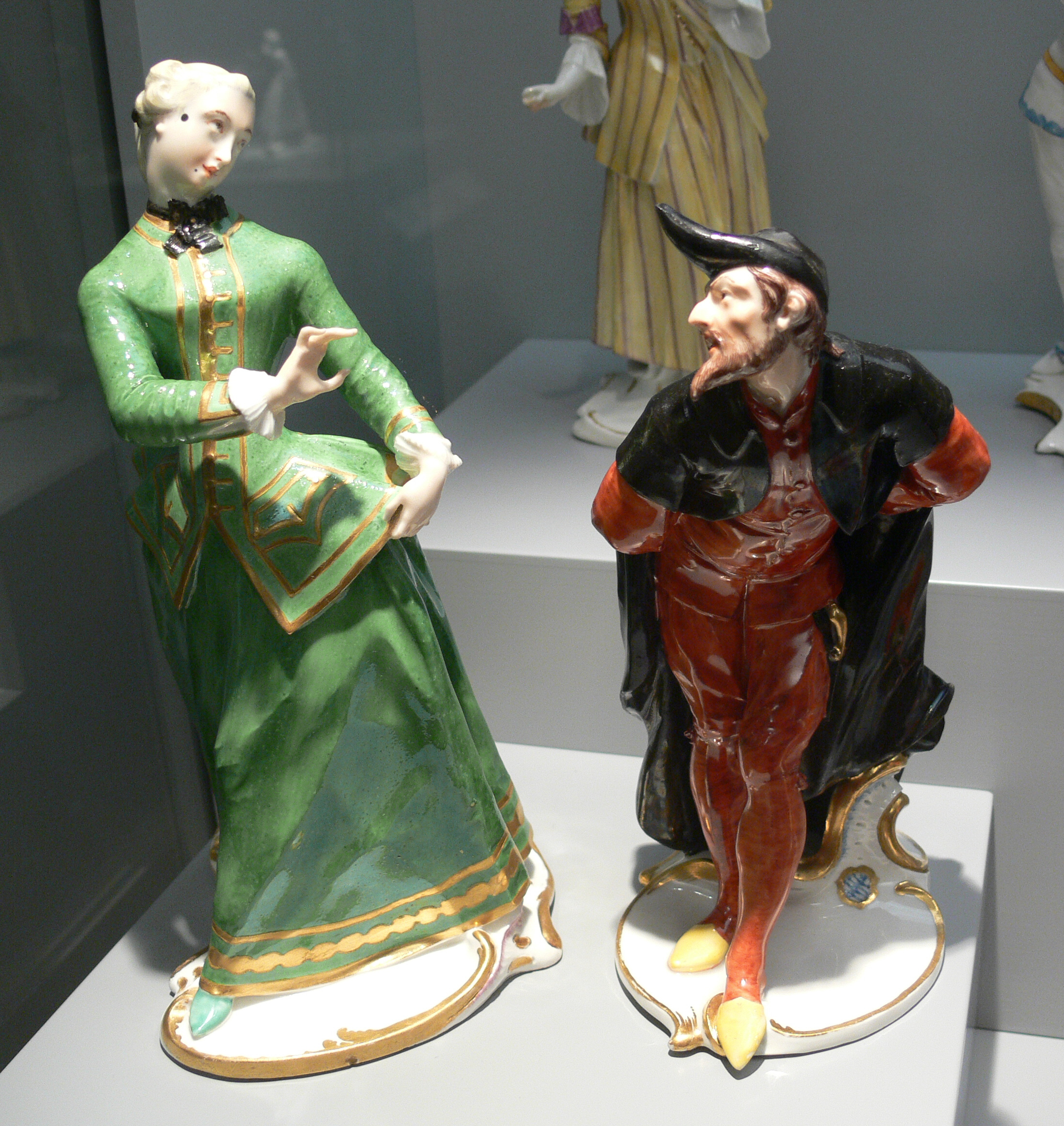
Franz Anton Bustelli: Commedia Julia und Pantalone, Porzellanmanufaktur, Nymphenburg um 1760

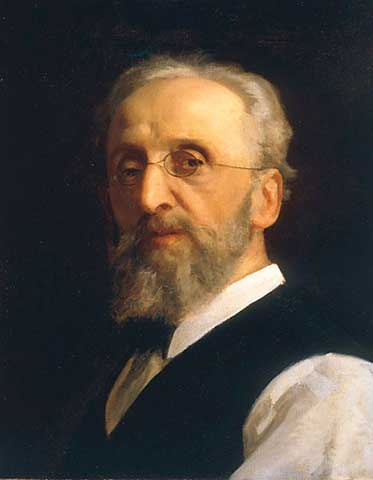
Selbstporträt von Antonio Ciseri, 1885

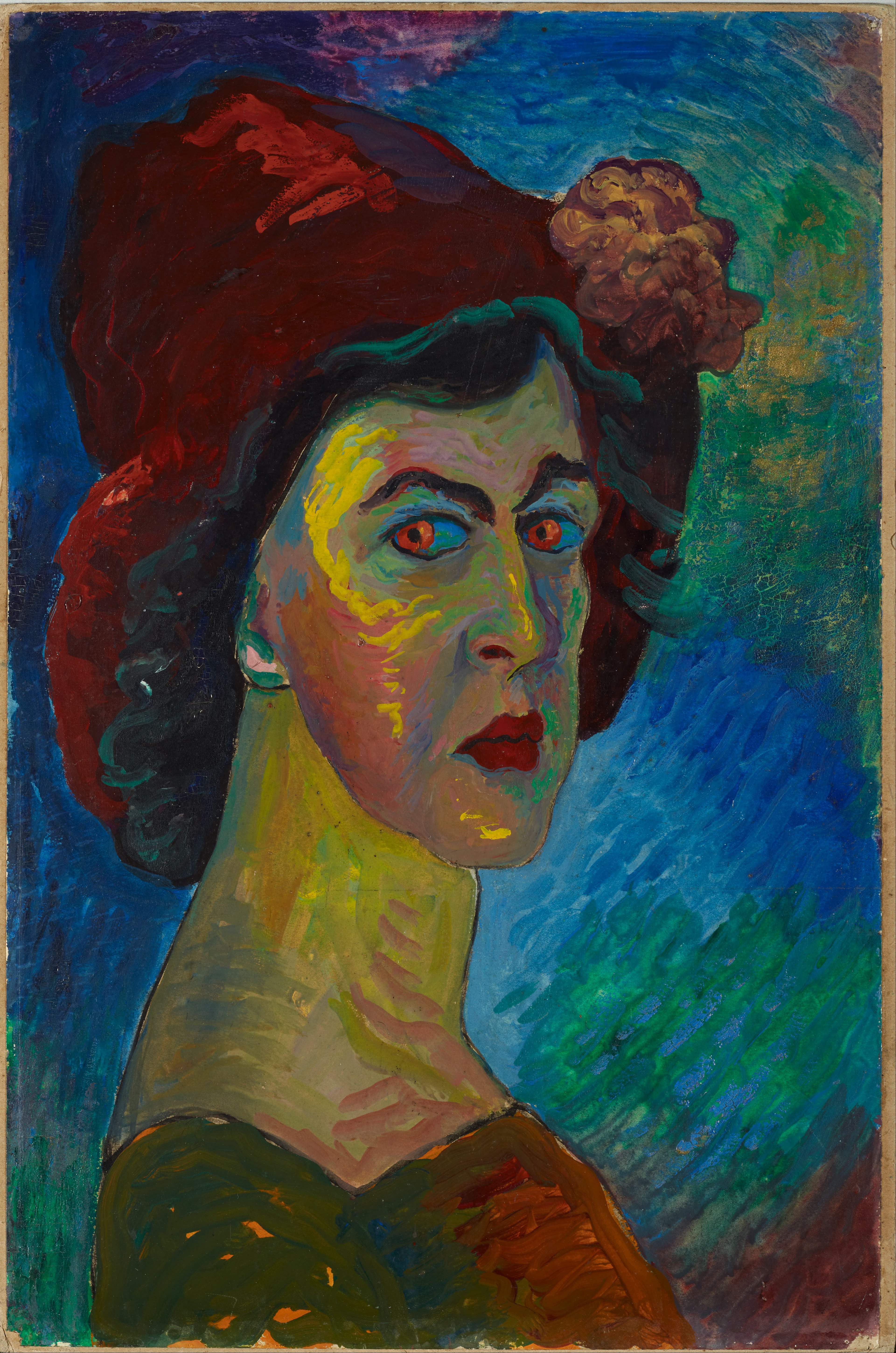
Selbstbildnis, 1910, Städtische Galerie im Lenbachhaus, München

- Künstlerfamilie Orelli.  (17. – 19. Jahrhundert)[26][58]
  - Antonio Baldassarre Orelli (der Älteste) (* 1669 in Locarno; † 17. April 1731 ebenda), Maler, Dekorationsmaler in Locarno und Domodossola[26][59][60]
  - Giuseppe (Gian) Antonio Felice Orelli (* 13. Februar 1706 in Locarno; † um 1776 in Bergamo ?), Sohn des Baldassarre, Maler in Locarno, Lugano, Bergamo und Umgebungen[61][26][62][63][64]
  - Baldassarre Antonio Orelli (* 1745 in Locarno; † 1805 ebenda ?), Sohn des Giuseppe Antonio Felice, Maler[65][60]
  - Vincenzo Angelo Orelli (* 10. April 1751 in Locarno; † 21. Januar 1813 in Bergamo), Maler und Kupferstecher schuf Fresken im Bischofspalast von Bergamo 1780, in Berbenno 1805, in Alzano Lombardo 1808, in Zandobbio und in Cernusco Lombardone, sowie Gemälde und Fresken im Hause Rusca in Locarno[66][67][68][69]. Abgerufen am 2. Dezember 2024.[70]

- Familie Bustelli. [71]
  - Franz Anton Bustelli alias Francesco Antonio (1723–1763), Plastiker und Bildhauer
  - Gian Giacomo Bustelli (* um 1730 in Locarno; † nach dem 1788 ebenda), Glockengiesser[72]

- Francesco Tanadei (* 11. Februar 1770 in Locarno; † 1828 in Turin), Künstler, Bildhauer in Holz und Elfenbein[73]
- Antonio Ciseri (1821–1891), schweizerisch-italienischer Maler
- Antonio Rossi (* 26. Juni 1824 in Mailand; † 20. Januar 1898 in Locarno), Marmorbildhauer, als Fotograf eröffnete er das erste Fotoatelier im Kanton Tessin[74][75]
- Heinrich Büche (* 12. August 1827 in Elgg; † 3. Juli 1907 in Locarno), Xylograf, Kunstmaler[76]
- Filippo Franzoni (1857–1911), Kunstmaler

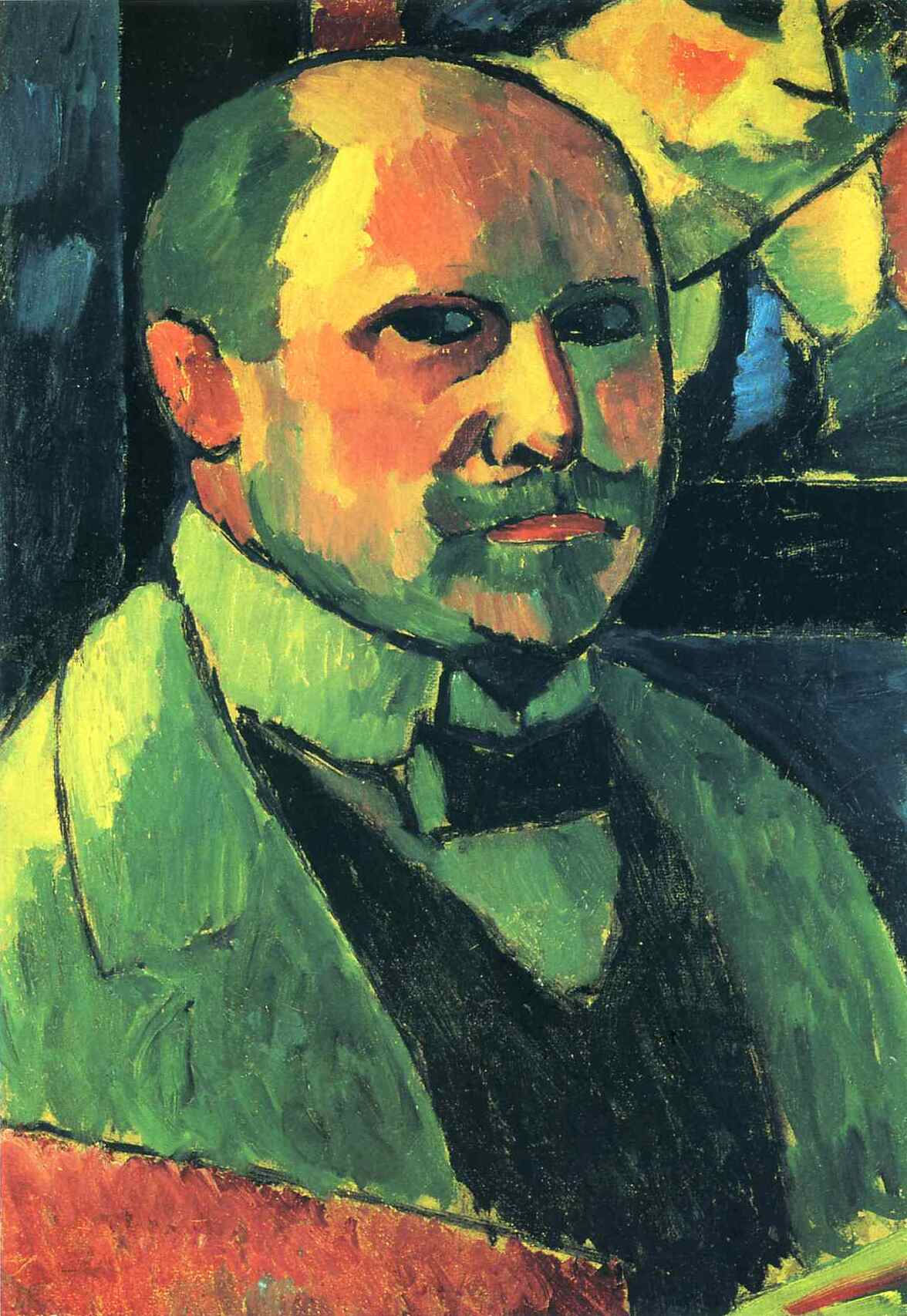
Alexej von Jawlensky: Selbstporträt, 1912

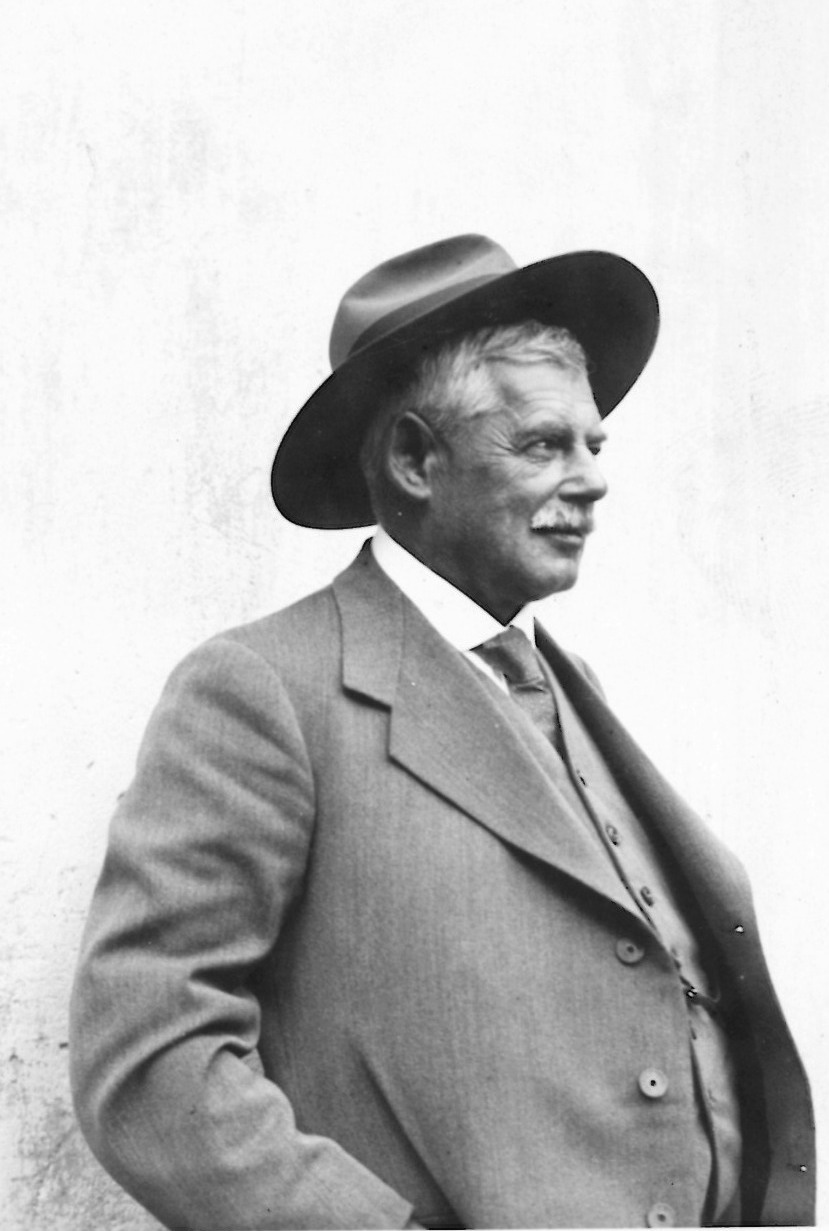
Ernst Zuppinger 1921

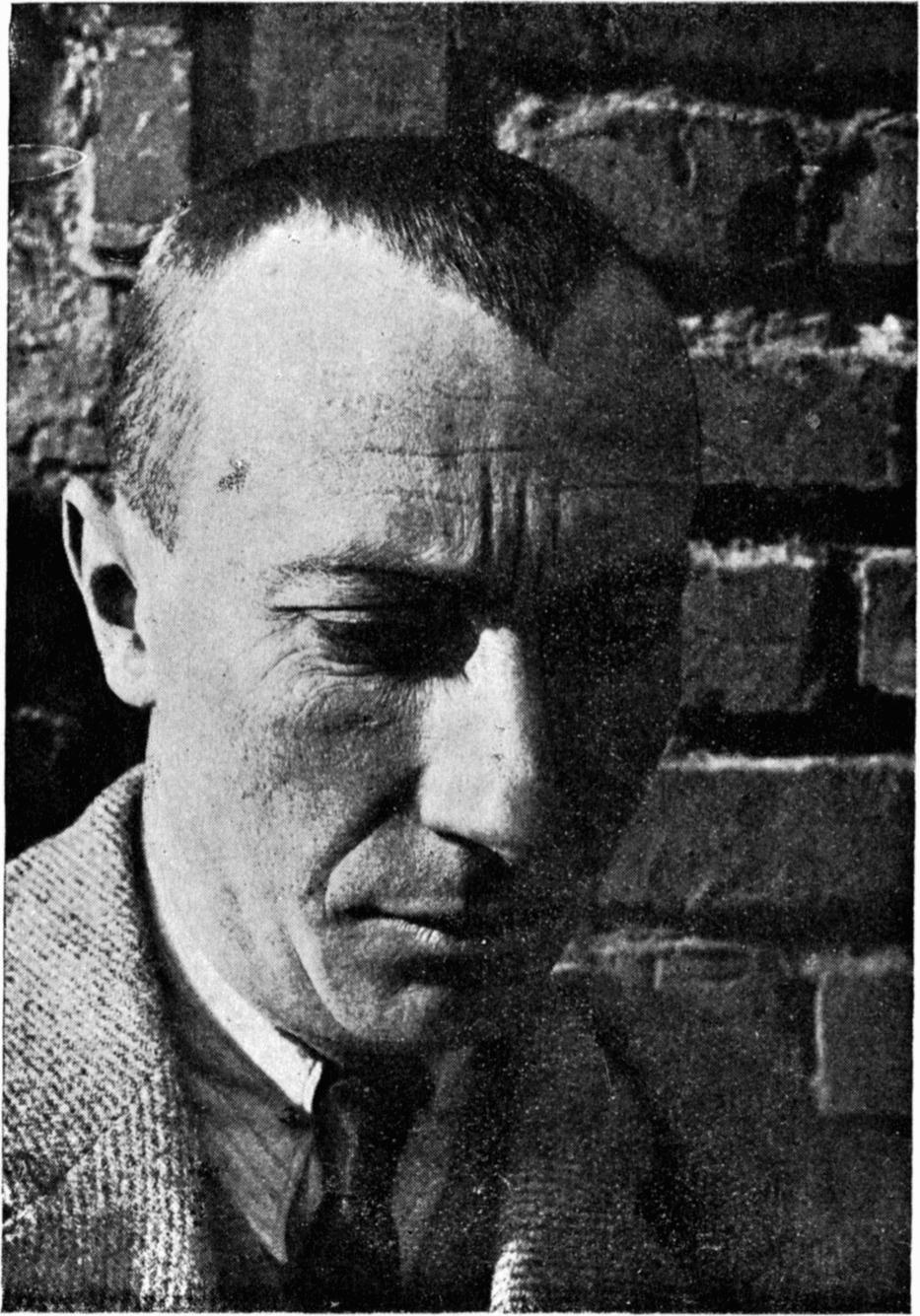
Hans Arp (um 1925)

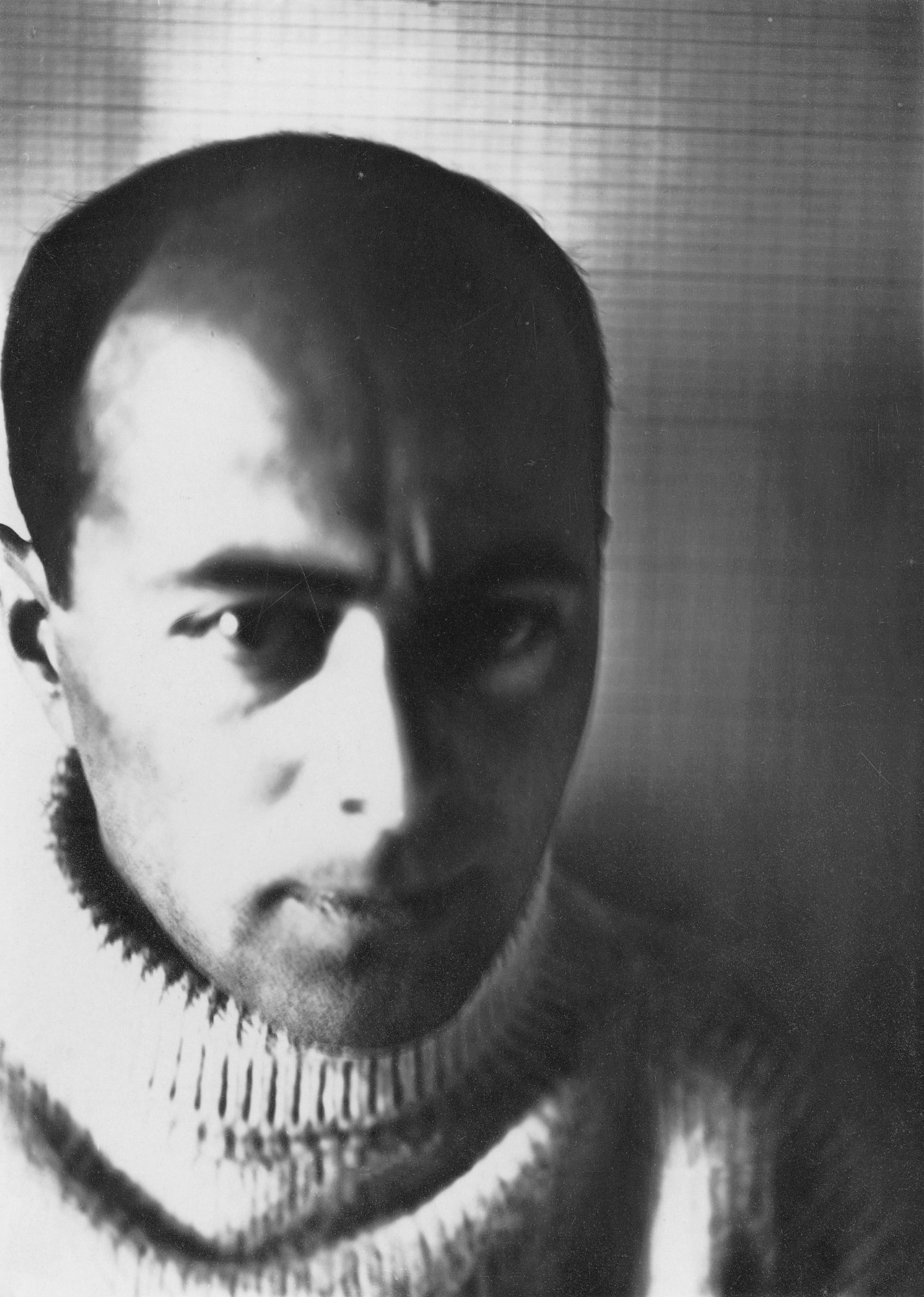
Fotografisches Selbstporträt von El Lissitzky, 1924

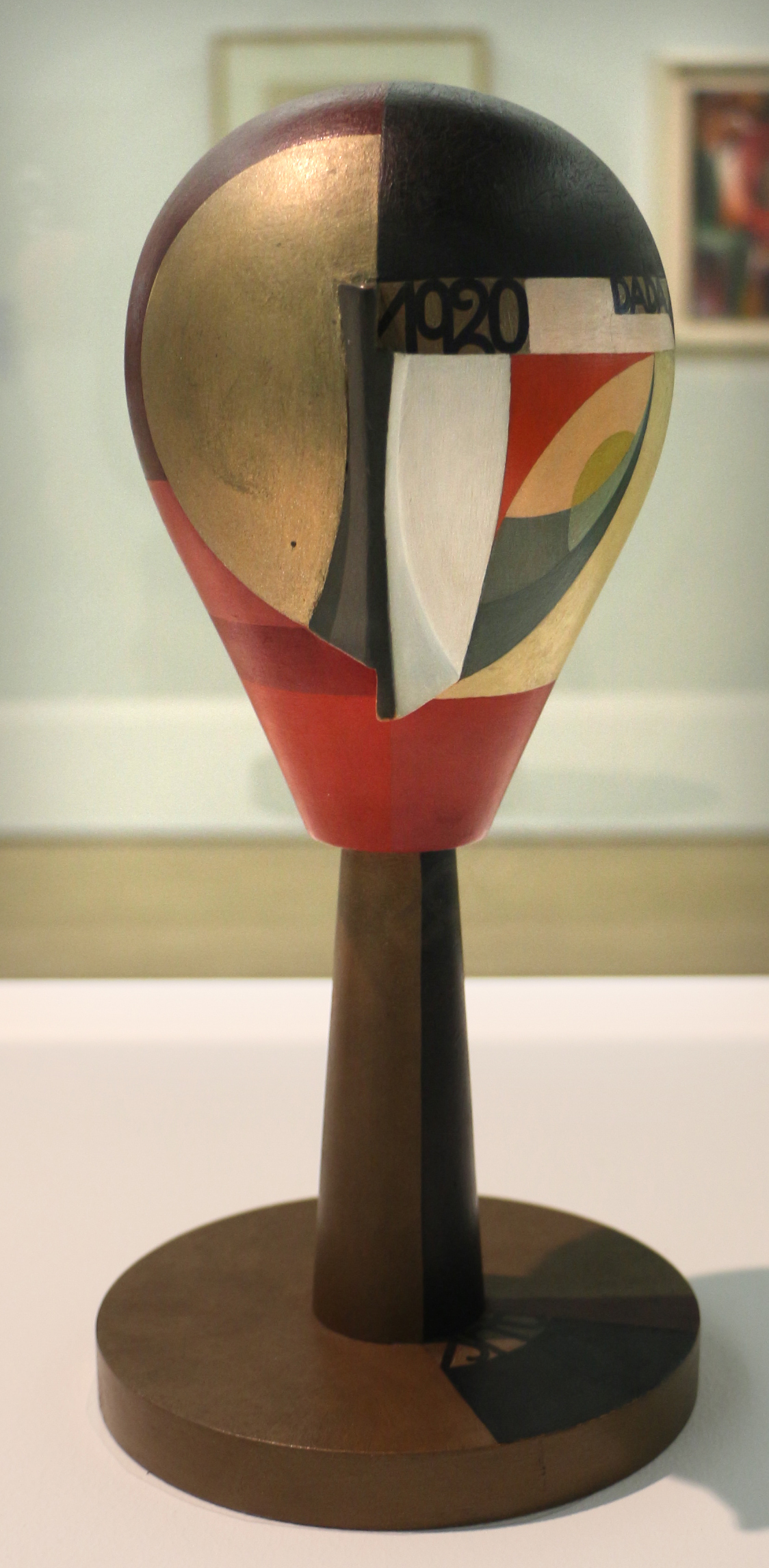
Sophie Taeuber-Arp: testa dada, 1920

- Angelo Monotti (* 24. Februar 1835 in Cavigliano; † 5. Juni 1915 ebenda), Photopionier Atelier in Locarno, Gemeindepräsident von Cavigliano[77][78]
- Marianne von Werefkin (1860–1938), russische Malerin
- Giovanni Danielli (* 20. Juni 1860 in Giubiasco; † 26. Mai 1939 in Locarno), Kunstmaler, Dozent[79][80]
- Jakob Wagner (* 1861 in Gelterkinden; † 1915 in Weisslingen), Maler in Locarno ansässig[81]
- Clara Grosch (1863–1932), Kunstmalerin
- Alexej von Jawlensky (1865–1941), russisch-deutscher Maler
- Giacomo Mariotti (* 5. April 1870 in Locarno; † 19. Januar 1943 ebenda), Maler und Zeichenlehrer in Locarno. Er malte Landschaften, Genreszenen und Tessiner Umgebung[82][83]
- Oreste Coppini (* 1. Dezember 1871 in Florenz; † ? in Locarno), Kunstmaler, Bildhauer. Ab 1901 lebte er in Locarno, wo er hauptsächlich als Bildhauer tätig war[84]
- Andrea Raffaello Antonio Giugni-Polonia (* 24. Dezember 1873 in Locarno; † 2. Juni 1960 ebenda), Kunstmaler, Dozent, Mitgründer des Museo d’arte moderna in Ascona[85][86][87]
- Ernst Zuppinger (1875–1948), Landschaftsmaler
- Frieda Liermann (* 31. Dezember 1877 in Basel; † 18. Juli 1958 in Locarno), Künstlerin, Malerin, Karikaturistin[88]
- Hans Schwabe (* 12. Juli 1878 in Basel; † 27. Februar 1940 in Locarno), Künstler, Landschafts-, Stillleben- und Blumenmaler, Holzschneider[89]
- Alexandre Cingria (1879–1945), Maler, Glasmaler, Mosaizist, Dekorateur und Schriftsteller
- Angela Mondini-de Giorgi (* 22. Mai 1879 in Locarno; † 14. Juni 1963 in Locarno), Künstlerin, Malerin malte Blumen, Stillleben und Landschaften[90]
- Pietro Mazzoni (* 22. September 1879 in Solduno; † 21. Juni 1967 in Locarno), Maler und Zeichenlehrer, Restaurator. Er malte Fresken in verschiedenen Tessiner Kirchen[91]
- Rudolf Scheurer (* 3. November 1879 in Murten; † 7. November 1949 in Locarno), Künstler, Landschaftsaquarellist und Zeichner[92]
- Max Bucherer (* 8. Juli 1883 in Basel; † 3. Januar 1974 in Locarno), Kunstmaler, Grafiker, Zeichner, Illustrator und Lehrer an der Kunstgewerbeschule von Zürich. Er schuf Landschaften und Genremotive[93]
- Gordon Mallet McCouch (1885–1956), Maler, Kupferstecher und amerikanischer Zeichner, seit 1914 in der Schweiz tätig. Er malte Landschaften, Interieurs, Figurenbilder und Masken
- Hans Arp (1886–1966), deutsch-französischer Maler, Bildhauer und Lyriker
- Renato Scala (* 11. Juli 1887 in Constantine; † 27. November 1952 in Locarno), Künstler, Maler und Dozent für bildende Kunst. Mitglied der Künstlerfamilie Scala von Carona[94]
- Ulisse Assuelli (* 6. März 1888 in Minusio; † 5. Juli 1960 in Locarno), Dozent am Lehrerseminar von Locarno, Kunstmaler, Kupferstecher, Miniaturmaler und Zeichner schuf Landschaften, Miniaturen auf Pergament und Porzellan[95]
- Sophie Taeuber-Arp (1889–1943), Malerin, Bildhauerin, Textil-Gestalterin, Innenarchitektin, Tänzerin
- Bruno Nizzola (1890–1963), Maler, bildender Künstler
- Daniele Buzzi (1890–1974), Ingenieur, Techniker, Architekt, Maler und Plakatgestalter
- El Lissitzky (1890–1941), Maler, Architekt, Grafikdesigner, Typograph, Fotograf
- Olga Mazza-Alliata (* 25. Mai 1895 in Locarno; † 26. Mai 1971 in Bellinzona), Kunstmalerin malte Sakrale und profane Motive, Porträts, Landschaften und Stillleben mit Blumen[96]
- Oskar Franz Emil Dickmann (* 12, Januar 1896 in Wien; † 1972 in Locarno), Maler, Zeichner. Ab 1939 im Tessin tätiger Maler und Zeichner[97]
- Fritz Glarner (1899–1972), Maler
- Irma Fernanda Russo-Giudici (* 13. August 1899 in Carate Urio; † 21. April 1994 in Locarno), Malerin, Zeichnerin, Bildhauerin. Sie schuf Porträt, Figuren und weibliche Nakte[98]

#### Ab 1900

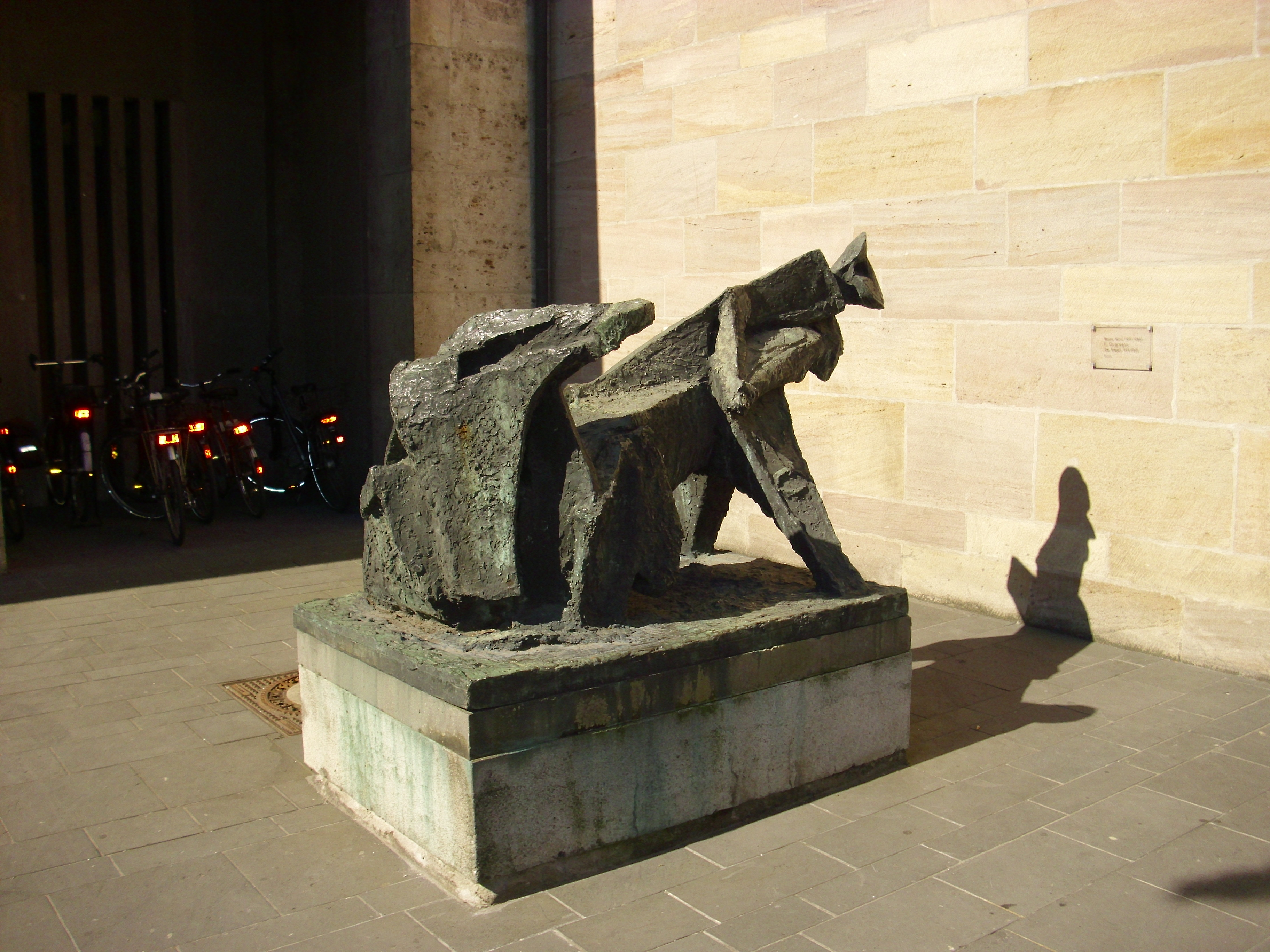
Marino Marini: Der Krieger, Kornmarkt, Nürnberg (1959/60)

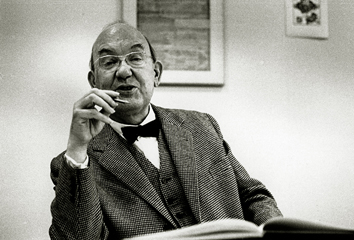
Jan Tschichold, Foto von Erling Mandelmann (1963)

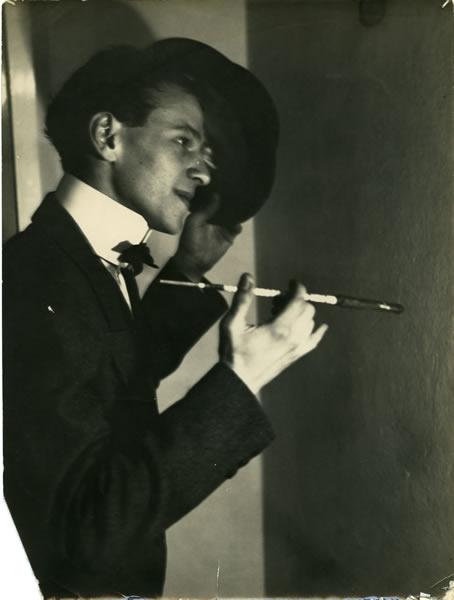
Xanti Schawinsky um 1924

- Marino Marini (1901–1980), italienischer Künstler, Bildhauer und Grafiker
- Jan Tschichold (1902–1974), Kalligraf, Typograf, Schriftentwerfer, Plakatgestalter, Autor und Lehrer
- Xanti Schawinsky (1904–1979), Grafik-Designer und Maler
- Franco Barberis (1905–1992), Graphiker und Zeichner
- Robert S. Gessner (1908–1982), Grafiker, Maler und Illustrator
- Remo Rossi (1909–1982), Schweizer Bildhauer
- Gianni Pedrazzini (* 4. März 1911 in Locarno; † 12. Mai 1951 in Orselina), Künstler, Maler. Er malte Landschaft und Figur[99]
- Ottorino Olgiati (* 13. September 1913 in Bellinzona; † 3. Juni 1972 in Locarno), Künstler, Maler und Restaurator. Er studierte an der Accademia di Belle Arti di Brera in Mailand[100]
- Antonio Erba (* 19. Juli 1914 in Locarno; † 7. April 1986 in Saignelégier), Kunstmaler, Mechaniker und Politiker, malte Landschaften[101]
- Giuseppe Martini (* 18. Februar 1922 in Cavergno; † 28. Februar 2007 in Locarno), Künstler, Maler und Lehrer, schuf Landschaften und Stillleben[102]
- Marie José Bressani-Cornut alias Jo Bressani (* 27. Januar 1923 in Monthey; † 30. Oktober 2012 in Locarno), Tochter des Albert, Zeichnerin, Dozentin an der Scuola Migros in Locarno, Illustratorin, Graphikerin und Kupferstecherin[103][104]
- Claudio Baccalà (1923–2007), Kunstmaler und Zeichner
- Valeria Mazzoni-Borsa (* 28. Oktober 1923 in Bellinzona; † 3. März 2007 in Locarno), aus Tenero-Contra, Künstlerin, Bildhauerin schuf Akte, dekorative Terrakotta-Figuren und Skulpturen mit religiösen Themen; sie wohnte in Locarno[105]
- Elisabeth Bursch (* 11. Juli 1923 in Zürich; † 28. Juli 2003 in Locarno), Grafikerin, Malerin und Textilkünstlerin schuf Entwürfe für Wandteppiche. Sie lebte ab 1972 im Tessin[106]
- Massimo Terribilini (* 21. Dezember 1924 in Vira (Gambarogno); † 22. März 2019 in Locarno), aus Onsernone, Maler, Zeichner und Dozent[107][108][109]
- Ernesto Weber (* 7. August 1925 in Winterthur; † 8. Juni 2008 in Locarno), Drucker, Grafiker und Maler[110]
- Adelaide Borsa (* 14. Dezember 1925 in Locarno; † 27. Mai 1976), Kunstmalerin, Bildhauerin schuf Statuetten in Keramik und Terrakotta und malte Stillleben[111]

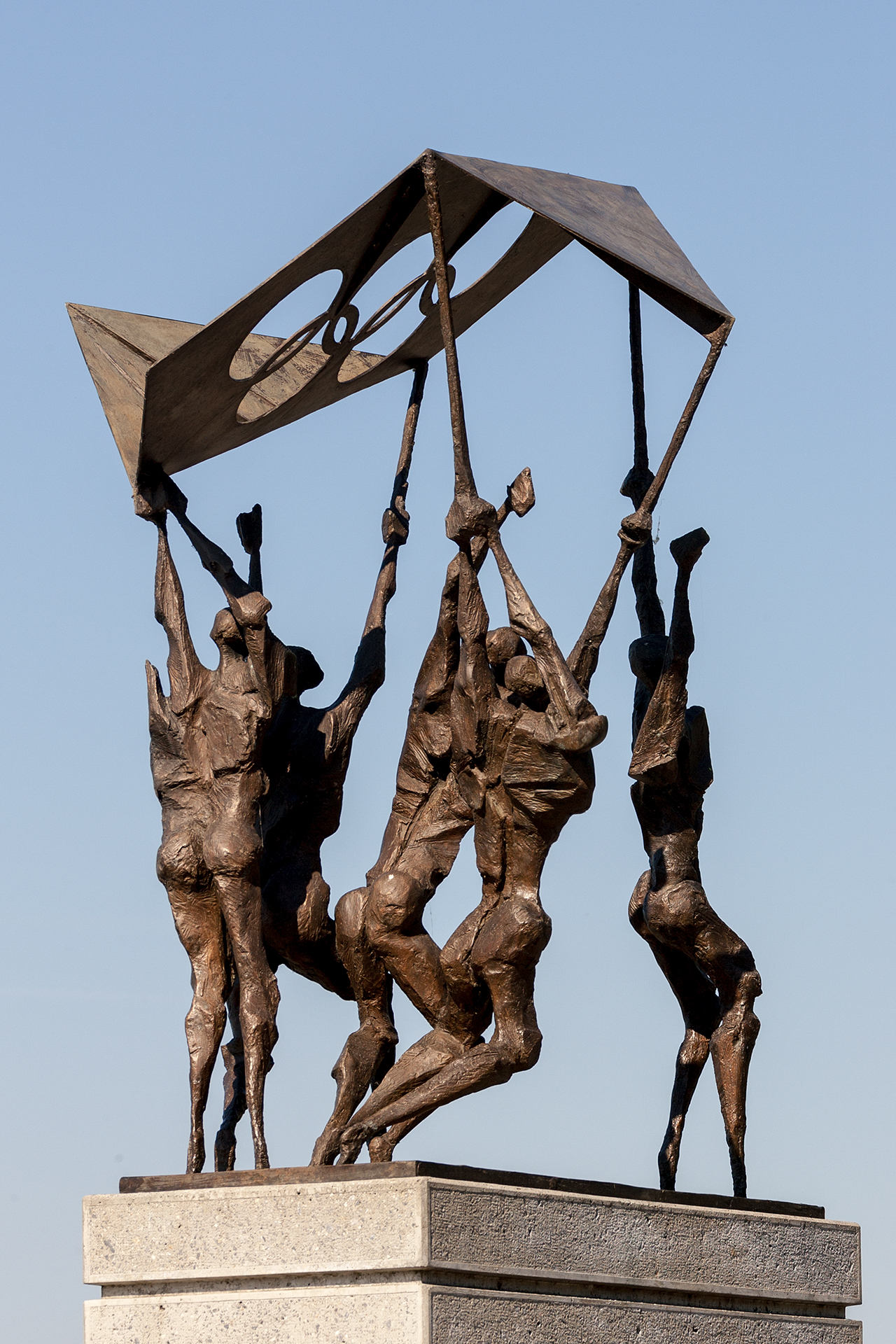
Nag Armoldi: Skulptur, Musee Olympique, Lausanne

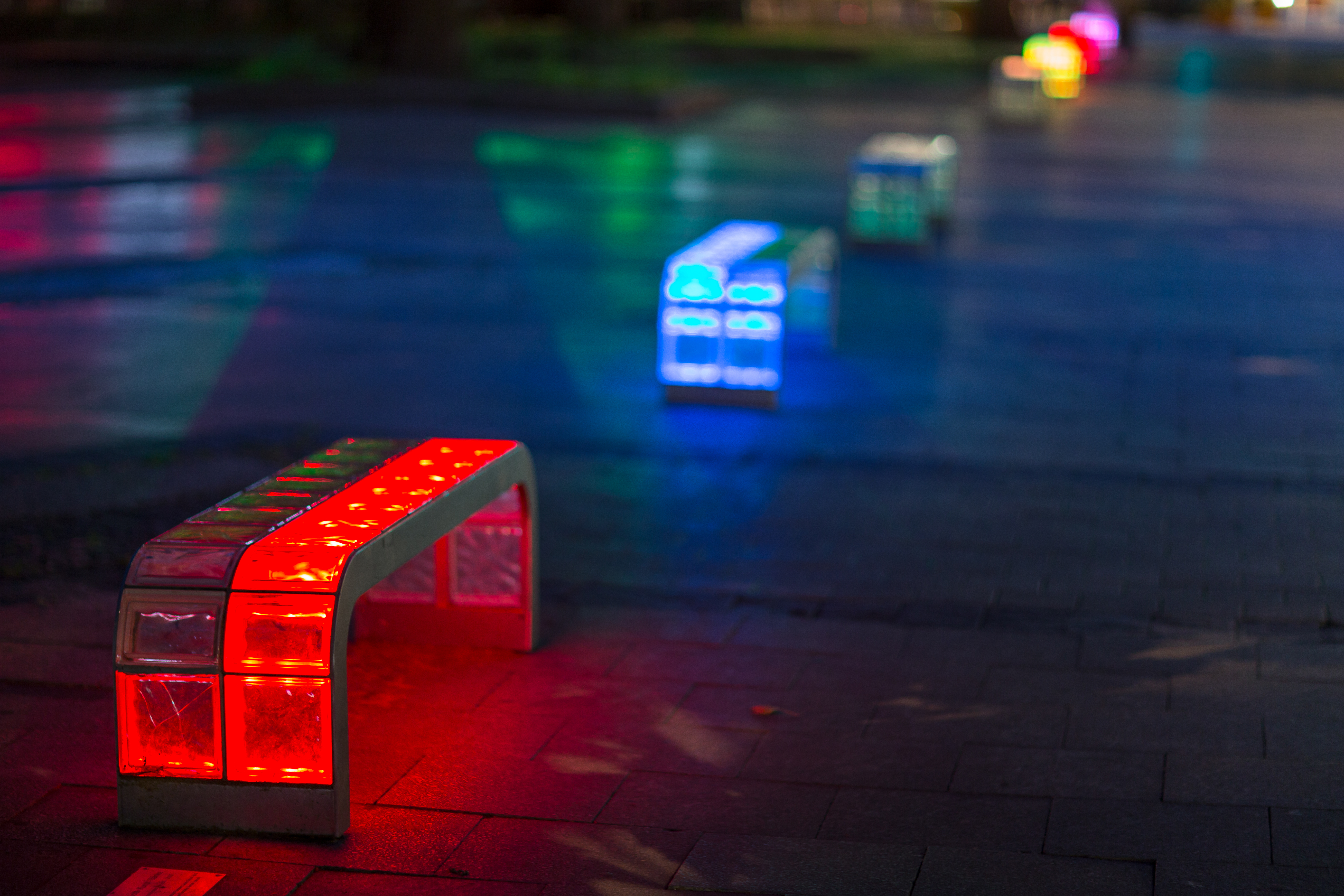
Francesco Mariotti: Licht-Kunst-Baenke, Georgsplatz, Hannover

- Nag Arnoldi (1928–2017), Maler und Bildhauer,
- Guglielmo Volonterio (* 26. Mai 1926 in Mailand; † 6. Februar 2019 in Viganello) Journalist, Filmkritiker, Schriftsteller und Publizist[112][113]
- Massimo Cavalli (1930–2017), Kunstmaler und Stecher, er Wohnte in Massagno
- Roger Martin (* 17. Januar 1932 in Locarno; † 4. Mai 2020 in Basel), Maler und Zeichner[114]
- Udo Elzi (* 24. Januar 1932 in Locarno), Künstler, Grafikdesigner macht Plakat- und Buchgestaltung[115]
- Nilla Six (* 25. Juni 1932 in Lugano; † 5. September 2006 in Locarno), Holzschnitzerin, Illustratorin und Zeichenlehrerin[116]
- Armando Losa (* 12. Dezember 1936 in Locarno; † 22. September 2016 in Lugano), Maler, Bildhauer, Grafiker[117]
- Franco Beltrametti (* 7. Oktober 1937 in Locarno; † 25. August 1995 in Lugano), Kunstmaler, Architekt, Performer und Dichter. Er zusammenarbeitete mit Künstlern, Musikern und Autoren[118]
- Eta Bassi (* 30. April 1939 in Locarno), Zeichenlehrer, Maler und Bildhauer[119]
- Giancarlo Tamagni (* 11. Juni 1940 in Locarno; † 7. Juli 2021 in Pianezzo), ausgebildet an der Schule der Schönen Künste in Lausanne, Maler, Graphiker, Bildhauer schuf Collage[120]
- Marco Balossi (* 5. Februar 1942 in Locarno), Dozent, Kunstmaler und Bildhauer[121]
- Edgardo Cattori (* 10. September 1942 in Locarno), Kunstmaler und Illustrator. Er illustrierte die dritte Ausgabe des L’Albero genealogico von Piero Bianconi[122]
- Francesco Mariotti (* 1943), Objektkünstler, Computer Art und Druckgrafik
- Beatrice Jaberg (* 27. August 1943 in Locarno), Bildhauerin, Malerin, Zeichnerin und Plastikerin[123]
- Barend Issleiber (* 18. Oktober 1943 in Alpirsbach; † 18. November 1987 in Locarno), Maler, Bildhauer, Radierer und Zeichenlehrer[124]
- Irene Roost (* 27. Oktober 1943 in Locarno) (Bürgerort Beringen SH), Malerin und Fotografin[125]
- Sylvia Agnes Meister (* 16. April 1944 in Locarno), Künstlerin, Objekt- und Installationskünstlerin, seit 2010 auch in China tätig[126]
- Pierre Casè (1944–2022), Maler, Zeichner, Kupferstecher, Buchkünstler und Illustrator
- Flavia Zanetti Ambrosini (* 28. September 1945 in Locarno), Installations- und Objektkünstlerin, Zeichnerin, Künstlerin und Gründerin des Ausstellungsraums Officinaarte in Magliaso (1992–2013)[127][128]
- Benoist Magnat (* 30. März 1946 in Locarno) (Bürgerort Genf), Plastiker, Dichter. Er schuf Land Art, Gouache, Collage und Performance. Aktiv in Frankreich[129]
- Katja Snozzi (* 29. April 1947 in Locarno), Künstlerin, Fotografin auch im Bereich Multimedia tätig[130]

#### Ab 1950
- Felice Varini (1952), Maler und Installateur
- Ivano Facchinetti (* 18. November 1952 in Locarno), Kunstmaler, Bildhauer, Zeichner[131]
- Franco Lafranca (* 14. Februar 1953 in Sierre; † 12. September 2017 in Locarno), Künstler, Maler und Graveur, Förderer des Land-Art-Projekts Campo Nomade Primaverile in Sabbione (Bavonatal). Gründerin der Kunstdruckerei L'Impressione und des Verlags ANAedizioni in Locarno[132]
- Roberto Canitano (* 12. Juli 1953 in Monza), Kunstmaler, Grafiker und Dozent[133]
- Veronica Branca-Masa (* 11. August 1953 in Locarno), Kunstmalerin, Bildhauerin und Zeichnerin[134][135]
- Dario Bianchi (* 12, Dezember 1954 in Locarno), Künstler, Maler, 1981 Abschluss an der Accademia di Belle Arti di Brera in Mailand, Dozent für bildende Kunst an der Alta Scuola Pedagogica in Locarno[136][137]
- Renato Tagli (* 16. Februar 1956 in Locarno), Grafikdesigner, Landschaftsmaler und Installateur[138]
- Aldo Mozzini (* 26. Oktober 1956 in Locarno), Zeichner, Fotograf, Autor von Installationen und Dozent für bildende Kunst[139]
- Luca Galli (* 3. Dezember 1956 in Locarno), Maler, Zeichner, Dozent und Restaurator[140]
- Malù Cortesi (* 24. Juli 1958 in Locarno), Dekorateur und Maler schuf Siebdruck und Zeichnung[141]
- Paolo Grassi (* 19. August 1959 in Locarno), Künstler, Maler, Bildhauer, Fotograf, schuf Installation, Performance, Design. Autor des 2007 begonnenen Projekts Von 0 bis unendlich[142]
- Colomba Amstutz (* 4. Oktober 1959 in Locarno), Künstlerin schuf Peinture, Installation und Tiefdruck[143]
- Guy Bettini (* 4. November 1960 in Locarno), Kunstmaler, Bildhauer und Kunstunternehmer[144]
- Fausto Tommasina (* 28. Januar 1961 in Locarno), Künstler, Maler und Illustrator, Landschaften, Stillleben, Porträts, abstrakte Malerei[145]
- Mario Casanova (* 22. Januar 1962 in Locarno), Kunstmaler[146]
- Ireneo Nicora (* 30. Januar 1962 in Locarno), Maler tätig seit 1990 in Chile; seit 2013 lebt und arbeitet er in Paris[147]
- Sandra Snozzi (* 29. Januar 1964), Bildhauerin und Zeichnerin schuf Installation, Collage und Kunst im öffentlichen Raum[148]
- Giancarlo Bisi (* 29. August 1964 in Locarno), Kunstmaler, Radierer und Photograph[149]
- Fabio Gaggetta (* 20. Dezember 1967 in Locarno), Maler, Grafiker und Komponist. Er macht Fotografie, Zeichnung, Installation[150]
- Roberto De Bernardo (* 1. Februar 1970 in Locarno), Maler und Mosaikarbeiter, macht Figürliche und abstrakte Kompositionen[151]
- Valeria Melodia Boisco (* 9. Mai 1970), Malerin schuf Installation, Ölgemälde, Bildhauerei und gemischte Medien[152]
- Ivana Falconi (* 8. August 1970 in Locarno), Künstlerin, Autorin von Installationen, Fotografie, Videokunst und Performance[153]
- Una Szeemann (* 4. April 1975 in Locarno), Installateurin, Video Art, Internationale künstlerische Tätigkeit seit 1999. Zusammenarbeit mit Bohdan Stehlik seit 2006[154]
- Pascal Schwaighofer (* 5. Februar 1976 in Locarno), Bildhauer, Fotograf, Maler schuf Installationen, Skulpturen und Performance-Kunstwerke. Malerei, Fotografie und Druckgrafik[155][156]
- Christian Moccia (* 1. November 1976 in Locarno), Bildhauer, Zeichner und Installator[157]
- Karim Forlin (* 6. Oktober 1977 in Locarno), Künstler, Bildhauer, Installation und Malerei[158]
- Viviana Chiosi (* 19. Januar 1978 in Locarno), Kunstmalerin, Grafikerin und Illustratorin[159]
- Gaia Volonterio (* April 1988), Malerin und Zeichnerin[160]

### Architekten und Ingenieure

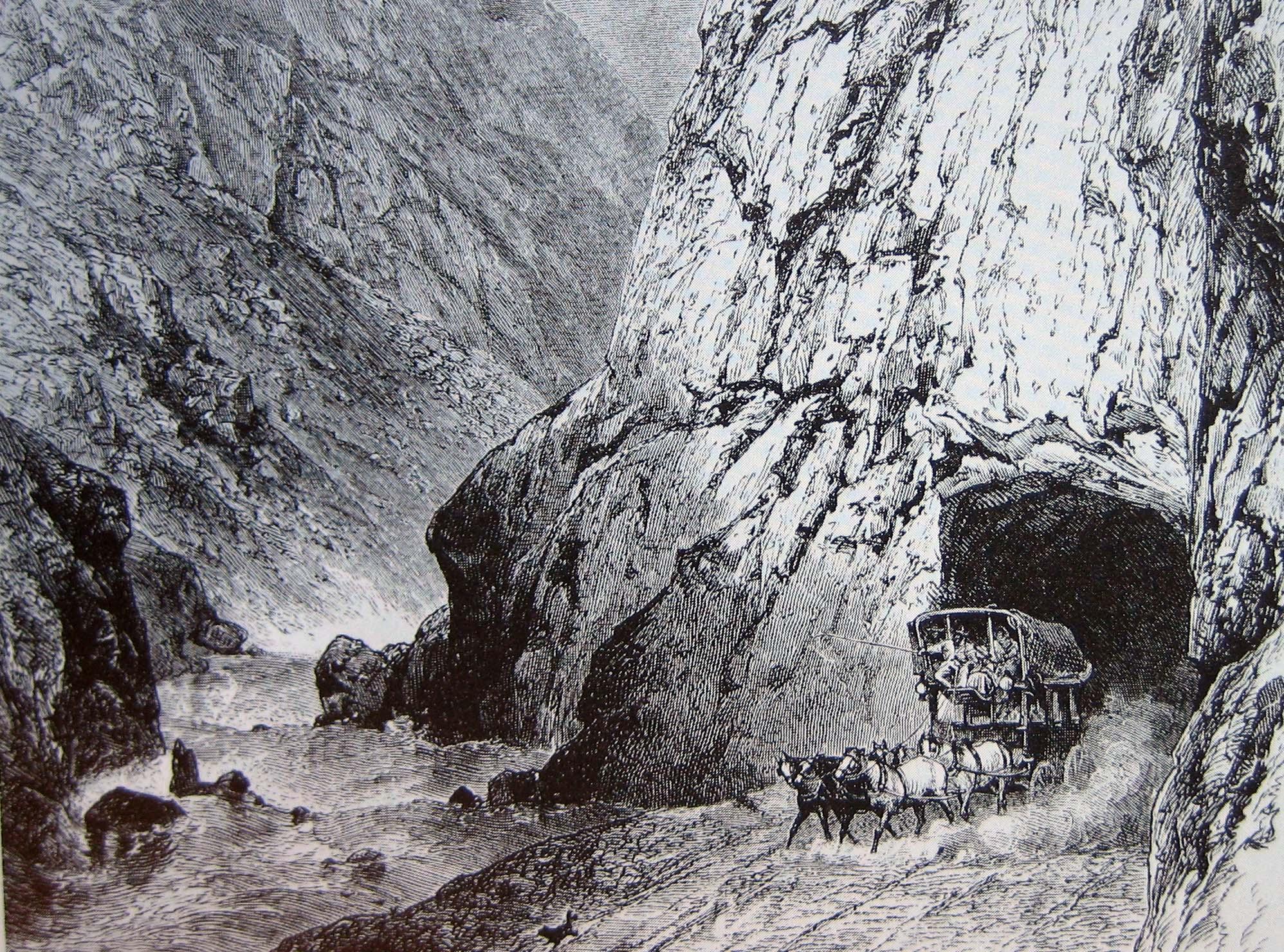
Pietro Morettini: Urnerloch

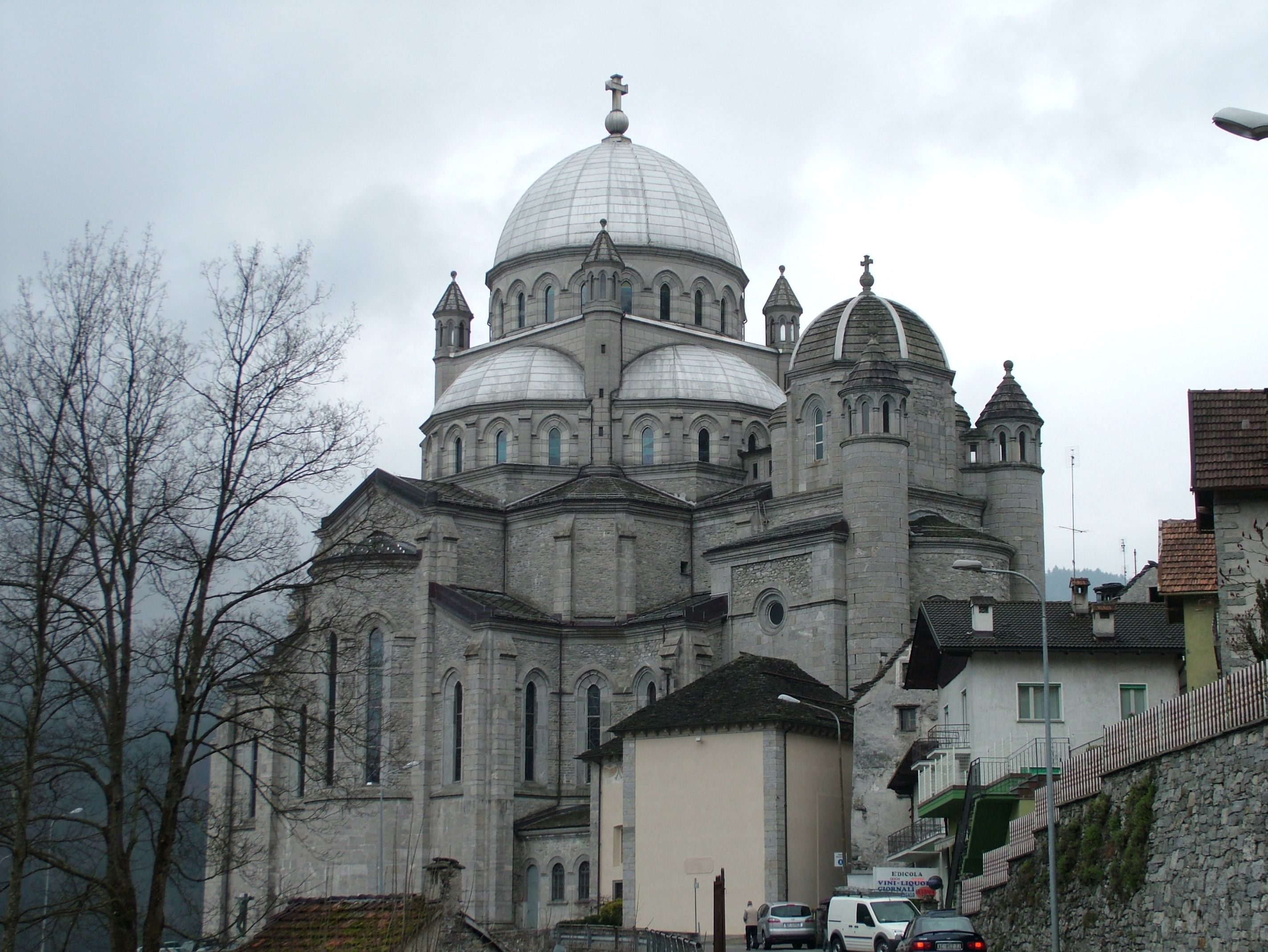
Eugenio Cavadini: Das Santuario di Re, 1918 entworfen mit Edoardo Collamarini, 1958 geweiht.

- Maffeo da Como (* 1454 in Como ?; 18. Februar 1496 in Savona), Festungs- und Artillerieingenieur[161]
- Pietro Morettini (1660–1737), Baumeister und Ingenieur
- Giovan Battista Benina (* um 1710 in Locarno ?; † nach 1753 ebenda ?), Baumeister Locarno[162]
- Giuseppe Pioda (1810–1856), Architekt und Ingenieur
- Gioachimo Pioda (* 27. April 1842 in Locarno; † 9. April 1874 in Kairo), Ingenieur[163]
- Attilio Balli (* 1852 in Locarno; † 27. Januar 1896 ebenda), Ingenieur, Politiker[164]
- Ferdinando Bernasconi (* 28. Januar 1867 in Carona; † 15. Oktober 1919 in Roveredo (Gemeinde Capriasca), von Calprino (Gemeinde Paradiso)), Tessiner Kantonsarchitekt tätig in Locarno, Mendrisio und Lugano[165]
- Martino Pedrazzini (* 1879 in Locarno; † nach 1935 ? ebenda), Ingenieur baute die Drahtseilbahn von Le Touret (Isère)[166]
- Eugenio Cavadini (1881–1962), Architekt, Tessiner Grossrat
- Franco Donati (1932), aus Broglio, Sohn des Riccardo, Elektroingenieur, Politiker (CVP), 1998 Nationalrat, Oberst der (Schweizer Armee) (Übermittlungstruppen); ab 2000 war er Gemeinderat in Tegna
- Livio Vacchini (1933–2007), Architekt
- Niki Piazzoli (1934–2010), Architekt, Direktor der Ingenieurschule Lugano-Trevano
- Ivo Ceschi (* 23. Oktober 1935 in Locarno), Forstingenieur, Leiter der Waldabteilung Bellinzona[167]
- Roberta Orler (* 1. September 1964 in Locarno) (Bürgerort Bellinzona), Architektin, Malerin und Grafikerin[168]
- Mario Monotti (* 1975 in Locarno), Bauingenieur und Akademieprofessor[169]

### Politiker, Philosophen, Journalisten, Wissenschaftler
- Giovanni Antonio da Locarno (* um 1420 in Locarno; † nach 1463 in Pavia ?), Professor der Naturdeschichte in der Universität Pavia[170]

- Familie Appiani. [171]
  - Caterina Appiani (* um 1520 in Locarno; † nach 1555 in Zürich), Lehrerin. Sie flohen nach Zürich, wo sie die Seidenfärberei einführte[171]
  - Francesco Appiani (* 1. Hälfte des 16. Jahrhunderts in Locarno erwähnt), Steuereintreiber der Vogtei Locarno[171]
  - Raffaele Appiani († 1590 in Locarno) war ein berühmter Arzt und Autor[171]
  - Carlo Appiani (2. Hälfte des 17. Jahrhunderts in Locarno erwähnt), er 1685 vermachte der Gemeinde Locarno ein Gebäude[171]
  - Luigi Appiani (* um 1620 in Locarno; † nach 28. Juni 1695 ebenda), Pädagoge[171]

- Familie Marcacci. [172][173]
  - Antonio Marcacci (* um 1410 in Locarno; † nach 16. Juli 1456 ebenda), Adel, Güterpächter[174]
  - Carlo Marcacci (* um 1540, 1569 erwähnt in Locarno; † 1609 ebenda), Notar, Kaufmanns, Mitglied des Generalrats und Säckelmeister der Landschaft[175]
  - Filippo Marcacci (* um 1560 in Locarno; † nach 1610 ebenda), erbaute im Ortsteil Fraccia den sogenannten Marcacci-Turm; er wurde 1610 von Papst Paul V. zum Ritter geschlagen[176][173]
  - Carlo Francesco Marcacci (* um 1610 in Locarno; † nach 1677 ebenda), erhielt 1641 das Bürgerrecht von Solothurn[173]
  - Giovanni Antonio Marcacci (* 27. November 1630 Locarno; † März 1680 ebenda), Diplomat, 1677 verlieh ihm der polnische König Jan III. Sobieski den Titel eines Barons[177][178]
  - Giovanni Antonio Marcacci (1769–1854), Politiker, Diplomat, Generalkonsul in Mailand

- Familie Rusca. 
  - Giovanni Antonio Rusca (1780–1853), Anwalt, Journalist, Politiker (CP), Tessiner Grossrat und Staatsrat
  - Luigi Rusca (1810–1880), Staatsrat (Justiz- und Polizeidepartement), Stadtpräsident von Locarno, Tessiner Grossrat, Nationalrat
  - Antonio Modesto Rusca (* um 1812 in Locarno; † 1886 ebenda), Advokat und Notar, Sohn des Giovanni Antonio, Reg.-Statthalter von Locarno, Grossrat 1839, Mitglied des Gerichts von Locarno 1846, dessen Präsident 1851. Er war mit seiner Ehefrau Cristina Freund von Stefano Franscini[179]
  - Giovan Battista Rusca (1881–1961), Politiker, Rechtsanwalt, Grossrat, Nationalrat und Gemeindepräsident von Locarno

- Gian Giacomo Rosallo (* um 1550 in Locarno; † 1616 ebenda), Philosoph, Redner und Dichter erwähnt, wahrscheinlich identisch mit dem 1595 als Verfasser von Lustspielen[180][181]
- Antonio Allidi (* um 1605 in Locarno; † nach 1653 ebenda), Vertreter Locarnos an der Vogteiversammlung der zwölf Orte[182]
- Giovanni Battista Baddi (* um 1610 in Locarno; † nach 1653 ebenda), Haupt der Locarner Deputation auf dem Kongress der Vögte in Bironico[183]
- Cristoforo Trevani (* um 1635 in Locarno; † nach 1661 ebenda), Politiker, Grundbesitzer, er wurde 1661 ins Urner Bürgerrecht aufgenommen[184]
- Giuseppe Pellegrino Trevani (* 10. Februar 1666 in Locarno; † 15. Oktober 1726 ebenda), Sohn des Cristoforo, als Grundbesitzer verfügte er über Zehntrechte in Losone. Er war Mitglied der Räte von Kanton Uri und Locarno; Statthalter des Landvogts und Hauptmann in Locarno[185][186]

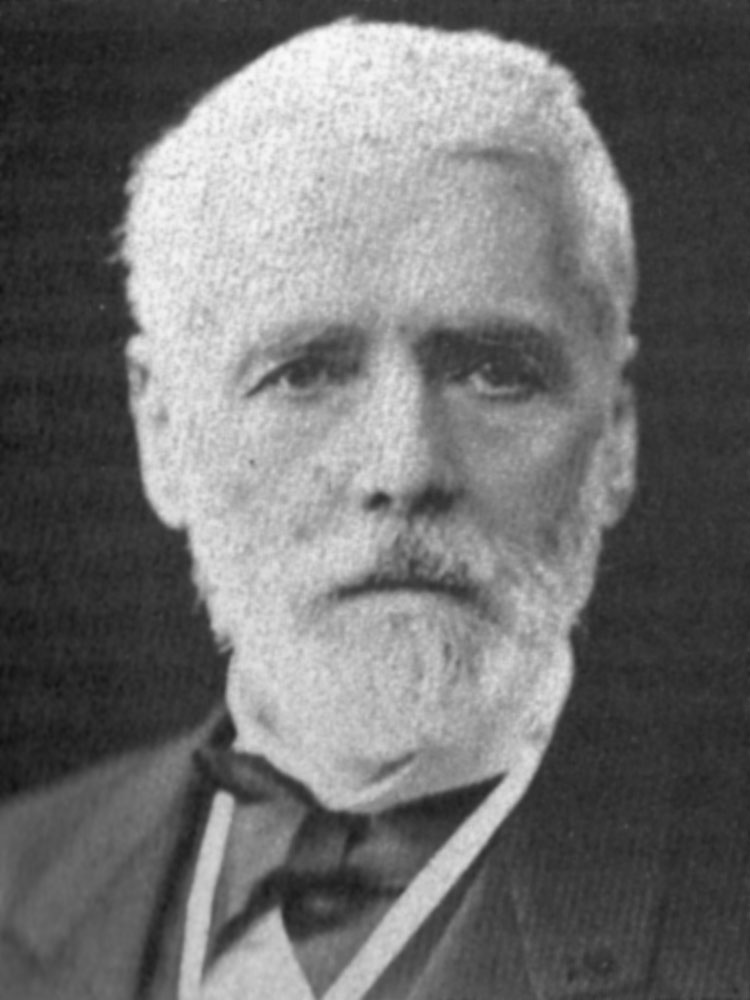
Giovanni Battista Pioda

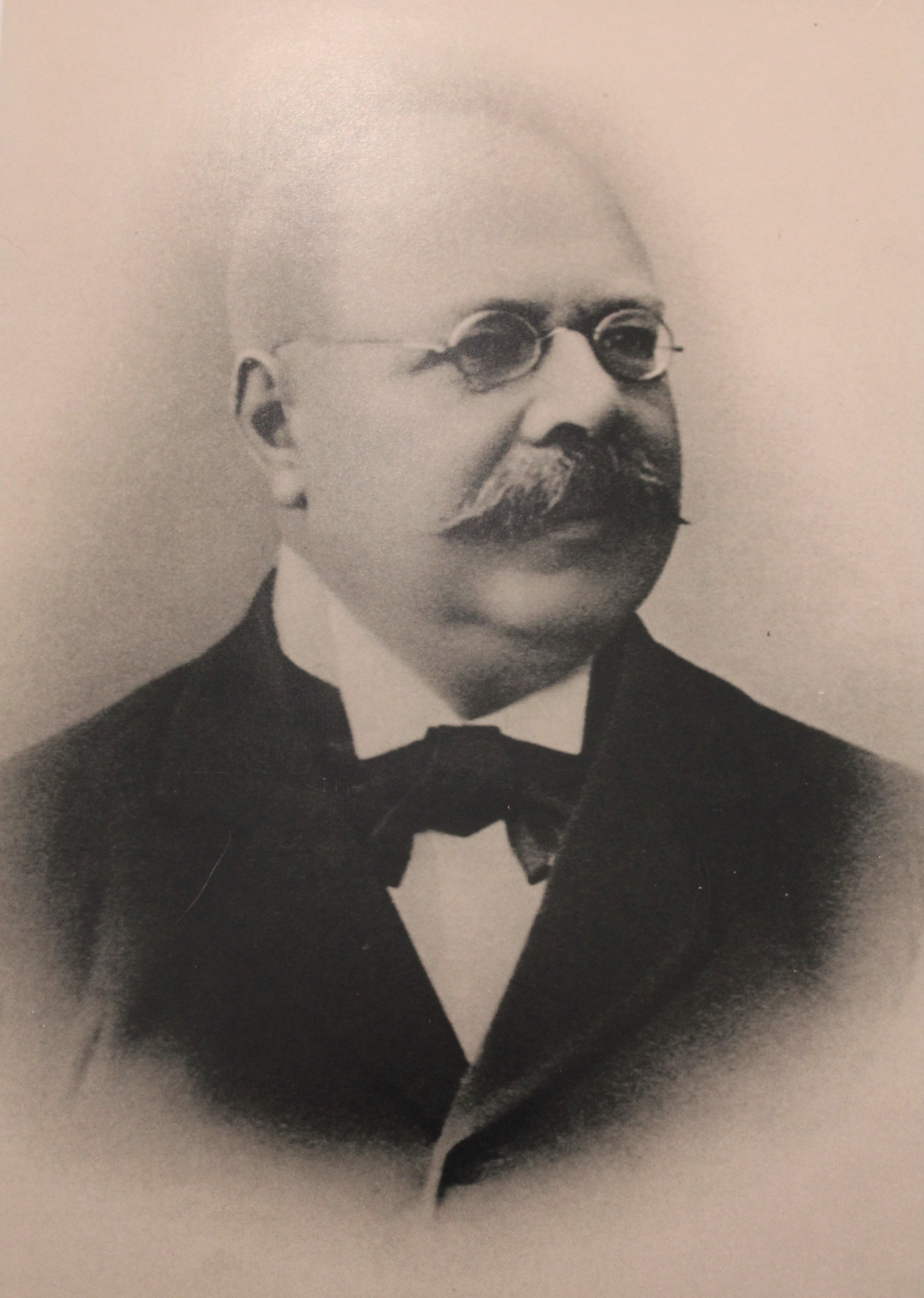
Alfredo Pioda

- Anton Leodegar Keller (1673–1752), Vogt und Tagsatzungsgesandter
- Domenico Antognini (1770–1834), Richter, Politiker und Tessiner Staatsrat
- Pietro Olivero (* 25. August 1789 in Vercelli; † 18. Juli 1866 in Locarno), Politiker, Republikaner[187]
- Domenico Galli (1791–1856), ein Schweizer Rechtsanwalt, Politiker (LP), Tessiner Grossrat, Staatsrat und Ständerat
- Valentino Alessandro Balli (1796–1863), Politiker (LP), Tessiner Grossrat, Nationalrat

- Familie Pioda. 
  - Giovan Battista Pioda (1786–1845), Politiker (LP) und Staatsrat
  - Giovanni Battista Pioda (1808–1882), Politiker, Jurist, Bundesrat und Diplomat, Vater von Paolo Pioda, Dozent an der Universität Berkeley
  - Luigi Pioda (1813–1887), Diplomat, Jurist, Politiker, Tessiner Staatsrat
  - Alfredo Pioda (1848–1909), Philosoph, Politiker (LP), Autor

- Gian Gaspare Nessi (1800–1856), ein Schweizer Rechtsanwalt, Politiker, Tessiner Grossrat und Staatsrat Lokalhistoriker, Autor: Memorie storiche di Locarno.
- Giuseppe Mariotta (* um 1800 in Locarno; † nach 1848 ebenda), Rechtsanwalt und Notar, Politiker, Tessiner Grossrat[188]
- Felice Bianchetti (* 1809 in Locarno; † 3. Januar 1887 ebenda), Jurist, Politiker, 1855 Gemeindepräsident von Locarno und Tessiner Grossrat (Präsident 1841, 1842)[189][190]
- Pietro Romerio (1809–1890), Politiker (LP), Staatsanwalt, Tessiner Grossrat, Stadtpräsident von Locarno, Staatsrat
- Alberto Franzoni (* 28. August 1816 in Locarno; † 9. August 1886 ebenda), Rechtsanwalt, Direktor der Zeitung La libertà, Ständerat[32][191] verurteilt zu 10 Jahren im Prozess um den Mord an Francesco Degiorgi in Locarno 1855[192]
- Bartolomeo Varenna (1818–1886), Rechtsanwalt, Politiker (LP), Tessiner Grossrat, Staatsrat, Stadtpräs. von Locarno
- Adeodato Franceschi (* 1819 in Santarcangelo di Romagna; † 28. August 1854 in Genua), Politiker (LP), Anhänger von Giuseppe Mazzini[193]
- Francesco Degiorgi (* um 1820 in Locarno; † 20. Februar 1855 ebenda, ermordet), Politiker (LP)[194][195]
- Pietro Morettini (* 1. Februar 1826 in Locarno; † 23. Dezember 1862 in San Fermo della Battaglia), Rechtsanwalt und Politiker (LP)[196][197]
- Giovanni Chiassi (* 15. Januar 1827 in Mantua; † 21. Juli 1866 in Bezzecca), Patriot, Aktivist des Risorgimento, wohnte in Locarno[198]
- Paolo Mordasini (1830–1882), Anwalt, Journalist, Politiker, Tessiner Grossrat und Ständerat
- Martino Pedrazzini (1843–1922), aus Campo (Vallemaggia), Anwalt, Rektor, Politiker, Nationalrat, Tessiner Grossrat und Staatsrat
- Giovanni Battista Volonterio (* 27. Mai 1843 in Locarno; † 16. Januar 1919 ebenda), Advokat, Staatsanwalt, Bürgermeister von Locarno, Tessiner Staatsrat[199][200]

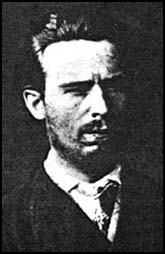
Sergei Netschajew

- Giuseppe Volonterio (* 22. September 1844 in Locarno; † 17. Februar 1921 ebenda), Jurist, Richter des Appellationgerichts, Politiker, Stadtpräsident von Locarno, Tessiner Grossrat, Nationalrat[201]
- Sergei Gennadijewitsch Netschajew (1847–1882), russischer Revolutionär
- Augusto Mordasini (1846–1888), Anwalt, Journalist, Politiker, Tessiner Grossrat
- Alberto Pedrazzini (1852–1930), Politiker und Schriftsteller
- Francesco Balli (* 20. September 1852 in Locarno; † 21. Dezember 1924 ebenda), Gemeindepräsident von Locarno, Tessiner Grossrat, Ständerat, Nationalrat; Gründer der Pro Locarno[202][203][204]
- Emilio Balli (* 27. April 1855 in Cavergno; † 29. November 1934 ebenda), Politiker, Tessiner Grossrat[205] Archäologe, Numismatiker und Naturforscher, Gründungsmitglieder des STSN. Er organisierte Ausgrabungen in den römischen Nekropolen Tenero, Cavigliano und Muralto[206]
- Plinio Bolla (1859–1896), ein Schweizer Rechtsanwalt, Politiker der FDP.Die Liberalen, Gemeindepräsident von Olivone, Tessiner Grossrat und Nationalrat.

Carlo Speziali

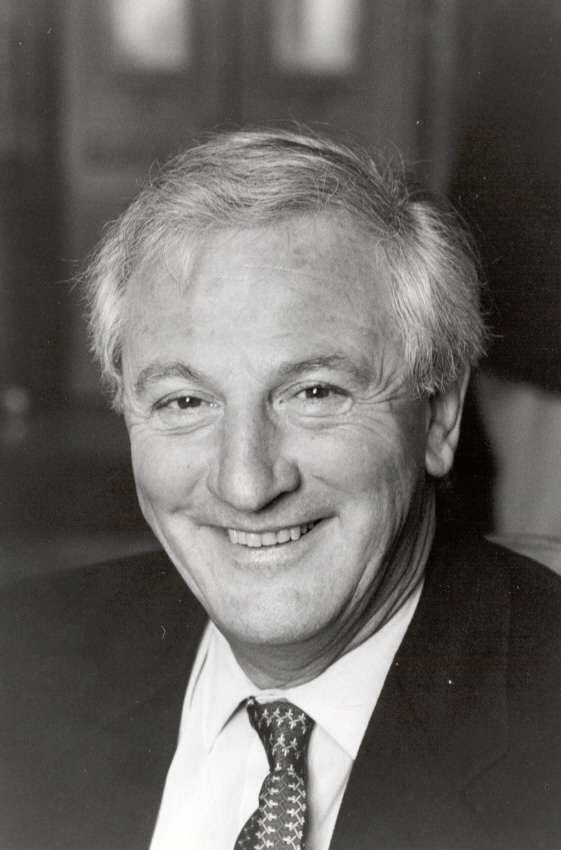
Gianfranco Cotti

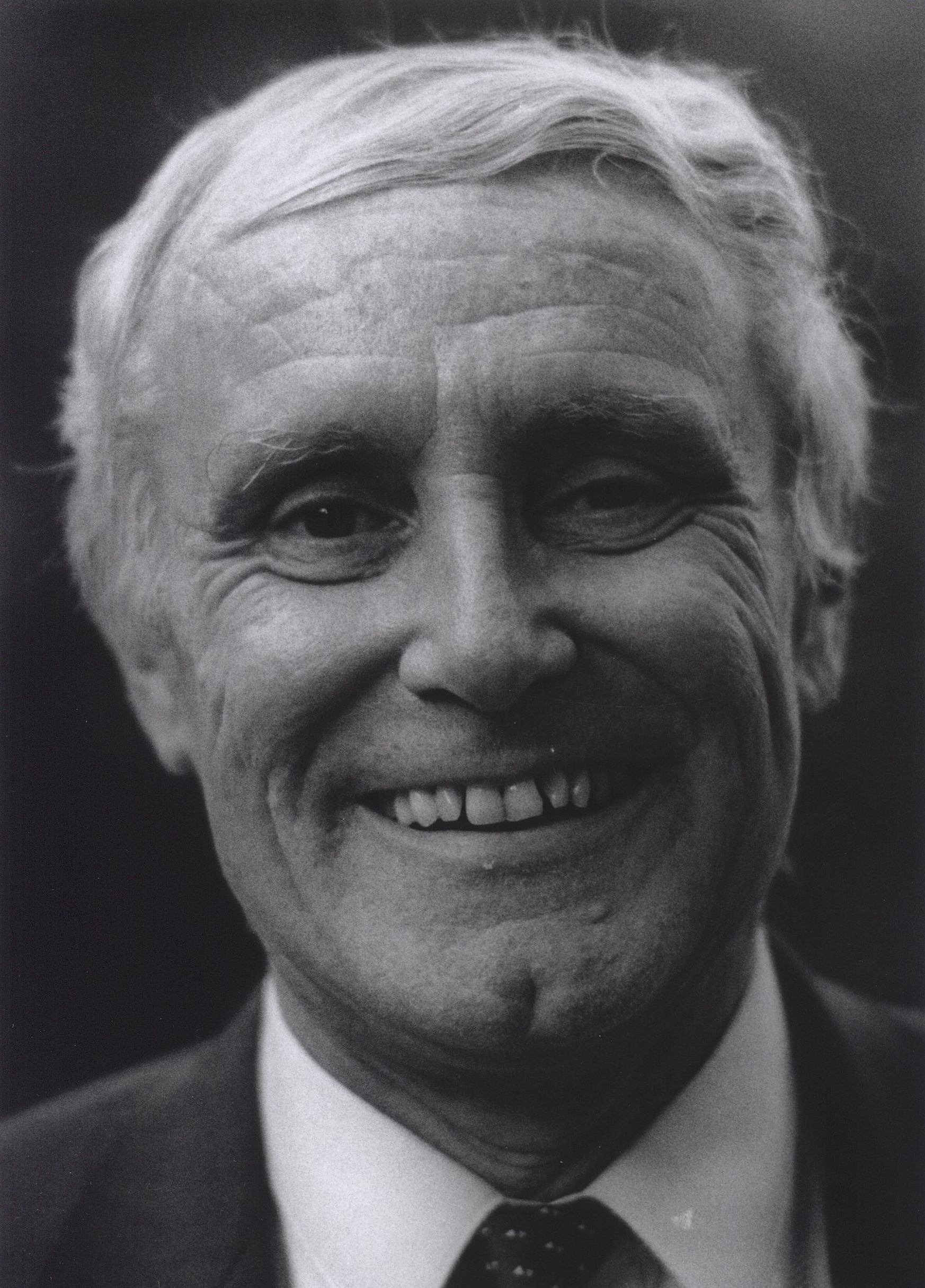
Flavio Cotti (1997)

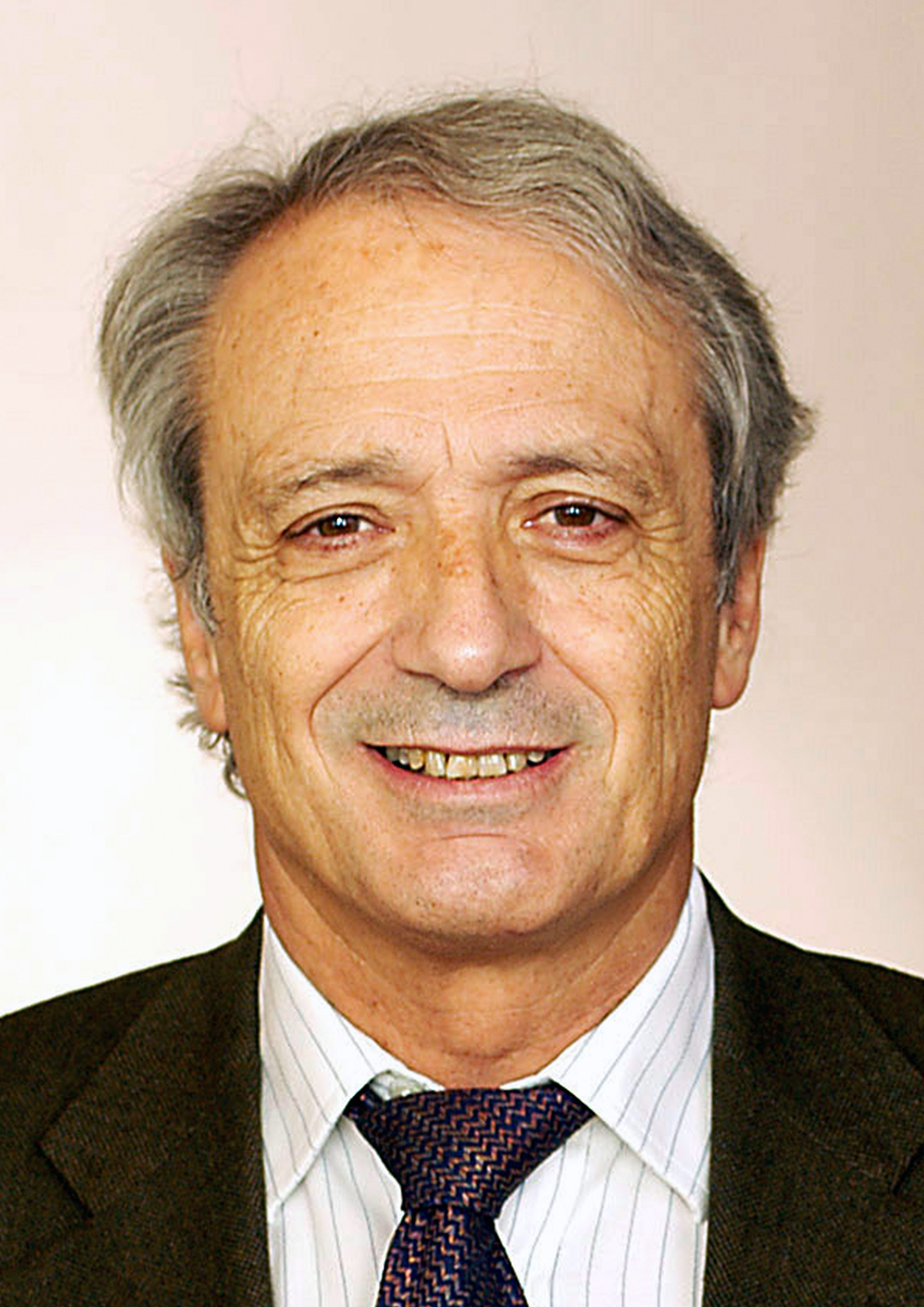
Franco Cavalli (2003)

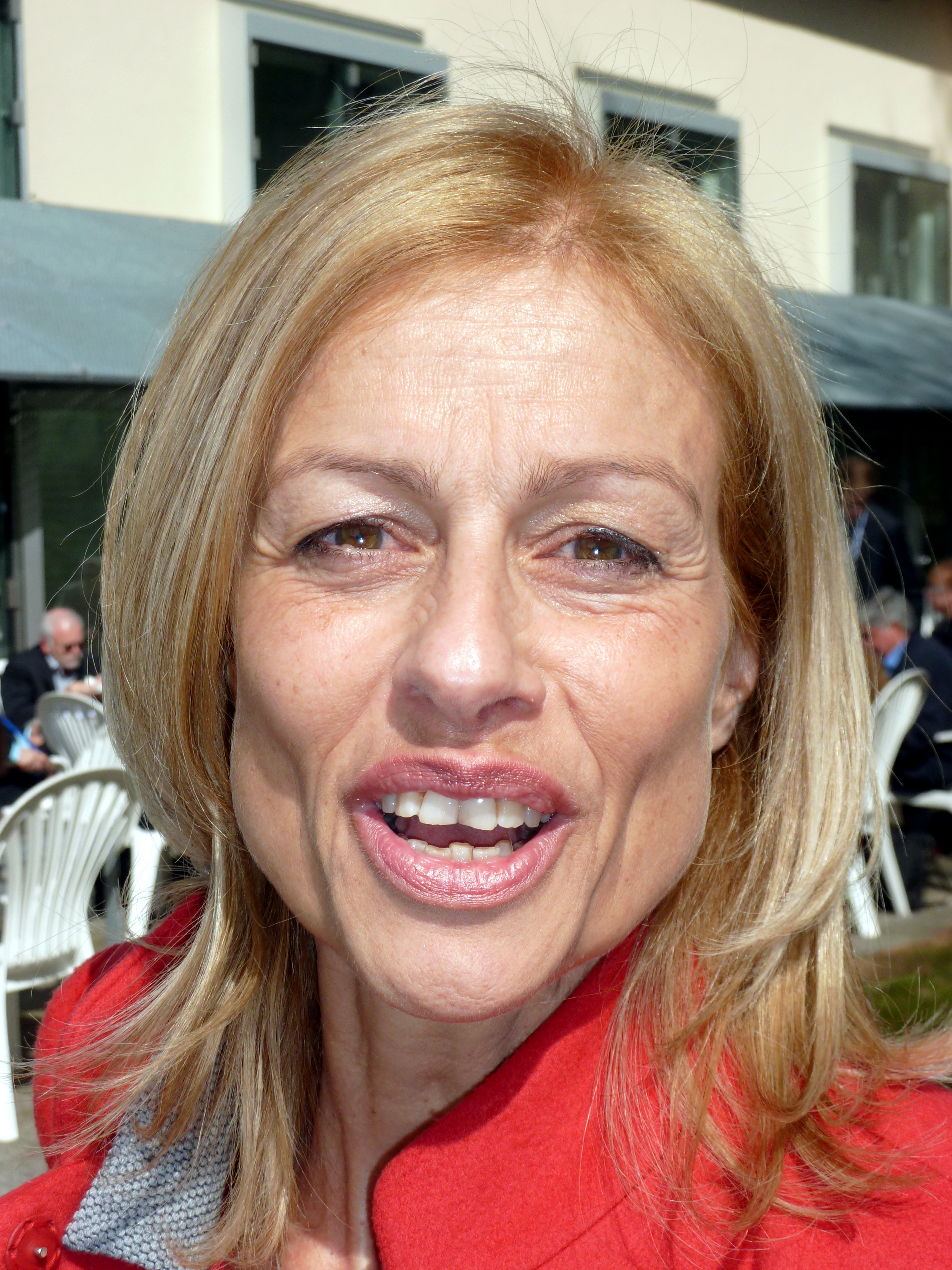
Carla Speziali (2014)

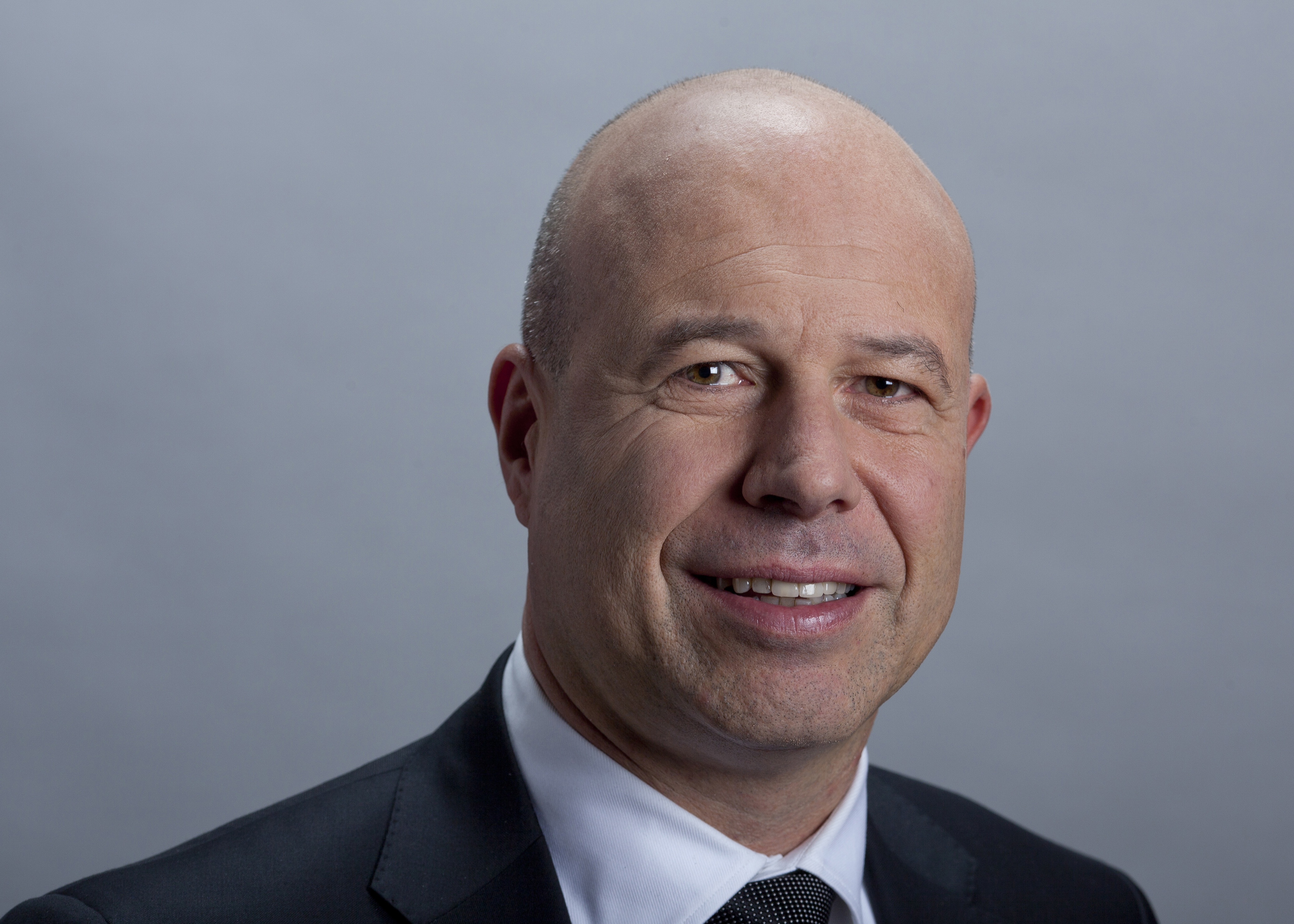
Fabio Regazzi (2011)

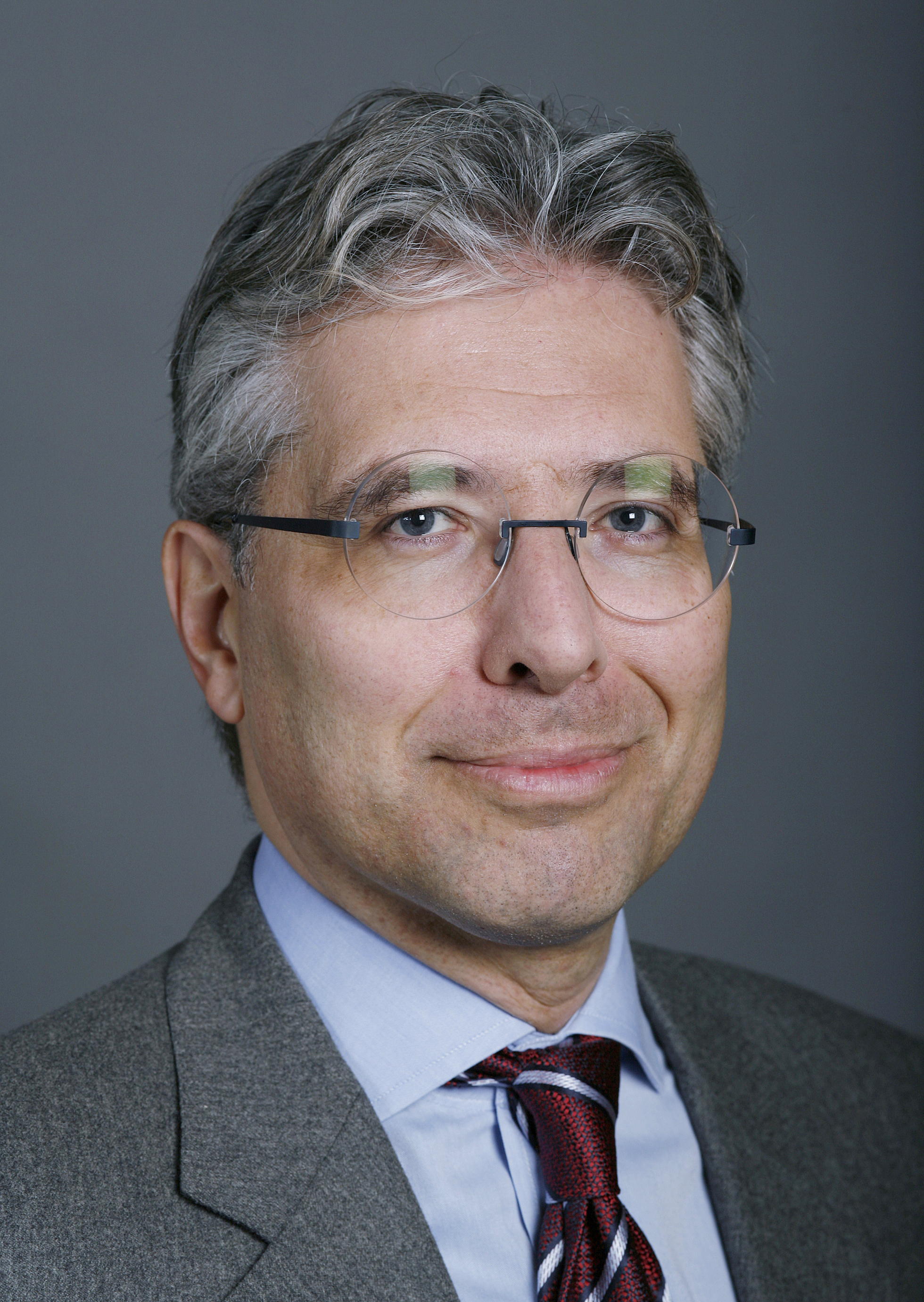
Fabio Abate (2007)

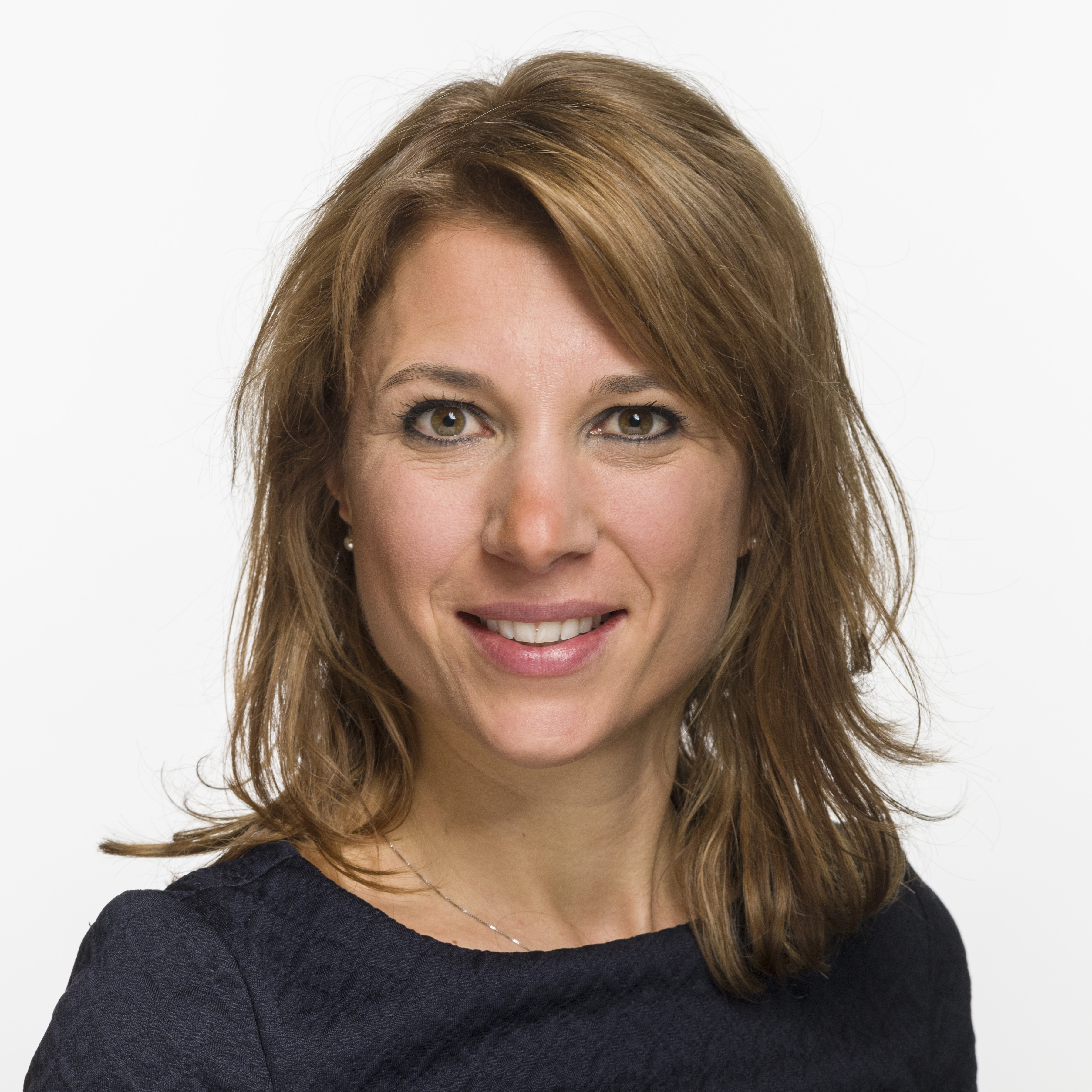
Greta Gysin (2019)

- Mario Respini (* 13. November 1876 in Locarno; † 11. Januar 1933 ebenda), Rechtsanwalt und Notar, Politiker, Tessiner Grossrat, Staatsanwalt des Sopraceneris[207]
- Alberto Vigizzi (* 20. Dezember 1873 in Solduno (heute Gemeinde Locarno); † 27. Juni 1927 ebenda), Anwalt und Notar, Tessiner Grossrat und Nationalrat[208]
- Giovanni Varesi (1874–1946), Arzt und Politiker[209]
- Ettore Janni (* 10. Oktober 1875 in Vasto; † 21. Februar 1956 in Mailand), Philologe, Literaturkritiker, Essayist, Chefredaktor des Corriere della Sera[210]
- Mario Jäggli (1880–1959), Naturforscher, Pädagoge, Lehrerseminarsrektor, Publizist und Kulturschaffender
- Giacomo Balli (* 1882 in Locarno; † in Brüssel ?), Jurist[211]
- Edoardo Zeli (* 29. August 1882 in Locarno; † 24. August 1962 in Bellinzona), Journalist, Tessiner Grossrat, Nationalrat[212]
- Teresa Bontempi (1883–1968), Lehrerin, Journalistin und Politikerin
- Paolo Pedrazzini (* 8. Januar 1888 in Locarno; † nach 1925 ebenda), aus Campo Vallemaggia, Politiker, Nationalrat[213]
- Egidio Reale (1888–1958), Politiker, Faschismusgegner, Botschafter in Bern
- Adolfo Janner (1896–1974), Gemeinde- und Stadtrat von Locarno, Tessiner Gross- und Staatsrat, Nationalrat, Publizist, Kunst- und Literaturkritik
- Fernando Pedrini (* 28. März 1898 in Faido; † 12. Oktober 1984 in Locarno), Anwalt und Notar in Faido, dann in Locarno; Gemeindepräsident von Faido, liberaler Tessiner Grossrat, Bundesrichter[214]
- Arrigo Caroni (* 1. Juli 1903 in Someo; † 13. Dezember 1985 in Locarno), Wirtschaftswissenschaftler, Tessiner Grossrat, Nationalrat[215][216]
- Elda Marazzi (* 27. Februar 1909 in Locarno; † 25. August 1982 ebenda), Wirtin und Politikerin[217]
- Gabriella (Gaby) Antognini (* 13. Màrz 1910 in Vairano; † 23. November 1988 in Locarno), Politikerin, Journalistin[218]
- Werner Rings (1910–1998), Schweizer Historiker, Journalist, Pressechef des Filmfestivals Locarno
- Vincenzo Snider (* 14. Mai 1911 in Locarno; † 14. Mai 1990 ebenda), Literaturkritiker und Publizist[219]
- Arturo Lafranchi (* 27. Juni 1914 in Coglio (heute Gemeinde Maggia); † 25. April 2003 in Locarno), Anwalt und Notar, Tessiner Grossrat, Nationalrat, Tessiner Staatsrat[220]
- Virgilio Gilardoni (1916–1989), Publizist und Forscher in Kultur, Kunstgeschichte und Politik
- Enrico Franzoni (1920–2008), Politiker
- Raimondo Rezzonico (* 22. Februar 1920 in Lugano; † 4. Oktober 2001 ebenda), Reporter, Verleger, Mitgründer und Präsident des Filmfestivals Locarno, Grossoffizier des Verdienstordens der italienischen Republik[221]
- Ezio Dal Vesco (* 29. Mai 1921 in Bellinzona; † 18. Februar 1980 in Zürich), Geologe, Professor an der ETH[222]
- Carlo Speziali (1921–1998), Sekundarlehrer, Direktor des Lehrerseminars von Locarno, Politiker, ehemaliger Gemeindepräsidentin von Locarno, Oberst
- Antonio Snider genannt Tonino (* 30. April 1923 in Locarno; † 19. Juni 2019 in Orselina), aus Cavagnago, Jurist, Politiker, Tessiner Grossrat von 1955 bis 1971[223][224][225]
- Romano Broggini (* 11. März 1925 in Locarno; † 9. Mai 2014 ebenda), Dozent, Journalist, Historiker und Forscher
- Sergio Salvioni (1927–2017), Rechtsanwalt, Notar, Politiker, Tessiner Grossrat, Nationalrat und Ständerat wohnte in Locarno
- Gianfranco Cotti (1929–2020), Politiker[226]
- Thomas Guggenheim (* 12. August 1932 in Locarno; † Juni 2012 in Bern ?), Politiker, Berner Grossrat[227]
- Sergio Cortesi (* 21. August 1932 in Lugano; † 18. Dezember 2021 in Locarno), Astronom, Gründer und Präsident der Società Astronomica Ticinese, Direktor der Specola Solare von Locarno-Monti[228][229]
- Giuseppe Buffi (* 26. September 1938 in Locarno; † 20. Juli 2000 in Chioggia), Journalist, Politiker, Tessiner Staatsrat
- Flavio Cotti (1939–2020), Anwalt und Notar, Politiker (CVP), Bundesrat
- Saverio Snider (* 1940 ? in Locarno), aus Cavagnago, Journalist, Politiker, Neffe von Giovanni Pozzi[230]
- Franco Cavalli (* 1942), Arzt und Politiker
- Arianna Dalessi (* 9. April 1943 in Locarno; † 1. September 2004 ebenda)[231]
- Diego Scacchi (* 1943 ? in Lugano), Rechtsanwalt, Politiker (PLR), ehemaliger Gemeindepräsident von Locarno, Mitglied der Coscienza svizzera, er wohnt in Orselina[232]
- Marco Balerna (* 1944), Arzt, Politiker, ehemaliger Gemeindepräsident von Locarno[233]
- Gio’ Rezzonico (* 1949 in Locarno), Journalist, Verleger der Tessiner Zeitung und der Sonntag erscheinenden Zeitung Il Caffè[234][235]
- Luigi Pedrazzini (1953), Politiker, Tessiner Staatsrat
- Patrizia Pesenti (* 1958), Rechtsanwältin, Politikerin
- Gianfranco Soldati (* 1959), Professor für Philosophie
- Carla Speziali (* 1961), Rechtsanwältin, Politikerin, ehemaliger Gemeindepräsidentin von Locarno
- Fabio Bacchetta Cattori (* 26. Juli 1961 in Locarno) (Herkunftsort Astano), Anwalt, Politiker (PPD), Tessiner Grossrat (Präsident 2014), wohnt in Minusio[236]
- Francesco Maggi (* 9. August 1961), Politiker[237]
- Filippo Rampazzi (* 6. Februar 1962 in Locarno), Zoologe und Naturforscher, Direktor des Kantonalen Museums für Naturkunde. Direktor des Kantonalen Naturhistorischen Museums[238]
- Giovanni Merlini (1962), Rechtsanwalt, Politiker
- Fabio Regazzi (1962), Jurist, Politiker, Nationalrat
- Fabio Abate (1966), Politiker, Nationalrat
- Milena Garobbio (* 23. März 1968), Politikerin[239]
- Greta Gysin (1983), Politikerin (GPS)

### Musiker, Sänger

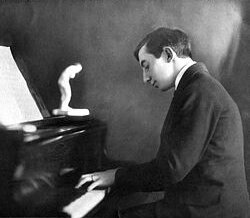
Werner Richard Heymann

- Manfredo Lupo Barbarino (* um 1510 in Correggio (Emilia-Romagna) ?; † nach 1563 in St. Gallen ?), Musiker, Komponist[240][241]
- Claudia Francesca Rusca (1593–1676), Humiliatennonne, Musikerin, Organistin, Sängerin[242]
- Innocente Marazzi (* um 1825 in Riva San Vitale; † März 1894 in Locarno), Blasorchesterdirigent[243]
- Giovan Battista Poncini (* 22. Januar 1829 in Locarno; † 1864 in Lima), Komponist, Orchester-Dirigent und Schriftsteller[244]
- Carlo Gatti (* 19. Dezember 1875/6 in Florenz; † 3. März 1965 in Mailand), Komponist und Musikkritiker[245]
- Aristide Ghilardi (* 27. Januar 1882 in Grosseto; † 1952 in Locarno), Orchester-Dirigent und Komponist[246]
- Werner Richard Heymann (1896–1961), deutscher Komponist, Filmpionier und Orchester-Dirigent
- Linda Alliata (* 1898 in Locarno; † 1986 ebenda), Opernsängerin, Dichterin[247]
- Adolfo Di Zenzo (* 10. April 1904 in Santa Lucia di Serino; † 1994 in Locarno), Orchester-Dirigent und Komponist[248]

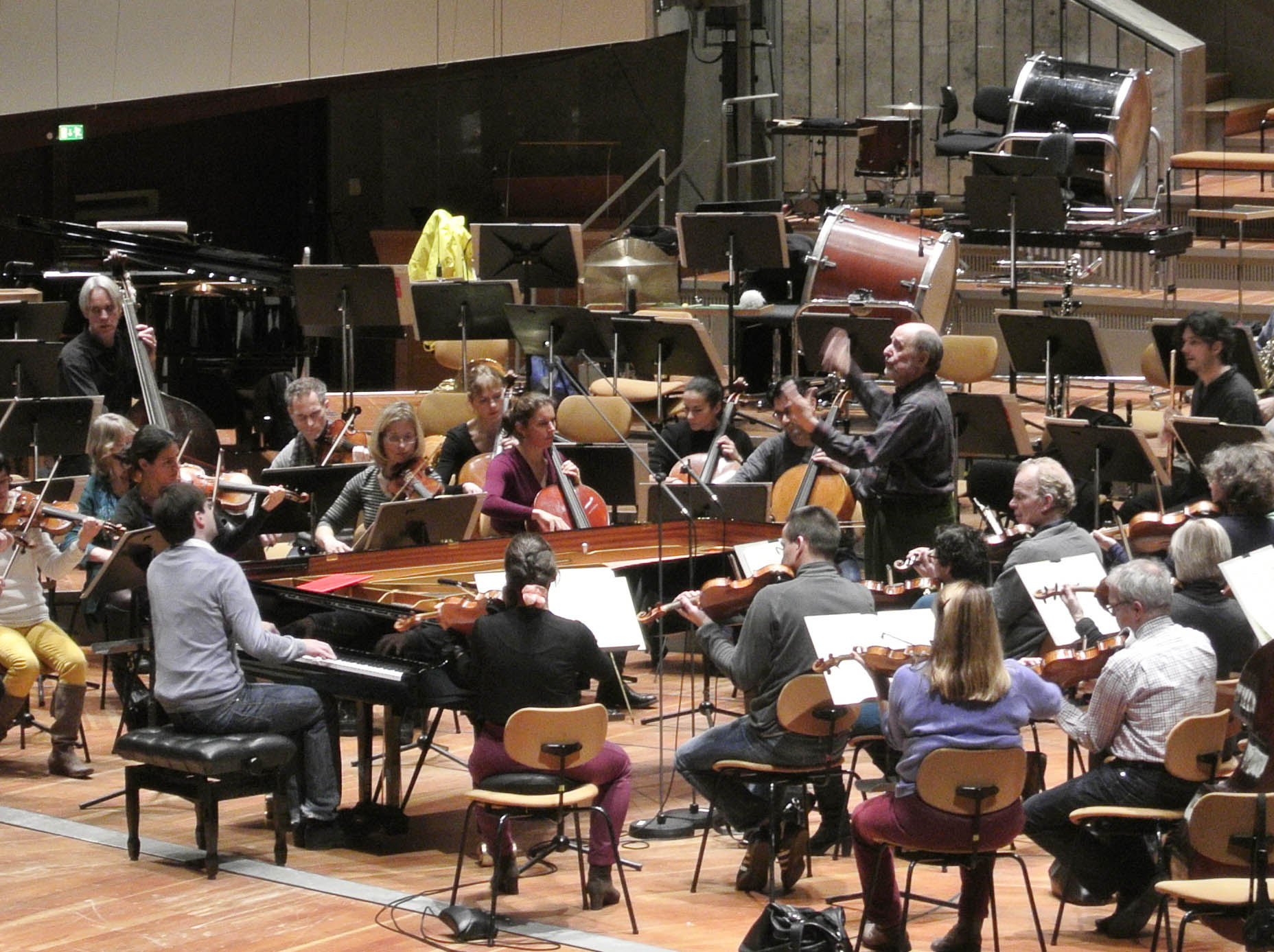
Francesco Piemontesi und Roger Norrington bei einer Probe mit dem Deutschen Symphonie-Orchester Berlin in der Berliner Philharmonie

- Walter Rüsch (* 1906 in Rheineck; † 5. Juni 1983 in Locarno), Pianist, Organist, Chordirigent, Komponist und Musikwissenschaftler[249]
- Josef Garovi (1908–1985), Musiklehrer, Chordirektor, Organist und Komponist
- Guido Zanzi (* 21. Mai 1910 in Locarno; † 17. Februar 1972 ebenda), Komponist, Klarinettesolist[250]
- Pia Balli (* 30. November 1918 in Locarno; † 28. Oktober 2012 in Orselina), Opernsängerin[251]
- Roberto Galfetti (* 29. Juli 1924 in Bellinzona; † 10. August 1966 in Locarno), Pianist, Organist, Komponist, Dirigent, Dozent am Lehrerseminar von Locarno[252][253]
- Fernando Bonetti (* 14. April 1931; † 26. Juni 2020 in Poschiavo), Musiker, Kapellmeister der Vos da Locarno, Musiklehrer in Muralto[254][255]
- André Desponds (* 7. Februar 1958 in Locarno), Pianist[256]
- Ivo Antognini (* 11. Juni 1963 in Locarno), Musiker, Komponist, er unterrichtet an der Accademia di Musica della Svizzera Italiana[257]
- Mattia Zappa (1973), Cellist
- Giuliana Castellani (* 1979 in Locarno; † 28. Oktober 2019 in Tösens), Opernsängerin wegen Autounfall gestorben beim Autounfall[258][259]
- Francesco Piemontesi (1983), Pianist

### Ärzte, Therapeuten, Philanthropen
- Giovanni de Muralto (1500–1576), Chirurg, erster Glaubensflüchtling mit Zürcher Bürgerrecht[260]
- Togno Toma Brizio (* um 1505 in Locarno; † nach 1560 ebenda), Philanthrop[261]
- Taddeo Duno (1523–1613), Arzt, Führer der Reform in Locarno und Wissenschaftler
- Giovanni Piero Barnaba Orelli (* um 1660 in Locarno; † nach 1711 ebenda), Arzt, er veröffentlichte Opera medica giusta la mente d’Ippocrate... (1711)[262][26]
- Emilio Orelli (* 13. April 1738 in Locarno; † 12. September 1807 ebenda), Arzt, er war einer der Abgeordneten Locarnos bei den Schweizerischen Vertretern in Lugano 1798 zur Erlangung der Unabhängigkeit[26]
- Giovanni Ferrini (* 27. November 1819 in Locarno; † 9. November 1878 in Tunis), Arzt[263]
- Giuseppe Mariotta (* 1833 in Locarno; † 4. April 1916 ebenda), Arzt des grossen Spitals von Mailand[264]
- Fritz Kahn (1888–1968), Arzt und Autor populärwissenschaftlicher Bücher
- Ettore Rossi (1915–1998), Kinderarzt, Dozent an der Universität Bern
- John Carew Eccles (1903–1997), Physiologe, Gewinner des Nobelpreis für Medizin
- Boris Luban-Plozza (1923–2002), aus Rossa, Psychiater, Psychosomatiker und Sozialmediziner
- Franco Cavalli (1942), Arzt und Politiker

### Schriftsteller, Kritiker, Historiker, Archivare, Archäologen, Lehrer

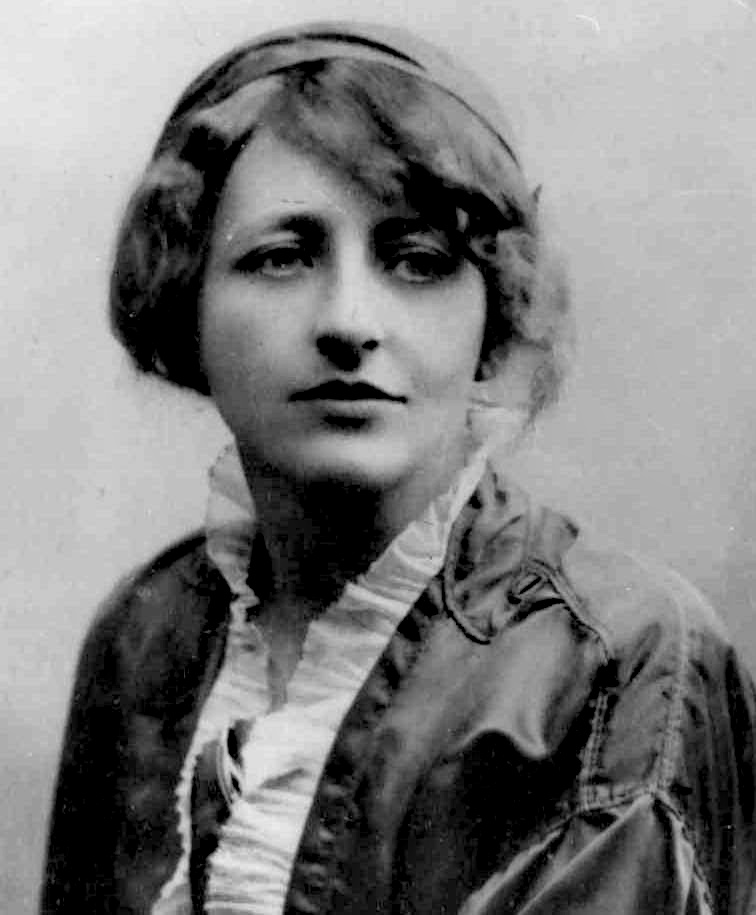
Fanny Gräfin zu Reventlow, um 1900

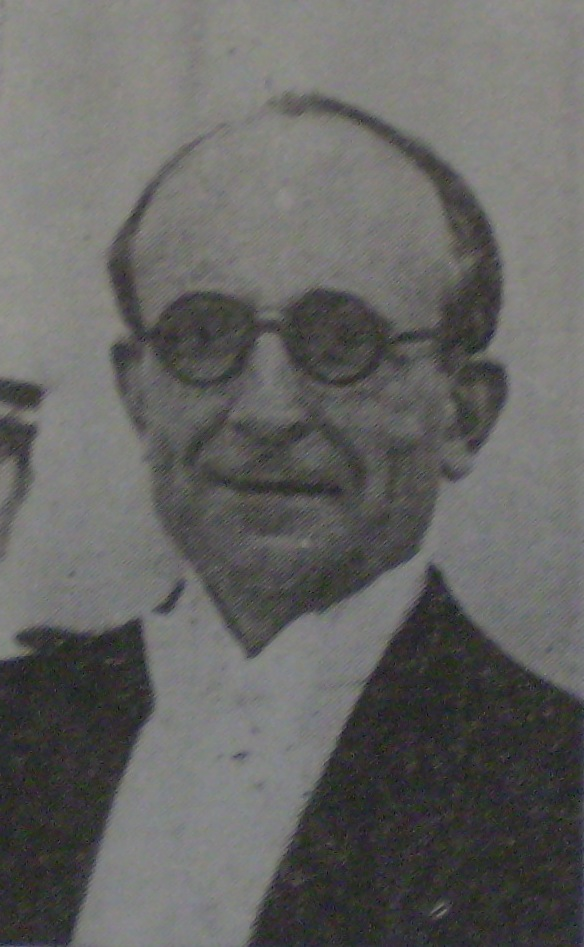
Salvador de Madariaga y Rojo

Karl Bleibtreu

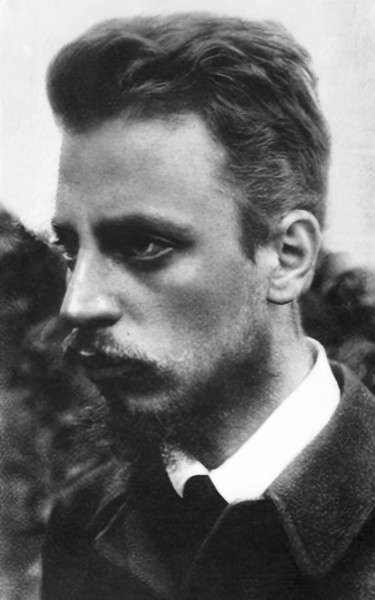
Rainer Maria Rilke um 1900

- Bartolomeo Fanciola (* 1762 in Locarno; † 1806 ebenda), Jurist, Dichter, Lokalhistoriker[265]
- Carlo Bellerio (* 28. Januar 1800 in Mailand; † 28. Januar 1886 in Locarno), Politiker, Sekundarlehrer, Übersetzer[266]
- Carlo Bianchetti (* 1846 in Locarno; † 1922 in Turin), Advokat und Schriftsteller[267]
- Federico Balli (* 18. März 1854 in Locarno; † 21. August 1889 in Cavergno), Unternehmer, er errichtete in Bignasco das Hôtel du Glacier, Schriftsteller, Tessiner Grossrat[268]
- Karl Bleibtreu (1859–1928), Schriftsteller
- Angelo Nessi (1873–1932), Journalist, Theaterkritiker, Schriftsteller
- Franziska zu Reventlow (1871–1918), deutsche Schriftstellerin, Übersetzerin und Malerin
- Luigi Simona (1874–1968), Theologe, Propst, Kunsthistoriker, Autor
- Rainer Maria Rilke (1875–1926), Dichter, Schriftsteller und Übersetzer wohnte auch in Locarno[269]
- Jakob Bührer (1882–1975), Journalist, Schriftsteller
- Dino (Carlo Giuseppe) Campana (* 20. August 1885 in Marradi; † 1. März 1932 in Scandicci), italienischer Dichter wohnte auch in Locarno
- Achille Ferrari (* 6. Juli 1886 in Marolta; † 14. Januar 1943 in Minusio), Dozent für Physik und Naturwissenschaften[270]
- Salvador de Madariaga (1886–1978), Historiker, Schriftsteller
- Ines Bolla (1886–1953), Sekundarlehrerin im Lehrerseminar von Locarno, Direktorin der Frauenberufsschule in Lugano, Politikerin der FDP.Die Liberalen und Gründerin des Lyceum-Clubs der italienischen Schweiz
- Filippo Sacchi (1887–1971), Journalist, Schriftsteller, Filmkritiker und Lehrer
- Annina Volonterio (1888–1972), Schriftstellerin
- Augusto Ugo Tarabori (* 1891 Onsernone; † 1969 in Locarno), Sekretär des Erziehungsdepartement des Kantons Tessin, Schriftsteller[271]

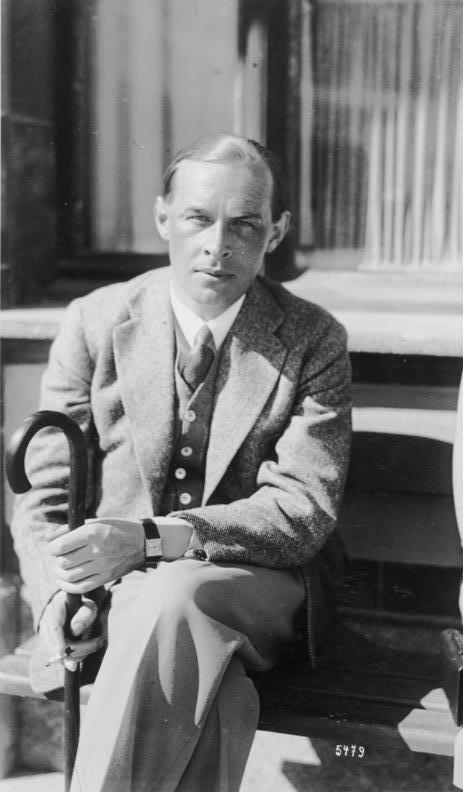
Erich Maria Remarque 1929 in Davos

- Pietro De Giorgi (* 21. März 1892 in Loco; † 9. Mai 1987 in Orselina), Dozent, Gründer des ersten onsernonischen Elektrizitätsunternehmens (1914) des FLOC und der Sesselbahn Cardada-Cimetta (1955)[272]
- Erika Guetermann (1895–1988), eine deutsch-amerikanische Journalistin und Lyrikerin
- Robert Neumann (1897–1975), Schriftsteller, Publizist
- Elena Bonzanigo-Hoppeler (1897–1974), Schriftstellerin, Radiodramatikerin
- Rolf von Rewentlow (* 1897 in München; † 1981 ebenda), Schriftsteller, Journalist, Fotograf, Politiker wohnte in Locarno (1910–1915)[273][274]
- Erich Maria Remarque (1898–1970), Schriftsteller
- Nesto Jacometti (* 24. März 1898 (Ernesto) in Locarno; † 3. Dezember 1973 ebenda), Dichter, Journalist, Kunstkritiker[275]
- Fausto Pedrotta (* 11. Juli 1899 in Locarno; † 28. Februar 1958 ebenda), Anwalt, Journalist, Lokalhistoriker, Mitgründer und erster Präsident des Historischen Vereins von Locarno[276]
- Ignazio Silone (1900–1978), Politiker, Schriftsteller
- Rocco (Giovanni Carlo Casari) aus Bedano (* 1906 in Bedano; † 1. Dezember 1983 in Locarno), Kapuziner, Historiker, Archivar[277]
- Luigi Menapace (* 21. Juni 1906 in Rallo Fraktion der Gemeinde Ville d’Anaunia; † 23. Februar 1999 in Trient), Dozent an der Lehrerseminar von Locarno, Schriftsteller: Il sole di Ascona[278]
- Carlo Snider (* 21. April 1910 in Locarno; † 16. Februar 1988 in Rom), Jurist, Politiker, Dr. iur. h. c. der Universität Freiburg (Schweiz)[279]
- Horst Budjuhn (1910–1985), deutscher Schriftsteller und Drehbuchautor
- Vincenzo Snider (* 14. Mai 1911 in Locarno; † 14. Mai 1990 ebenda), Dozent im Lehrerseminar, Literaturkritiker, Publizist[280]
- Franco (Francis) Borghi (* 5. Dezember 1916 in Locarno; † 21. Oktober 2005 in Savosa), aus Onsernone, Schriftsteller, Theaterdichter wohnte in Cureglia[281]
- Bixio Candolfi (* 24. November 1919 in Locarno; † 6. Dezember 2018 in Russo), Sprachlehrer an der Handelsschule Chiasso, Mitarbeiter des Radios der italienischen Schweiz, Übersetzer, Autor von Dokumentarsendungen und Hörspielen, Produzent[282]; Premium Lavezzari[283]
- Giovanni Bonalumi (1920–2002), Schriftsteller, Literaturkritiker, Professor für italienische Sprachwissenschaft an der Universität Basel
- Giovanni Pozzi (1923–2002), Professor für italienische Literatur an der Universität Freiburg (Schweiz)
- Ugo Frey (* 28. September 1924 in Zürich; † 31. März 2016 in Locarno), Journalist, Schriftsteller[284]
- Freddy Buache (1924–2019), Journalist, Filmkritiker, Filmhistoriker, Co-Direktor des Internationalen Filmfestivals von Locarno
- Franco Binda (* 30. März 1925 in Lostallo; † 23. August 2019 in Locarno), er gründete den Museo della Valle Verzasca, Forscher, Lokalarchäolog, Publizist[285]
- Guido Pedroli (1928–1962) war ein Schweizer Pädagoge und Politiker
- Ugo Romerio (* 1932 in Locarno; † 28. Oktober 2020 ebenda), Gymnasiallehrer am Lyzeum von Locarno, Lokalhistoriker, Präsident der Società Storica Locarnese[286][287]
- Enrico Filippini (1932–1988), Literaturkritiker, Schriftsteller, Journalist
- Renata Broggini (* 25. November 1932 in Locarno; † 3. Dezember 2018 in Orselina), Historikerin, Autorin[288][289][290]
- Sandro Bianconi (1933), Philologe, Filmkritiker, Akademiker der Accademia della Crusca
- Lauro Tognola (* 1933 in Locarno; † 1. Dezember 2016 ebenda), Gymnasiallehrer, Schriftsteller, Journalist, ehemaliger Direktor des Lehrerseminars von Locarno, Präsident der Alliance française wohnte in Cugnasco[291], Präsident der Fondazione Volkart[292]
- Arnaldo Alberti (1936), Journalist, Schriftsteller, Essayist, Publizist, Major der Schweizer Armee, wohnt in Locarno
- Angelo Casè (* 16. Dezember 1936 in Locarno; † 10. März 2005 in Minusio), Lehrer, Dichter, Schriftsteller, Literaturkritiker[293][294]
- Franco Beltrametti (1937–1995), Architekt, Maler, Dichter, Schriftsteller der Beat Generation, Universitätdozent
- Laura Donati (* 1941 ? in Locarno), Mathematikerin, Gymnasiallehrerin im kantonalen Lyzeum von Lugano, dann 1980–1982 Rektorin dieses Lyzeums[295]
- Francesco (Cick) Cavalli (* 1. Februar 1944 in Verscio; † 13. Juli 2024 in Bellinzona), Dozent im Lehrerseminar und Lyzeum von Locarno, kantonaler Expert für die Mathematikunterrichtung, Politiker (PS), Tessiner Grossrat[296][297]
- Pierre Codiroli (1944–1996), Sekundarlehrer, Historiker, Literaturkritiker, Schriftsteller
- Flavio Catenazzi (* 1947? in Locarno), Primarlehrer-Abschluss in Locarno, Universität Freiburg (Schweiz), Doktor phil. I. Liceo-Dozent, Freier Dozent für italienische Philologie an der Universität Freiburg. Mitglied der Jury des Ascona-Preises, Herausgeber der Zeitschrift Cenobio, Literaturkritiker[298]
- Simonetta Biaggio-Simona (* 1957 in Locarno), Archeologhe, Doktor der Universität Zürich, Direktorin des kantonalen Ufficio dei beni culturali del Canton Ticino, Publizist[299][300]
- Erminio Ferrari (* 1959 in Cannobio; † 13. Oktober 2020 in Val Grande (Nationalpark Val Grande) (Pizzo Marona) wegen Unfall), Journalist des L’Eco di Locarno, Schriftsteller[301][302]
- Claudine Giovannoni (* 17. Dezember 1959 in Locarno), Schriftstellerin[303]
- Rodolfo Huber (* 1960 in Lugano), Forscher, Lokalhistoriker, Arkivar der Gemeinde Locarno, Präsident der Società Storica Locarnese, Publizist[304]
- Carla Ragni (* 1961? in Locarno), Journalistin, Dichterin und Schriftstellerin[305]
- Nicola Mazzi (* 1969? in Locarno), Journalist und Schriftsteller[306]
- Manuela Mazzi (* 1971 in Locarno), Journalistin und Schriftstellerin[307]
- Gerry Mottis (* 14. Oktober 1975 in Locarno), Dozent in Giubiasco und Roveredo GR, Dichter, Schriftsteller und Dramaturg, wohnt in Lostallo und Rivera TI[308][309]
- Sebastiano Caroni (* 9. Dezember 1975 in Locarno), Sekundarlehrer, Journalist, Dichter, Project Manager, Filmkritiker[310]
- Vanni Bianconi (* 1977 in Locarno), Dichter, Übersetzer[311][312]
- Sándor Marazza (* 1979 in Locarno), Publizist, Übersetzer[313]
- Seraina Kobler (1982), Schriftstellerin und Journalistin
- Stella N'Djoku (* 1993 in Locarno), Dichterin, gewann den Spezialpreis der Credit Suisse für Excellent Writing. Journalistin, sie arbeitet für das Tessiner Radio und Fernsehen[314]

### Unternehmer, Kaufleute
- Adam Adamini (* um 15010 in Prato (Vallemaggia); † nach 1569 in Locarno), 29. Oktober 1535 war er Sachwalter der Leute von Terre di Pedemonte, und 31. Oktober 1551 war Sachwalter der Leute von Tegna; er macht 1569 verschiedene Verkäufe[315]
- Evangelista Zanino (* um 1530 Locarno; † 1603 in Zürich), Locarneser Refugiant in Zürich, Unternehmer[316]
- Johann Melchior Aloys von Orelli (* 1543 in Locarno; † 31. Oktober 1623 in Zürich), Pionier des Zürcher Textilexports[317]
- Carlo Eugenio Pioda (* 9. Oktober 1855 in Bellinzona; † 9. Juli 1940 in Sant’Egidio, Ortsteil von Perugia), Sohn des Giovanni Battista Pioda, Unternehmer, Genealoge[318]

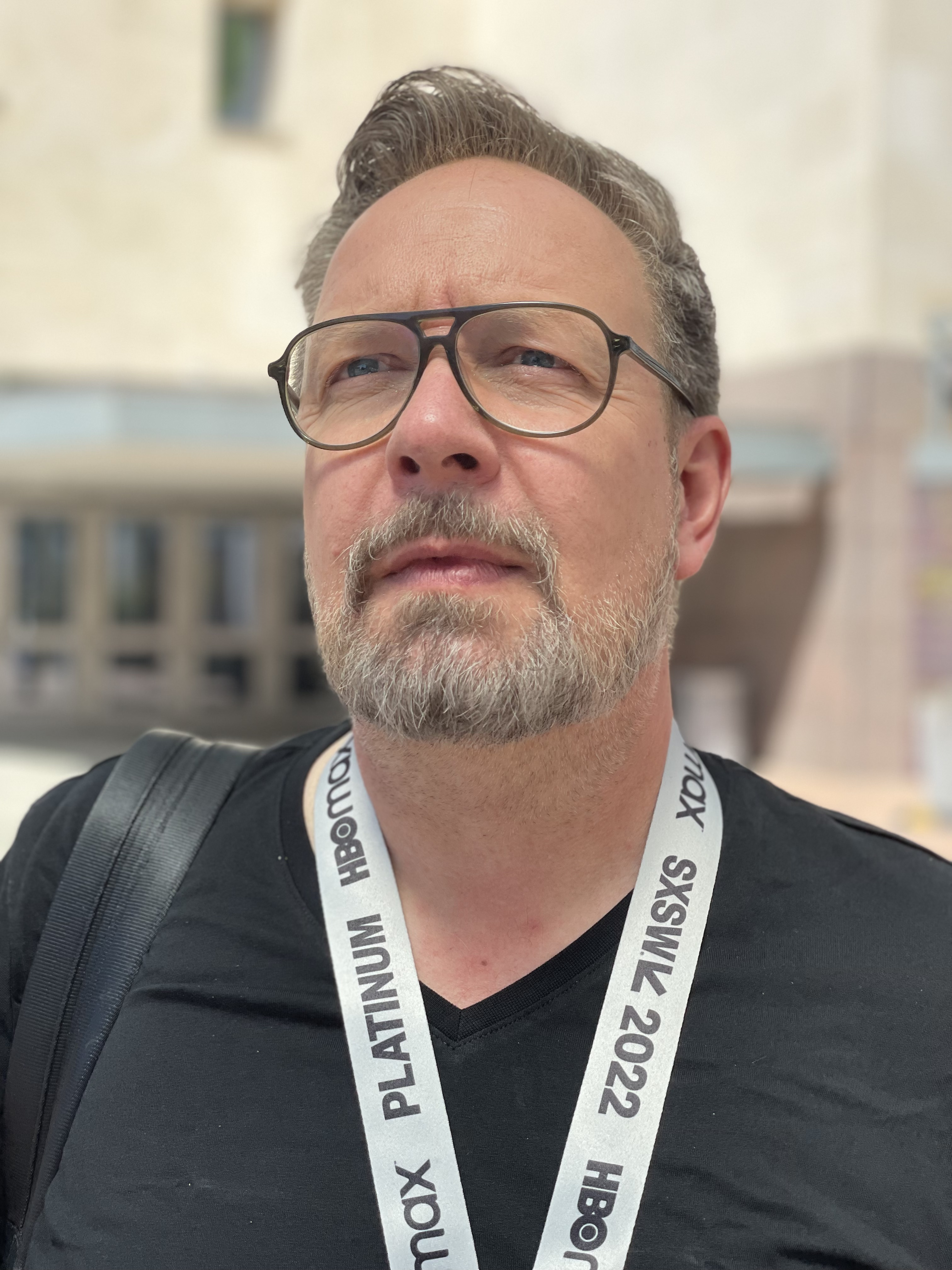
Oliver Fuchs 2022

- Karl Rapp (1882–1962), Gründer der Rapp Motorenwerke GmbH
- Paolo Pedrazzini (* 30. Januar 1889 (Paolino) in Sinoquipe (Gemeinde Arizpe); † 6. Juni 1956 in Locarno), Politiker und Geschäftsmann, Direktor der Elektrizitätsgesellschaft des Sopraceneri, Nationalrat[319]
- Claudio Caroni (* 20. Januar 1907 in Locarno; † 2. Mai 1984 in Zug), Jurist und als Unternehmer leitete die Firma Flug- und Fahrzeugwerke Altenrhein (FFA)[320]
- Carlos Mariotti (* 23. März 1912 in Locarno; † 29. Mai 2003 ebenda), Ökonom[321]
- Giovan Battista Pedrazzini (* 14. März 1917 in Tesserete; † 1. März 1998 in Bellinzona), Elektroingenieur der ETH Zürich, Unternehmer, Nationalrat, Direktor der Elektrizitätsgesellschaft des Sopraceneri[322]
- Oliver Fuchs (1968), Fernsehproduzent und Medienunternehmer, ehemaliger Unterhaltungschef des Zweiten Deutschen Fernsehens

### Juristen, Adelige, Militärs, Dirigenten
- Adelsfamilie De Capitani.  Ihr altes Wohnhaus war in Belvedere, heute Albergo Belvedere[323]
  - Assalonne De Capitani (* um 1405 in Locarno; † nach 1474 in Mailand), Administrator (Decurione) der Pfarrei San Pietro dell’Orto in Mailand[323]
  - Agostino De Capitani (* um 1485 in Locarno; † nach 1540 in Mailand), Doktor der Rechte, Graf, Gouverneur von Benevento[323]
  - Francesco Girolamo De Capitani (* um 1535 in Locarno; † nach 1555 in Mailand), Militär, Hauptmann in Dienste der Sua Maestà Cesarea Karl V. (HRR)[323]
  - Daniele De Capitani (* um 1565 in Locarno; † nach 1620 in Mailand), er wurde von Philipp II. (Spanien) Corriere maggiore des Mailänder Staats[323]
  - Tommaso De Capitani (* um 1570 in Locarno; † nach 1620 in Mailand), Militär, Hauptmann in Dienste des Herzogs von Mantua in Teglio, Tirano und Sondrio[323]
  - Cesare De Capitani (* um 1575 in Locarno; † nach 1630 in Mailand), Ritter des Souveräner Malteserordens[323]
  - Gian Battista De Capitani (* um 1610 in Locarno; † nach 1665 in Belgien), Sohn des Daniele, Graf von Concorezzo, Hauptmann der Kürassiere[323]
  - Pirro Daniele De Capitani (* um 1610 in Locarno; † nach 1741 in Mailand), Sohn des Gian Battista, Graf von Concorezzo, Botschafter nach Elisabeth, Braut des Königs Karl III. (Spanien), Granden von Spanien erster Klasse[323]
  - Lorenzo De Capitani (* um 1660 in Locarno; † 1700 am Meer), Militär, er kämpfte gegen die Türken[323]
  - Cesare De Capitani (* um 1675 in Locarno; † 28. September 1737 in Wien), Militär, Oberst im österreichischen Dienste, Ritter des Souveräner Malteserordens[323]
  - Gian Battista De Capitani (* um 1700 in Locarno; † 25. Mai 1769 in Mailand), Decurione (Regierungsrat) von Mailand[323]
  - Gian Battista De Capitani (* um 1740 in Locarno; † nach 1796 in Mailand), Sohn des Gian Battista, Graf von Concorezzo, er heiratete die Gräfin Giovanna Serbelloni Sfondrati aus Mailand, Granden von Spanien erster Klasse[323]

- Adelsfamilie Muralt, Muralti, Muralto, von Muralt. [324]
  - Locarnus Muralto (* 1140 in Locarno; † nach 1182 ebenda), Adel, Grundbesitzer in Coglio[324]
  - Beltramo de Muralto (* um 1150 in Locarno; † nach 1189 eb enda), Adel, mit anerkannten Privilegien von Kaiser Friedrich I. (HRR)[325]
  - Gaffo de Muralto (um 1160–nach 1219), Adel, Schlossbesitzer und Gesandter, gehörte ihm das Schloss in Muralto mit anerkannten Privilegien von Kaiser Otto IV. (HRR)
  - Giacomo de Muralto (* um 1152 in Locarno; † nach 1219 ebenda), Adel, gehörte ihm das Schloss in Muralto mit anerkannten Privilegien von Kaiser Otto IV[326]
  - Petraccio Muralto (* um 1280 in Locarno; † nach 1311 ebenda), Adel, mit anerkanntes keiserlichen Lehen über Locarno von Kaiser Heinrich VII. (HRR)[327]
  - Honrigalus de Muralto (* 1288 in Locarno; † vor 1347 ebenda), Adel, Vikar der pieve von Locarno[324]
  - Luterius de Muralto (* um 1270 in Locarno; † nach 1322 ebenda), Adel, Podestà von Locarno[328]
  - Petrus de Muralto (* um 1310 in Locarno; † nach 1376 ebenda), Adel, Vikar des Bernabò Visconti über die Talgemeinde Leventina[324]
  - Johannolus de Muralto (* um 1335 in Locarno; † nach 1401 ebenda), Adel, Podestà von Muralto[324]
  - Cristoforo de Muralto (* um 1390 in Locarno; † nach 1439 in Como), Adel, Doktor der Rechte, er wurde unter der Dekurionene von Como aufgenommen[324]
  - Tomasino de Muralto (* um 1400 in Locarno; † 1448 ebenda), Adel, er empörte sich gegen den Grafen Rusca und wurde hingerichtet[324]
  - Castellinus de Muralto (* um 1405 in Locarno; † nach 1470 in Cremona), Adel, Strasseninspektor der Stadt und Distrikt Cremona[324]
  - Paulus de Muralto (* um 1405 in Locarno; † nach 1455 ebenda), Adel, er erlangte vom Herzog von Mailand die Bestätigung der Privilegien der Capitanei von Locarno[324]
  - Francesco Muralto (* um 1457 in Locarno; † nach 1520 ebenda), Adel, Podestà von Traona, Verfasser der Annalia francisci Muralti[324]
  - Giovanni Muralti (* um 1500 in Locarno; † 1579 in Zürich), Adel, Arzt, Reformiert, Flüchtling nach Roveredo GR und dann in Zürich, Stadtarzt; Stammvater der Zürcher Muralten[324]
  - Barbara Muralti (* 1510 in Locarno; † um 1579 in Zürich), Adel, Reformierte, Flüchtlinge in Zürich[324]
  - Martino Muralto (* um 1521–Dezember 1566), Sohn des Giovanni, ein Adliger, Feudalherr und reformierter Flüchtling in Zürich
  - Giovanni Verniero Muralti (* 1580 in Locarno; † un 1650 ebenda), Adel, Militär in Dienste der Republik Genua dann in Dienste des Herzogs von Piacenza[329]
  - Oldrigo Muralti (* 1582 in Locarno; † un 1650 ebenda), Adel, Militär in Dienste des Herzogs von Piacenza[330]
  - Gaspare Muralti (* 1582 in Locarno; † un 1650 ebenda), Adel, Militär in Dienste des Herzogs von Piacenza an der Verteidigung des Schlosses von Parma (1646)[331]

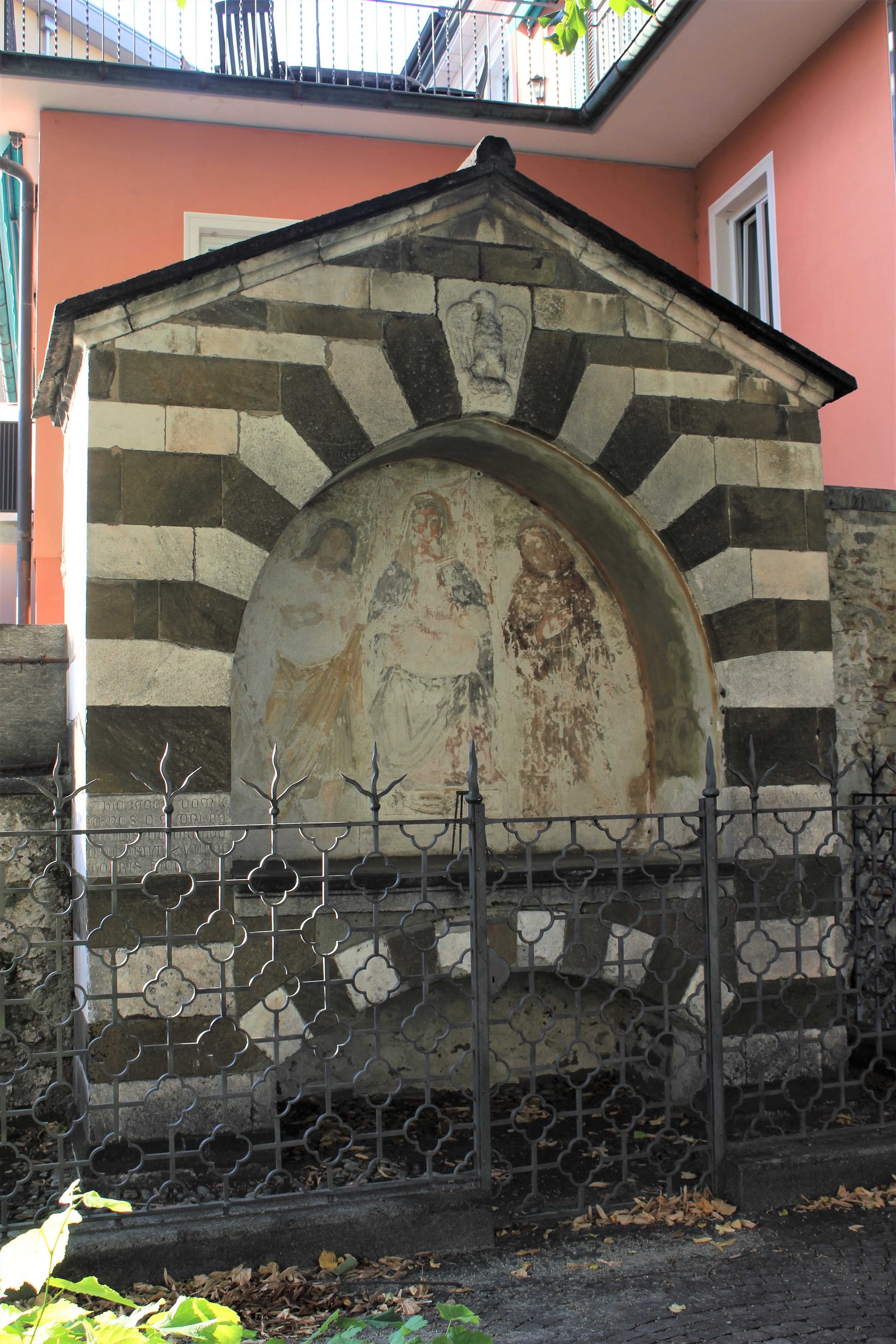
Giovanni Orellis Grabmal, Locarno

- Adelsfamilie de Orello/Orelli.  Ein Orelli in Locarno erhielt um 1120 das erste Lehen vom Bischof von Como[332][333]
  - Giacomo und Lucino Orelli (* um 1140 in Locarno; † nach 1180 ebenda), Parteigänger Kaisers Friedrich I. (HRR) Barbarossa[334][335]
  - Vilfredo Orelli (* um 1155 in Locarno; † vor dem 25. Juli 1205 ebenda), erster Podestà (Rektor) von Biasca[26][336]
  - Gaffo und Guido Orelli (* um 1170 in Locarno; † nach 1219 ebenda), Adel, Militär, sie erhielten Lehen von Kaiser Otto IV. (HRR) und Friedrich II. (HRR)[337]
  - Rodolfo Orelli (* um 1180 in Locarno; † vor Oktober 1219 ebenda), Bruder des Vilfredo, Kastvogt und Rektor von Blenio[338]
  - Guido Orelli (* um 1180 in Locarno; † gegen 1213 ebenda), Sohn des Vilfredo, avogadro von Blenio, Schiedsrichter zwischen Adamo de Contone und den Dörfern des obern Bleniotals[26]
  - Simone Orelli auch Simone Muralti (um 1220–vor 1291), Adel, Condottiere und Staatsmann
  - Matteo Orelli (* um 1225 in Locarno, 1250 erstmals erwähnt; † vor dem 25. Januar 1282 ebenda), Sohn des Enrico, Kastvogt und Rektor des Bleniotals[339]
  - Goffredacius Orelli (* um 1235 in Locarno; † nach 1283 ebenda), Adel, Rat der Stadt Como, Militär kämpfte gegen den Bischof von Como[340]
  - Goffredo Orelli (* um 1245 in Locarno; † nach 1303 ebenda), Militär, er unterstützte mit seinem Bruder Taddeo Matteo I. Visconti und die Rusconi in ihrem Kampfe gegen Mailand; er an der Spitze der Gibellinen von Como den Bischof Raimondo Torriani befreite, als er im Schloss Boffalora (Madesimo) gefangen war[341][342]
  - Enrico Orelli (* um 1260 in Locarno; † vor dem 9. Januar 1311 ebenda), Sohn des Simone, Podestà von Biasca[343]
  - Guido Orelli (um 1260–1314 ebenda), Sohn des Matteo, Avogadro und Rektor von Bleniotal
  - Giacomo Orelli (* um 1265 in Locarno; † nach 1311 ebenda), Sohn des Goffredo, Adel, er erhielt das Lehen von Locarno von Kaiser Heinrich VII. (HRR)[344]
  - Matteo Orelli (* um 1270 erwähnt in Locarno seit 1311; † nach 1342 ebenda), Avogadro und Rektor von Blenio, war der letzte seines Geschlechts, der dieses Amt ausübte[26]
  - Giovanni Orelli (* 1290 in Locarno; † 18. Oktober 1352 ebenda), Sohn des Pasquale, Adel, Grundbesitzer, Wohltäter[345]
  - Bassanello Orelli (* um 1330 in Locarno; † nach 1382 ebenda), Adel, Podestà von Martinengo[346]
  - Antonio Orelli (* um 1345 in Locarno; † 1417 ebenda), Mitverfasser der Satzungen der Pieve von Locarno, Podestà der Capitanei von Locarno (1397)[347]
  - Giovanni Orelli (* um 1400 erwähnt 1429 in Locarno; † zwischen 1494 und 1496 ebenda), Rechtsgelehrter, Podestà von Brissago, Sekretär von Franchino Rusca von Locarno, Vertrauter des Herzogs von Mailand[348][26]
  - Antonello Orelli (* um 1425 erwähnt 1450 in Locarno; † nach 1498 ebenda), Abgeordneter Locarnos zum Herzog von Mailand wegen der Auslieferung des Schlosses 1468, Podestà des Verzascatal, Mitglied des Rats von Locarno[26][349]
  - Antonio Luigi Orelli (* um 1435 in Locarno; erwähnt 1471; † 1500 ebenda), Rat des Herzogs von Mailand, er war von jedem Zoll im Herzogtum befreit[350]
  - Giovanni Antonio Orelli (* um 1470 in Locarno, erstmals erwähnt 1512; † nach 1540 ebenda), er hatte 1525 einen Streit wegen der bischöflichen Lehen, was Papst Klemens VII. zum Eingreifen veranlasste[351]
  - Olivero Orelli (* um 1475 in Locarno; † nach 1529 ebenda), erwähnt 1512–1529, Abgeordneter der Edlen von Locarno bei König Ludwig XII. 1512 zur Verteidigung ihrer Privilegien[26]
  - Giovanni Aloisio Orelli (* um 1480, erstmals erwähnt 1505 in Locarno; † nach 1555 ebenda), Adel, Notar, Mitglied des Landschaftsrats, 1533 Säckelmeister (Fiskal)[352]
  - Aloisio Orelli (* 1486 in Locarno; † 13. Juli 1572 (oder 23. Oktober 1575) in Zürich), Militär in Diensten Mailands, Ferraras und Mantuas, beteiligte sich 1527 am Sacco di Roma; 1541 erwarb er eine Apotheke in Locarno und betätigte sich in Handelsgeschäften. Dann trat er zum protestantischen Glauben über und liess sich 1555 in Zürich nieder. Er ist der Stammvater der Familie Orell in Zürich[26][353]
  - Francesco Orelli (* um 1495 in Locarno; † 1570 in Vertamanno), Bruder des Aloisio, Militär, er machte im Dienste Karls V. die Kriege in Neapel und Spanien mit, zog mit seinem ältesten Sohne nach Venezien und erwarb dort die Grafschaft Vertamanno, wo er 1575 starb. Stammvater der Orelli von Vertamanno[26]
  - Battista Orelli (* um 1490 in Locarno; † nach 1555 ebenda), Propst der Humiliaten von Santa Caterina, vermachte die Güter der Propstei dem Spital von Locarno[26]
  - Bolognino Orelli (* um 1500 in Locarno; † vor 1553 ebenda (getötet)), Landschaftsrat von Locarno, Schatzmeister, Landesfürsprecher und Säckelmeister (Fiskal)[26][354]
  - Emilio Orelli (* um 1505, erwähnt in Locarno von 1535; † 1570 ebenda), Doktor der Rechte, Vermittler zwischen Locarno und Bellinzona 1546, Kommissär Kaiser Karls V., Podestà von Luino, von Ossolatal sowie von Valle Vigezzo 1554, von Cannobio 1568; Stammvater der Orelli degli Alfieri oder Emilii[355][26]
  - Giovanni Pietro Orelli (* um 1515 in Locarno; † nach 1575 ebenda), Adel, Hauptmann der Leibgarde Emmanuel Philiberts von Savoyen 1575. Durch seine Vermittlung kam die Allianz der katholischen Orte mit Savoyen von 1577 zustande. Es steht nicht fest, ob er identisch ist mit Giovanni Pietro, Statthalter von Locarno 1561–1562[356][26]
  - Giovanni Antonio Orelli (* um 1530 in Locarno; † nach 1588 ebenda), Sohn des Francesco, Zollpächter, Fähnrich von Locarno 1588, lebens-länglicher destà des Verzascatal, Ritter des Goldenen Sporns 1581[26]
  - Johann Melchior Aloys von Orelli (* 1543 in Locarno; † 31. Oktober 1623 in Zürich), ab 1592 bedingt Bürger von Zürich. Er war als Kaufmann tätig und gehörte der Saffranzunft an und war ein Pionier des Zürcher Textilexports nach Norditalien[26]
  - Gianfredo Orelli (* um 1550 in Locarno; † nach 1591 ebenda), Ritter des Goldenen Sporns 1591, Podestà von Brissago[26]
  - Francesco Orelli (* um 1560 in Locarno; † nach 1610 ebenda), Sohn des Giovanni Antonio, dem er als Podestà des Verzascatal folgte, Ratsschreiber von Locarno, wurde 1610 von Papst Paul V. mit seinen Söhnen Giovanni Luigi (Kanzler von Locarno, † 1638) und Paolo († wahrscheinlich gegen 1650) zum Ritter des Goldenen Sporns ernannt[26]
  - Cristoforo Orelli (* um 1575 in Locarno; † 27. Juni 1640 ebenda), Sohn des Giovanni Antonio, Podestà von Brissago, Ritter von Santo Stefano von Portugal, baute 1631 die Chiesa Nuova in Locarno, deren Patronat die Orelli besassen[357][26]
  - Baldassarre Orelli (* um 1577 in Locarno; † nach 1621 ebenda), Sohn des Giovanni Antonio, Hauptmann in spanischen Diensten während der lombardischen Kriege; Ritter von Santo Stefano 1621[26]
  - Giovanni Battista Orelli (* um 1580 in Locarno; † nach 1655 ebenda), er wurde vom Grossherzog von Toskana zum Stephansritter erhoben[358]
  - Paolo Orelli (* um 1585 in Locarno; † 1646 ebenda), Sohn des Francesco, Ritter vom güldenen Sporn 1610, Fähnrich von Locarno, Konsul von Losone, Golino, Intragna und Verdasio. Er soll nach der Überlieferung die Bevölkerung tyrannisiert haben und zwischen 1645 und 1647 getötet worden sein[26]
  - Giovanni Antonio Orelli (* 25. März 1615 in Locarno; † 17. Februar 1651 ebenda), Bruder des Marc Antonio, Kanzler, Vogtstatthalter, Podestà von Brissago[26]
  - Marc Antonio Orelli (* 21. Oktober 1624 in Locarno; † um 1700 ebenda), Bruder des Giovanni Antonio, Fiskal, Vogtstatthalter, Stammvater der Orelli dei Fiscali. Vielleicht ist er identisch mit dem Podestaten von Brissago und vom Verzascatal[26]
  - Giovan Francesco Orelli (* 1. Februar 1638 in Locarno; † 29. September 1719 ebenda), Sohn des Giovanni Antonio, Advokat, Podestà von Brissago, Bürger von Luzern 1680[26]
  - Giovanni Aloisio Orelli (* 30. April 1660 in Locarno; † um 1715 ebenda), Sohn des Marc Antonio, Advokat, Notar, Podestà von Brissago[26]
  - Marco Ignazio Antonio Orelli (* 1. Februar 1695 in Locarno; † nach 1723 ebenda), Sohn des Giovanni Aloisio, Advokat, Notar, Podestà von Brissago[26]
  - Giuseppe Antonio Orelli (* 15. April 1745 in Locarno; † um 1810 ebenda), Fähnrich von Locarno, letzter der Orelli dei Fiscali[26]
  - Antonio Francesco Nicola Orelli (* 24. September 1752 in Locarno; † 1839 in Mailand), Adel, Kaiser Joseph II. (HRR) bestätigte ihm 1787 seine Adelsrechte. Mitglied des Patriziats von Mailand, Ritter der Hl. Mauritius und Lazarus 1831, letzter des Zweigs der Orelli de Capitani[26]
  - Fabio Orelli (* um 1760 in Locarno; † 1824 ebenda), Advokat und Notar, Tessiner Grossrat, Kantonsrichter[26]
  - Fedele Orelli (* 17. Juli 1809 in Locarno; † 29. September 1882 ebenda), Sohn des Fabio, Advokat und Notar, Mitglied des K an to n sgerichts[26]
  - Giovanni Orelli (* um 1835 in Locarno; † 22. August 1894 in Muralto), Sohn des Fedele, ermordet am 22. August 1894 in Muralto, vermachte dem Ospedale della Carità von Locarno 150000 Franken[26]

- Adelsfamilie Rusca. [359]

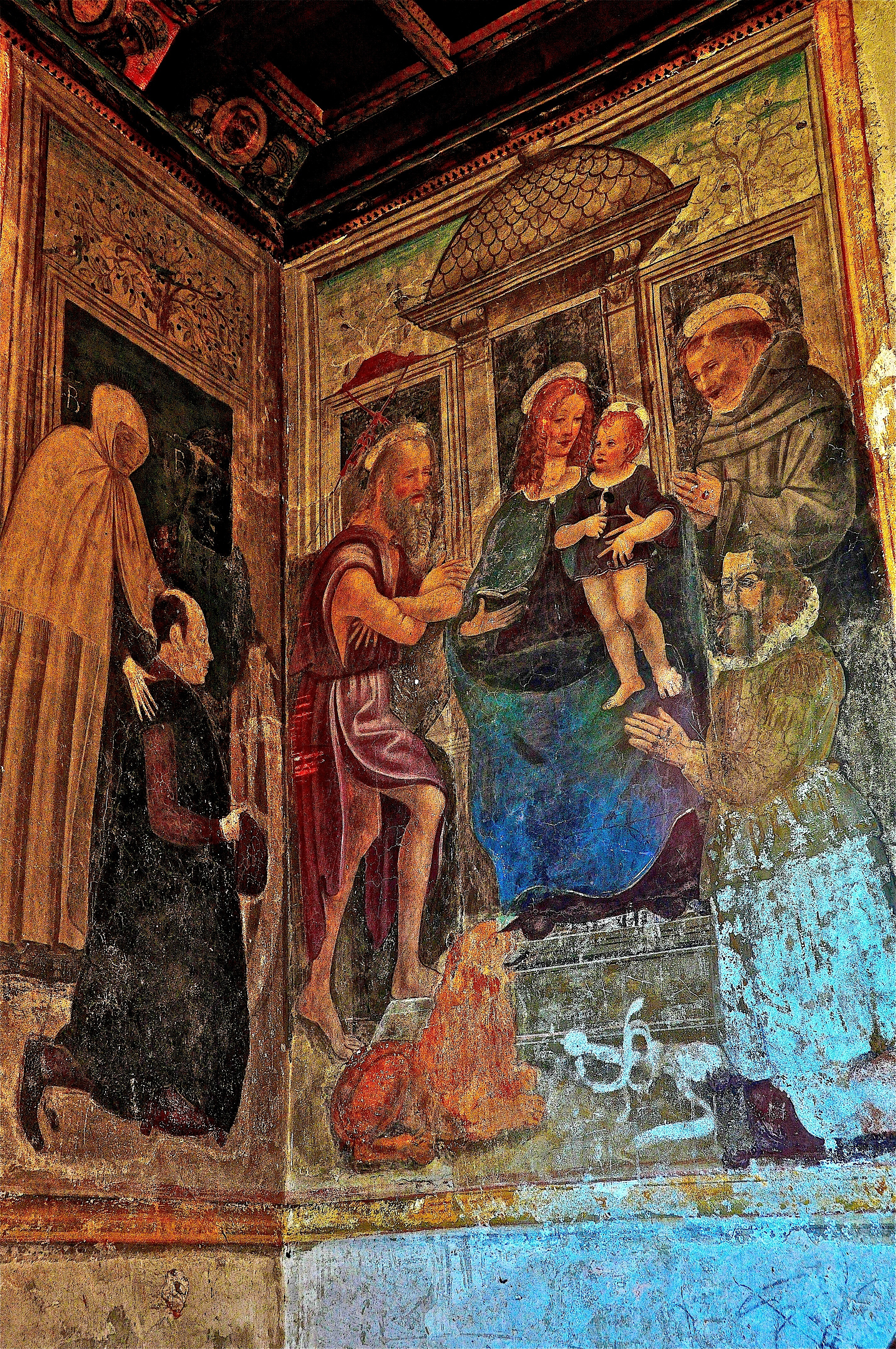
Fresko an der Eingangstreppe zum ersten Stock: Thronende Madonna zwischen den Heiligen Hieronymus, Franziskus und Katharina, denen die selige Beatrice Casati Rusca, die 1490 starb, ihren Sohn Graf Giovanni geschenkt haben soll. Castello Visconteo, Locarno

  - Franchino Rusca (* 1267–nach 1339), Sohn von Pietro, Generalhauptmann und Herr von Como, kaiserlicher Vikar für das Gebiet des Bistums Como, 1335 befreite er die Eidgenossen von den Brückengeldern und Zöllen von Como und Bellinzona. 1333 kam es zu einem Bündnisvertrag mit dem Bleniotal; Herr von Bellinzona und Locarno[360][11]
  - Loterio Rusca (* um 1370 in Lugano; † 29. November 1423 in Locarno), Sohn des Franchino, Adel, erster Graf von Locarno, Val Travaglia, Luino, Marchirolo und Val Lugano[361]
  - Giorgio Rusca (* um 1372 in Lugano; † nach 1411 in Trient), Bruder des Loterio, Adel, Prinz und Bischof von Trient, dann Kardinal genannt von Johannes XXIII. (Gegenpapst) (6. Juni 1411)[362]
  - Vincenzo Rusca (* um 1372 in Lugano; † nach 1411 in Trient), Bruder des Loterio, Adel, Prinz und Bischof von Trient, dann Kardinal genannt von Johannes XXIII. (Gegenpapst) (6. Juni 1411)[362]
  - Franchino Rusca (* um 1395 erstmals erwähnt 1419 in Como; † März 1466 in Locarno), Adel, Militär, Condottiere, Politiker, er vergrösserte in Locarno einen beträchtlichen Teil des Schlosses mit Einzug einiger früherer Befestigungen; Francesco Sforza bestätigte ihm am 21. April 1451 die Lehen Locarno, Brissago, Val Travaglia, Osteno, Cima mit einem grossen Teil des Val d’Intelvis; dann Kaiser Friedrich III. (HRR) bestätigte ihm die Grafschaft Lugano[363][11][364]
  - Beatrice Casati Rusca (* um 1395 in Mailand; † 1490 ebenda), Adel, sie lebte in Locarno als Gattin von Franchino, starb im Geruch der Heiligkeit[365][366][11]
  - Lotterio Rusca (* um 1415 in Locarno; † nach 1467 in Mailand), Adel, Priester, er verzichtete 1467 auf seine Rechte zu Gunsten seiner Brüder und wurde unter dem Namen Girolamo Dominikaner an Santa Maria delle Grazie von Mailand; er war apostolischer Protonotar[11][367][368]
  - Pietro Antonio Rusca (* um 1420 in Locarno; † November 1482 ebenda), Ritter, Nachfolger mit seinen Brüdern in der väterlichen Herrschaft von Locarno 1467. Am 10. Dezember 1478 versuchte er unter Berufung auf die alte Freundschaft seiner Familie mit Uri umsonst, eine Übereinkunft mit den Eidgenossen zu schliessen. Er hatte 1467 Luino und das Val Travaglia angegriffen und geplündert, indem er versuchte, sie dem mit den Romagnolen im Krieg stehenden Herzog von Mailand abspenstig zu machen[369][11][370]
  - Giovanni Nicolò Rusca (* um 1425, erstmals erwähnt 1446 in Locarno; † 1508 ebenda), Bruder von Pietro Antonio und Lotterio, Graf kam zusätzlich in den Besitz von Locarno, des Maggiatals und des Val Lavizzara. Nach dem Tode seines Neffen Franchino vereinigte er 1485 sämtliche Lehen, die seinem Vater gehört hatten. Herzoglicher geheimer Rat 1486, wohnte 1494 dem Empfang des Königs von Frankreich in Asti bei; Gesandter des Herzogs in Venedig, setzte 1478 Locarno in Verteidigungszustand gegen die Schweizer und liess 1484 beim Zug der Walliser ins Eschental die Uebergänge des Maggiatals besetzen[371][11][372]
  - Franchino Rusca (* um 1445 in Locarno; † 1484 ebenda), Adel, einziger legitimer Sohn von Pietro Antonio, Nachfolger seines Vaters 11. März 1483, Hauptmann in den Diensten der Sforza, schenkte 18. August 1483 das navetto oder Schifffahrtsrecht auf der Fluss Maggia an der Kirche Santa Maria in Selva von Locarno[373][11]
  - Lotterio Rusca (* um 1460 in Locarno; † 1519 in Mailand), letzter Herr von Locarno. Mit seinen Brüdern: Galeazzo, † 1516, und Franchino, † 1509, übernahm er die Nachfolge der väterlichen Lehen. Gegen Ende Juli 1512 besetzten die Schweizer das Gebiet von Locarno, und anfangs 1513 trat ihnen König Ludwig XII. auch Schloss und Stadt ab, die damit für due Familie Rusca für imm er verloren gingen. Er war einer der 60 Dekurionen Mailands, er starb ohne männliche Nachkomm en. Numismat; Verfasser von De situ et moribus Helvetiorum (1517)[374][11]
  - Elenora Rusca (* um 1465 in Correggio; † um 1520 in Mailand), geborene Coreggi de Correggio, Gattin von Lotterio, simulierte im Einverständnis mit ihrem Gatten eine Schwangerschaft und die Geburt eines Girolamo genannten Kindes, um so den Neffen Franchino um die Lehen zu bringen; doch wurde der Betrug entdeckt: Franchino konnte nach langen Streitigkeiten wieder in den Besitz seiner Rechte treten. Sie hat sich auch schriftstellerisch betätigt[11]
  - Ercole Rusca (* um 1450 in Locarno; † 10. November 1517 in Vercelli), Adel, illegitimer Sohn von Giovanni Nicolò, wurde von Maximilian I. (HRR) 1493 legitimiert, damit er, sollten seine Brüder ohne männliche Nachkommen sterben, die Nachfolge seines Vaters übernehmen könnte. Hauptmann, Reichsritter, besetzte für die Franzosen Tresivio im Veltlin 1499. Hauptmann in französischen Diensten bei der Eroberung des Mailändischen 1500, beteiligte sich 1502 und 1503 mit den Franzosen an der Verteidigung Locarnos, stand 1509 unter kaiserlichen Fahnen und befehligte eine starke Truppe von Leuten aus Como bei der Belagerung von Padua[11]
  - Giovanna Rusca (* um 1490 in Mailand; † nach 1521 in Locarno), geborene Cotta, Gattin von Ercole; die Gräfin die mit den Banditen in Verbindung stand und 1521 von der Tagsatzung aufgefordert wurde, das luganesische Gebiet in Ruhe zu lassen[11]
  - Franchino Rusca (* um 1490 in Mailand; † 1541 in Locarno), Sohn von Ercole, übernahm nach der Entdeckung des Betrugs seiner Tante Eleonora die Nachfolge seines Onkels Lotterio in den Lehen und Feudalrechten, die ihm von Kaiser Karl V. (HRR) bestätigt wurden, trat 1526 in den Besitz Luinos und des Val Travaglia. Karl V. ernannte ihn zu seinem Hofbeamten[11]
  - Giovanna Rusca (* um 1490 in Mailand; † nach 1521 in Locarno), geborene Cotta, Gattin von Ercole; die Gräfin die mit den Banditen in Verbindung stand und 1521 von der Tagsatzung aufgefordert wurde, das luganesische Gebiet in Ruhe zu lassen[11]
  - Ercole Rusca (* um 1530 in Locarno; † 1583 in Gorgonzola), Sohn von Franchino, diente unter dem Kaiser Karl V. 1556, dann in der Armee des Herzogs von Savoyen 1561, ermordet 1583 in Gorgonzola; letzter der Herren von Locarno[11]
  - Cesare Rusca (* um 1533 in Locarno; † 1566 in Rom ?), Sohn von Franchino, Malteserritter 1566, drei Jahre lang Gefangener an der afrikanischen Küste[11]
  - Alessandro Rusca (* um 1533 in Locarno; † 1566 in Neapel), Sohn von Franchino, Malteserritter, getötet 1566 bei der Verteidigung des Castels Sant’Elmo gegen die Türken[11]
  - Laura Francesca Rusca (* um 1540 in Locarno; † 1617 in Mailand), Tochter von Franchino, 1594 Äbtissin des Klosters Sant’Orsola in Mailand; hier starb im Geruch von Heiligkeit[375]
  - Giovanni Antonio Rusca (* 1730 in Locarno; † 5. Oktober 1806 ebenda), Landvogtstatthalter und Kanzler der Vogtei Locarno[11]
  - Francesco Rusca (* 1740 in Locarno; † nach 1789 ebenda), Offizier in spanischen Diensten, Hauptmann der Garde, Major, Oberstleutenant im Regiment Reding 1789[11]
  - Giovanni Antonio Rusca (* 1780 in Locarno; † 19. März 1853 in Mailand), Enkel von Giovanni Antonio, Rechtsanwalt und Notar, Politiker, Tessiner Grossrat, Tagsatzungsgesandter 1837, Staatsanwalt 1827, Staatsrat 1838 bis zur Dezemberrevolution 1839, wurde mit seinen Kollegen des Hochverrats angeklagt und 1840 in contumaciam zu drei Jahren Zwangsarbeit verurteilt, betätigte sich in hervorragender Weise an der Gegenrevolution von 1841, wo er die Leute des Gambarogno befehligte, sowie an den Ereignissen von 1843, 1849 amnestiert[11]
  - Felice Rusca (* um 1781 in Locarno; † nach 1866 ebenda), Rechtsanwalt und Notar, Politiker, Tessiner Grossrat, Kantonsrichter[11]
  - Bartolomeo Rusca (* 18. Oktober 1787 in Locarno; † 6. März 1872 ebenda), Rechtsanwalt und Notar, Mitglied des Kantonsgericht 1838 bis zu seinem Tod, auch dessen Präsident, Wohltäter des Sanktuariums der Madonna del Sasso, dem er 1867 die Orgel und das Bild der Kreuzabnahme von Antonio Ciseri schenkte[11]
  - Luigi Rusca (* 23. Juli 1810 in Locarno; † 3. Februar 1880 ebenda), Rechtsanwalt und Notar, Politiker, Tessiner Grossrat, Staatsrat, Nationalrat, Oberst der Schweizer Armee[11]
  - Antonio Modesto Rusca (* um 1815 in Locarno; † 1886 ebenda), Sohn von Giovanni Antonio, Rechtsanwalt und Notar, Regierung Statthalter von Locarno, Tessiner Grossrat, Mitglied des Gerichts von Locarno 1846, dessen Präsident 1851[11]
  - Luigi Rusca (* 17. Oktober 1819 in Locarno; † 5. Oktober 1898 ebenda), Sohn von Bartolomeo, Rechtsanwalt und Notar, Politiker, Gemeindepräsident von Locarno, Wohltäter schenkte 17000 Franken zu wohltätigen Zwecke[11]
  - Battista Rusca (* 14. Juni 1825 in Locarno; † 17. November 1870 ebenda), Militär, Scharfschützenhauptmann 1853, verwickelt in die Affäre Degiorgi auf der radikalen Seite[11]
  - Francesco Rusca (* 1826 in Locarno; † 1906 ebenda), sehr tätiger Drucker und Buchhändler in Locarno bis 1863, auf radikaler Seite in die Affäre Degiorgi verwickelt[11]
  - Giuseppe Rusca (* 11. September 1830 in Locarno; † 19. April 1860 ebenda), Sohn von Giovanni Antonio, verwickelt in die Affäre Degiorgi auf der radikalen Seite; der Ermordung Degiorgis angeklagt, vom Gericht von Locarno 1856 verurteilt, am 30. April 1856 vom Kantonsgericht aber freigesprochen[11]
  - Emilio Rusca (* 7. März 1850 in Locarno; † nach 1890 ebenda), Sohn von Antonio Modesto, Ingenieur, 1890 mit Giuseppe Respini und Franchino Rusca einer der Förderer der Eindämmungswerke der Fluss Maggia[11]
  - Giovanni Rusca (* 1858 in Locarno; † 20. April 1924 in Cevio), Sohn von Giuseppe, Kreisingenieur bis 1893, Politiker, Tessiner Grossrat 1897–1901, 30 Jahrelang Pionier der Schiffahrtsprojekte Locarno-Venedig, Förderer der Bahn Locarno-Domodossola (Centovallibahn)[11]
  - Francesco Rusca (* 1875 in Locarno; † 1922 ebenda), Politiker, Tessiner Grossrat 1908–1918, Verfassungsrat 1921, Nationalrat seit 1922[11]
  - Giovan Battista Rusca genannt Batistin (* 4. Mai 1881 in Locarno; † 23. Januar 1961 ebenda), Advokat und Notar, Regierungstatthalter von Locarno 1908–1911, Generalprokurator für das Sopraceneri 1911–1922, Gemeindepräsident von Locarno seit 1920, Tessiner Grossrat 1923–1927, Nationalrat seit 1927[11][376]

- Adelsfamilie Magoria.  Sie erhielt im 12. Jahrhundert vom Bischof von Como einen Teil des Schlosses Santi Abbondio e Biagio in Locarno zu Lehen; in der pieve Locarno besass sie zahlreiche Grundrechte, 1368 auch das Schloss Magadino[377][378][379]
  - Filippo Magoria (* um 1150 in Locarno; † ebenda), Kriegsmann, erwähnt 1176 in Locarno[380][378]
  - Antonio Magoria (* um 1240, erwähnt seit 1262 in Locarno; † 1296 ebenda), erhielt 1265 vom Bischof von Como die Bestätigung zahlreicher Lehen[378]
  - Tasso Magoria (* um 1280, erwähnt 1311 in Locarno; † 1334 ebenda), erhielt 1311 von Heinrich VII. (HRR) von Luxemburg die Bestätigung alter Privilegien des Geschlechts[378]
  - Baraccio Magoria (* um 1280, erwähnt 1301 in Locarno; † 1340 ebenda), erhielt 1311 von Kaiser Heinrich VII. mit seinen Brüdern Ardricus und Ubertus die Bestätigung alter Privilegien des Geschlechts[378]
  - Antoniolo Magoria (* um 1300, erwähnt 1335 in Locarno; † 1370 ebenda), vertrat Locarno 1367 bei der Grenzbereinigung auf dem Monte Ceneri zwischen den drei Gerichtskreisen Locarno, Bellinzona und Lugano[378]
  - Eusebio Magoria (* um 1320, erwähnt 1355 in Locarno; † 1405 ebenda), Enkel des Baracius, Mitglied des Rats 1375, Protonotar von Locarno, einer der Verfasser der neuen Satzungen von Locarno 1391[378][381]
  - Tazinus Magoria (* um 1340 in Locarno; † nach 1398 ebenda), Stammvater des Geschlechts Magoria-Tazini[378]
  - Donatus Magoria (* um 1350 in Locarno; † nach 1405 ebenda), erwähnt 1374–1405, verhandelte 1403 im Namen von Albert von Sax-Misox mit dem Herzog von Mailand über die Besitzungen von Bellinzona, Blenio und Monte Dongo[378]
  - Johannolus Magoria (* um 1385 in Locarno; † vor 11. Dezember 1448 in Bellinzona), Sohn des Donatus, erwähnt 1409–1446, er war 1426 Zeuge beim Abschluss des Friedensvertrags zwischen dem Herzog von Mailand und den regierenden Orten nach der Schlacht bei Arbedo; Mitglied des Rats 1431, Prokurator von Bellinzona 1433, Stammvater des Zweigs von Bellinzona[378]
  - Pietro Martire Magoria (* um 1470 in Locarno; † 1523/1524 ebenda), erwähnt seit 1490, Prokurator und Oberwegmeister 1494, elfmal Mitglied des Rats von Locarno 1492–1523, Podestà[378][382]
  - Eliseo Magoria (* um 1550 in Locarno; † nach 1601 ebenda), Goldschmied, arbeitete in Mailand, 1579 für das Haus Bayern, 1580–1605 für den Fürsten von Mantua und das Haus Savoyen, und 1601 für das Haus Este[378]

- Familie Capistrati/Bologna. [383]
  - Egidio Capistrati, genannt Bologna (* um 1300 in Bologna; † nach 1346 in Locarno ?), Podestà von Locarno[384]
  - Giovanni Capistrati, genannt Bologna (* um 1405 in Locarno; † nach 1478 ebenda), Sekretär und Kanzler des Grafes Franchino Rusca; Podestà des Maggia- und Lavizzaratals[385][383]
  - Bolognino Capistrati (* um 1430 in Locarno; † nach 1490 ebenda), Kommissar des Herzoges von Mailand in Locarno; Podestà des Maggia- und Lavizzaratals[386][383]
  - Silvestro Bologna (* um 1440 in Locarno; † nach 1490 ebenda), Rat des Herzog Galeazzo Maria Sforza, Podestà von Locarno[387][383]
  - Giovanni Battista Bologna (* um 1570 in Locarno; † nach 1616 ebenda), Jurist, Dichter, Übersetzer, Publizist[388][383]

- Familie Püntener. [389]
  - Heinrich Püntener (* nach 1515 in Altdorf (UR); † 1580 ebenda), Landvogt von Locarno[390]
  - Ambros Püntener (* nach 1530 in Altdorf (UR); † Ende 1598 ebenda), lebte in Locarno, wo er die Casa del Negromante besass[391]
  - Johann Karl Püntener (* nach 1610 in Altdorf (UR); † 27. Mai 1694 ebenda), Landvogt von Locarno[392]

- Familie Franzoni. [393][394]
  - Bernardo Franzoni (um 1510–um 1571/72), Dolmetscher, Statthalter der Landvogtei Vallemaggia
  - Galeazzo Franzoni (um 1525–vor 1598), Statthalter der Landvogtei Vallemaggia; Gesandter der zwölf Orte
  - Giovanni Franzoni (1605–1689) genannt Zane, Landeshauptmann des Maggiatals, gegen 1660 erwarb er das Bürgerrecht von Locarno
  - Giuseppe Giovanni Battista Franzoni (1758–1817), Politiker
  - Tommaso Franzoni (* 9. Oktober 1795 in Locarno; † 20. April 1878 ebenda), Kantonsschatzmeister, Gründer der Papierfabrik Della Verzasca in Tenero[395]
  - Alberto Franzoni (1816–1886), Politiker und Botaniker

- Familie Appiani. [171]
  - Giovanni Battista Appiani (* um 1485 in Locarno?; † 1540 ebenda) königlicher und herzoglicher Schatzmeister in Mailand[396][171]
  - Francesco Appiani (* um 1510 in Locarno; † vor 1550 ebenda) Steuereintreiber[171]
  - Tiberio Appiani (* um 1515 in Locarno; † nach 1564 ebenda), von Luzern, Untervogt von Locarno[171]
  - Raffaele Appiani (* um 1520 in Locarno; † 1590 ebenda), Arzt und Publizist[397]

- Familie Bustelli. [71][398]
  - Francesco Bustelli (* um 1730 in Locarno; † nach 1798 ebenda), Mitglied der Abordnung Locarnos an die helvetische Regierung[71]
  - Andrea Bustelli, (1754–1823), Richter, Politiker, Tessiner Grossrat, Staatsrat und Landammann
  - Giovanni Battista Bustelli (* um 1765 in Locarno; † um 1830 ebenda), Advokat, verwickelt in den Giftmordversuch gegen Giovanni Battista Quadri[71]
  - Agostino Bustelli (* um 1767 in Locarno; † um 1835 ebenda), Advokat, verwickelt in den Giftmordversuch gegen Giovanni Battista Quadri[71]
  - Pietro Bustelli (* um 1770 in Locarno; † nach 1830 ebenda), Notar, Politiker[399]
  - Guido Bustelli (1905–1992 in Lugano), Politiker, Major der Schweizer Armee

- Romerio Lavizzari (* um 1280 in Nesso; † nach 1331 ebenda ?), Podestà von Locarno[400]
- Giovanni de Frussignoni oder Frachignoni (* um 1375 in Cecima ?; † nach 1422 ebenda ?), Kastlan von Locarno[401]
- Martino de Frussignoni oder Frachignoni (* um 1378 in Cecima ?; † nach 1434 in Locarno ?), Gouverneur von Locarno[402]
- Giovanni Caimi (* um 1380 in ?; † nach 1441), Gouverneur von Lugano und Locarno[403]
- Giacomo dei Ferrari (* um 1390 in Parma; † nach 1431), Gouverneur von Locarno[404]

- Familie Albrici. 
  - Simone Albrici (* um 1400 in Locarno; † nach 1448 in Morbio Inferiore) genannt Il Campanella, Graf von Locarno[405][406]
  - Zanino Albrici (* um 1400 in Locarno; † nach 1447 ebenda), Militär, er kämpfte gegen die Rusconi von Como[407]
  - Lucio Albrici (* um 1550 in Locarno; † nach 1593 in Mailand), er wurde von König Philipp II. (Spanien) zum Senator von Mailand ernannt[408]

- Francesco degli Alberti (* um 1400 in Intra ?; † nach 1435 ebenda), Hauptmann von Locarno im Dienste des Herzogs von Mailand 1435[409]
- Francesco Pagnano (* um 1430 in Mailand; † nach 1496 ebenda), Hauptmann, Kastlan von Locarno, Gesandter des Herzogs von Mailand nach Luzern, Gouverneur des Luganertals und von Como[410]
- Bartolomeo Nigrisoli (* um 1435 in Pontremoli; † nach 1483 ebenda), Kastlan von Locarno und von Bellano[411]
- Giovanni Agostino Porci (* um 1440 in Pavia; † nach 1486 ebenda), Doktor der Rechte, Podestà von Locarno[412]
- Jacopo de Ronco (* um 1460 in Locarno; † nach 1522 ebenda), Doktor Utriusue Juris, Hauptmann, er verwaltete mehrere Lehen der Grafen Borromeo, wurde 1510 von König Ludwig XII. zum Podestà und Gerichtshauptmann von Lugano ernannt, 1512 von den Schweizern im Schloss Lugano belagert. Als französischer Parteigänger mit seinem Bruder Giorgio verbannt, 1517 von den Schweizern begnadigt, Abgeordneter Ludovico Borromeos an den Rat von Luzern 1518, Vertreter Locarnos an der Tagsatzung in einem Konflikt mit dem Gambarogno 1522[413][414]
- Antonio Rossi (* um 1480 in Locarno; † nach 1513 ebenda ?), Militär, er zeichnete sich 1513 bei Novara aus, durchschritt die die Stadt belagernden französischen Linien und brachte die Briefe des Herzogs Sforza ins eidgenössischer Läger bei Oleggio[415]
- Caspar von AA (* um 1490 in Sachseln; † nach 1556 ebenda), er spielte eine bedeutende Rolle in der Verwaltung der ennetbirgischen Lande als Landschreiber und Fiskal zu Mendrisio und zu Locarno 1532–1556.[416]
- Lodovico Ronco (* 1523 in Locarno; † 1593 in Zürich), er war einer der Reformatoren von Locarno, beteiligte sich 1549 an der Disputation von Locarno und verliess 1555 die Stadt mit den ändern Protestanten, die nach Zürich zogen[417]

- Giovan Battista Brizio (* um 1500 in Moghegno ?; † nach 1560 in Locarno), präsidierte 1539 mit Vogt Wirz die Disputation zwischen Katholiken und Reformierten[418][419]
- Niklaus Wirz (* um 1500 in Sarnen erstmals erwähnt 1528; † vor dem 14. Juni 1556 ebenda), Landvogt von Locarno[420]
- Martino Muralto (* um 1521 in Locarno; † Dezember 1566 in Zürich), Doktor der Rechte, Podestà von Vigevano und Luino, Reformierte Exilant[421]
- Johann Lussi (* um 1530 in Stans; † um 1690 ebenda), Ritter und Landvogts in Locarno[422]
- Battista Rossi (* um 1530 in Locarno; † nach 1562 ebenda ?), Militär, er tat sich 1562 in der Schlacht bei Dreux hervor[423]
- Bernardino Checchi (* um 1540 in Locarno; † 1610 in Kefalonia), Militär, er kämpfte die Türken bei Famagusta, Gouverneur von Kefalonia[424]

- Adelsfamilie Donato/a. [425]
  - Francesco Donato/a (* um 1550 in Locarno; † 1611 ebenda), Diplomat am Hofe Alfonso II. d’Este, der ihn 1594 zum Hofpfalzgrafen ernannte; Gesandter Cesare d’Este, des Herzogs von Modena, zu den Eidgenossen 1598, der schweizerischen Kantone zum Papst Clemens VIII. 1603 und hierauf zur Republik Venedig[426][425], Statthalter des Landvogts und Gerichtsvikar in der Vogtei Locarno[427]
  - Gian Antonio Donato/a (* um 1575 in Locarno; † 1611 ebenda), Sohn des Francesco, Ritter des goldenen Sporns und Hofpfalzgraf 1603, Verfasser von Trattato di storia delle parti orientali.[428][425]
  - Filippo Donato/a (* um 1577 in Locarno; † 1611 ebenda), Sohn des Francesco, Ritter des goldenen Sporns[429]
  - Giuseppe Donato/a (* um 1577 in Locarno; † 1611 ebenda), Sohn des Francesco, Ritter des goldenen Sporns und Päpstlicher Hofpfalzgraf[430]

- Johann Lussi (* um 1579 in Stans; † 15. November 1633 ebenda), Landschreiber zu Locarno[431]
- Beat Jakob Meyenberg (* um 1575 in Baar; † 29. Mai 1638 in Luzern), Landvogts zu Locarno[432]
- Melchior Lussi (* vor 1600 in Stans; † 29. Juli 1647 in Pavia), 1618 Landschreiber von Locarno[433]
- Oswald Meyenberg (* um 1620 in Baar, erstmals erwähnt 1642; † 19. Màrz 1681 ebenda), Landvogts zu Locarno[434]
- Giuseppe Cristoforo Nessi (* um 1700 in Locarno; † nach 1754 ebenda), Statthalter des Landvogts in Locarno[435]
- Giovanni Bianchetti (* 26. Dezember 1775 in Locarno; † nach 1807 ebenda ?), Offizier in französischen Diensten[436]
- Carlo Paldi (* 22. Dezember 1794 in Mortara; † nach 1830 ebenda ?), Politiker, Wachtmeister in der Piemonteser Brigade Saluzzo, Flüchtling, Lehrer in den ersten Lancasterschulen in Tessin[437]
- Andrea Fanciola (* 1818 in Locarno; † 1888 in Bellinzona), Militär, Direktor des Postkreises von Bellinzona[438]
- Giacomo Zezi (* um 1820 in Locarno; † 3. April 1890 ebenda), Advokat und Notar, Hauptmann im Sonderbund, nahm 1848 an der Revolution von Mailand teil und kämpfte bei Pastrengo und Sommacampagna gegen Österreich; er machte den Garibaldi-Feldzug von 1860 mit. Staatsanwalt in Locarno 1841–1845, Kommissär für den gleichen Bezirk 1854[439]
- Gaetano Sacchi (1824–1886), Politiker. Karbonar, Flüchtling in Locarno, führte Freiwillige zur Unterstützung von Giuseppe Garibaldi
- Pietro Morettini (* 1. Februar 1826 in Locarno; † 23. Dezember 1862 in San Fermo della Battaglia), Rechtsanwalt, Politiker, Hauptmann[440]
- Gioachimo Respini (1836–1899), Rechtsanwalt, Politiker, Tessiner Staatsrat
- Carlo Mariotta (* 1869 in Locarno; † um 1920 in Bern ?), Militär, Oberstleutnant tätig an der eidgenössische Waffenfabrik in Bern, Publizist[441]
- Giacomo Balli (* 1882 in Locarno; † in Brüssel ?), Jurist[442]
- Gerardo Broggini (1926–2018), Jurist und Romanist
- Roberto Moccetti (1926–2004), Schweizer Bauingenieur und Instruktionsoffizier

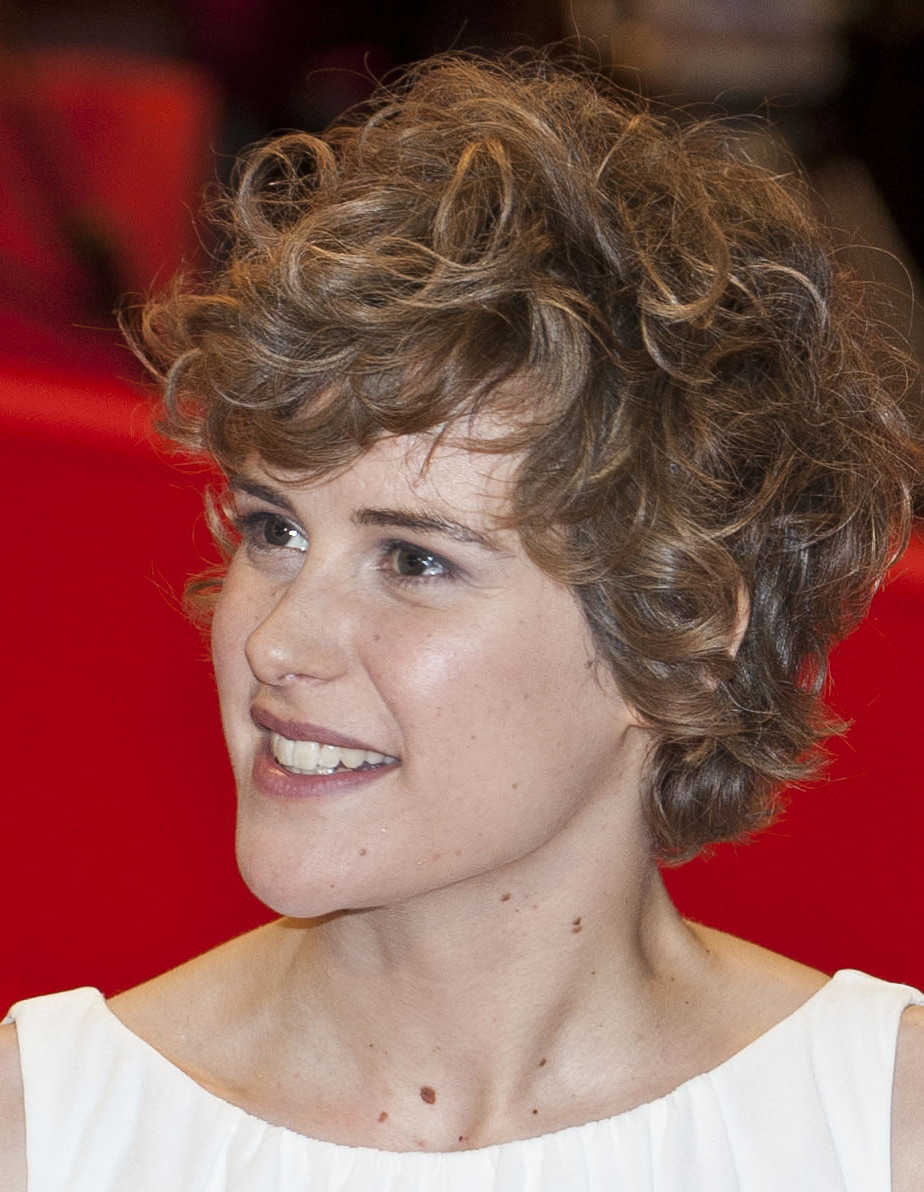
Carla Juri bei der Berlinale 2013

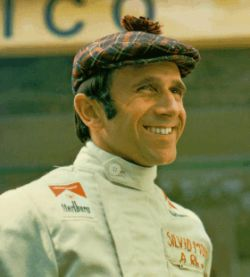
Silvio Moser

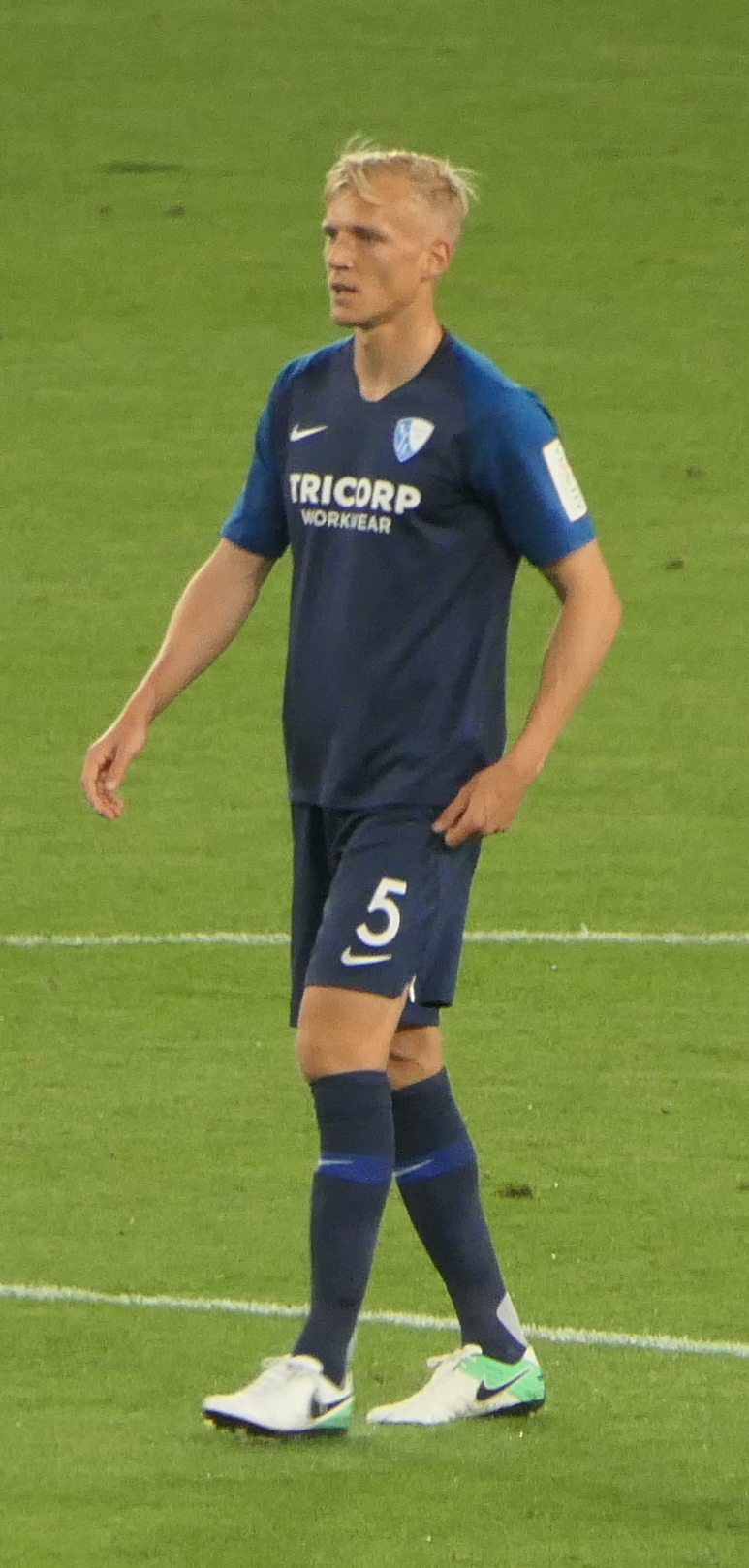
Saulo Decarli

### Schauspieler, Regisseur
- Patricia Roc (1915–2003 in Locarno), britische Schauspielerin
- Hannes Schmidhauser (1926–2000), Filmschauspieler, Drehbuchautor und Regisseur
- David Streiff (* 1945 in Aathal), von 1981 bis 1991 war er Direktor des Filmfestivals von Locarno und von 1994 bis 2005 Direktor des Bundesamtes für Kultur[443]
- Tiziana Arnaboldi (* 6. November 1956 in Locarno), Tänzerin, Choreographin, Regisseurin, sie heiratete den Schauspieler Enrico Ferretti[444]
- Melania Singer (1967), Schweizer Filmeditorin
- Lorenzo Fioroni (* 22. Februar 1972 in Locarno), Regisseur
- Carla Juri (1985), Schauspielerin

### Sportler
- Hannes Schmidhauser (1926–2000), Schweizer Filmschauspieler, Drehbuchautor, Regisseur und Fussballspieler
- Sebastiano Buzzin (* 24. Dezember 1929 in Cormòns; † 17. Dezember 2007 in Locarno), Fussballspieler[445]
- Silvio Moser (1941–1974), Schweizer Automobilrennfahrer
- Claudio Mezzadri (965), Schweizer Tennisspieler
- Oliver Neuville (1973), deutscher Fußballspieler und -trainer
- Iradj Alexander (1975), Schweizer Autorennfahrer
- David Vitoria (1984), Radrennfahrer
- Saulo Decarli (1992), Fussballspieler
- Marco Tadé (1995), Freestyle-Skier
- Ajla Del Ponte (1996), Leichtathletin
- Luca Castelnuovo (1997), Tennisspieler
- Stefano Guidotti (1999), Fussballspieler
- Giotto Morandi (1999), Fussballspieler
- Ricky Petrucciani (2000), Leichtathlet
- Noè Ponti (2001), Schwimmer
- Ayline Samardzic (2002), Tennisspielerin